# Groupe d'intervention de la Gendarmerie nationale
Ne pas confondre avec le RAID qui dépend de la Police nationale.

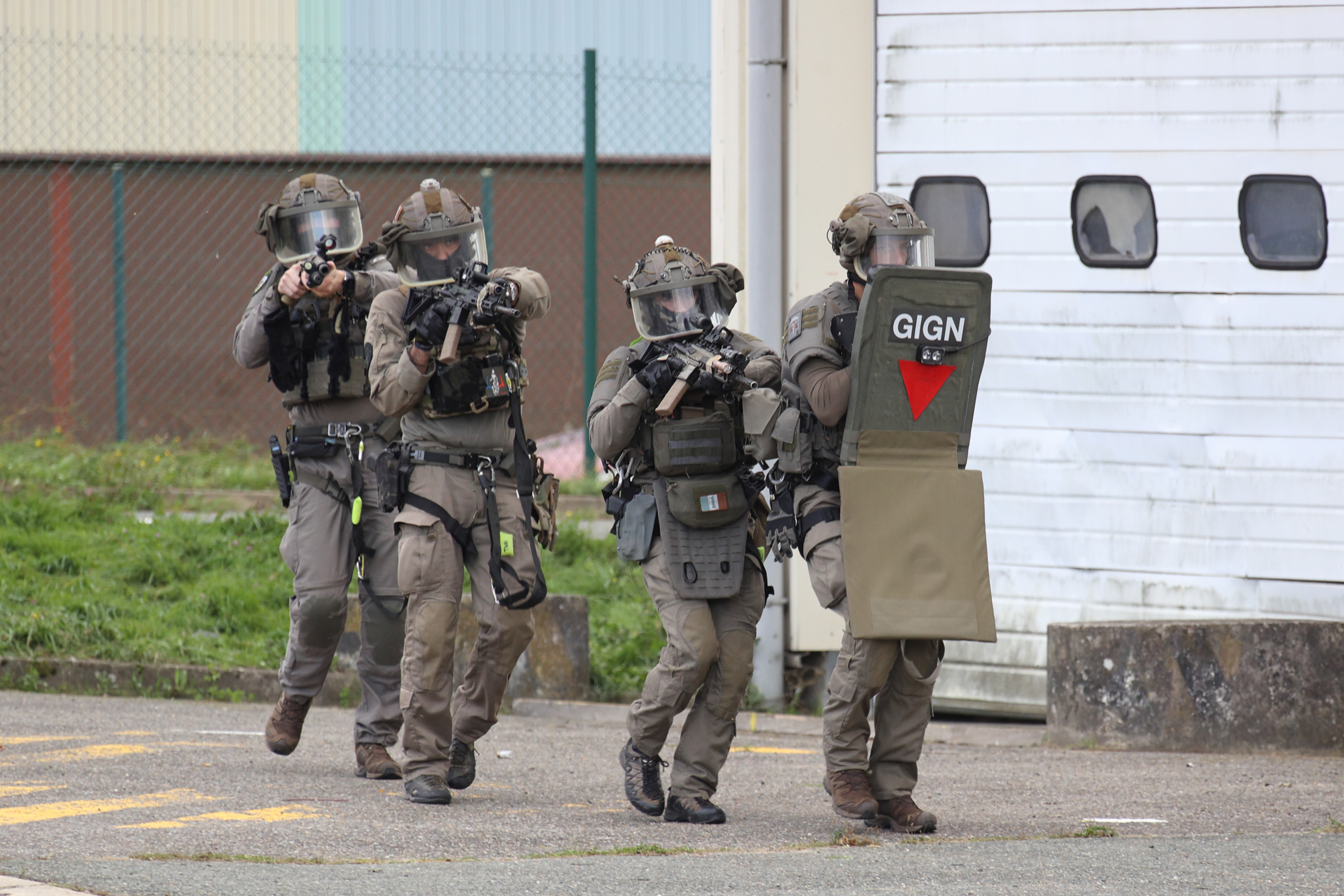
Force Intervention - octobre 2024

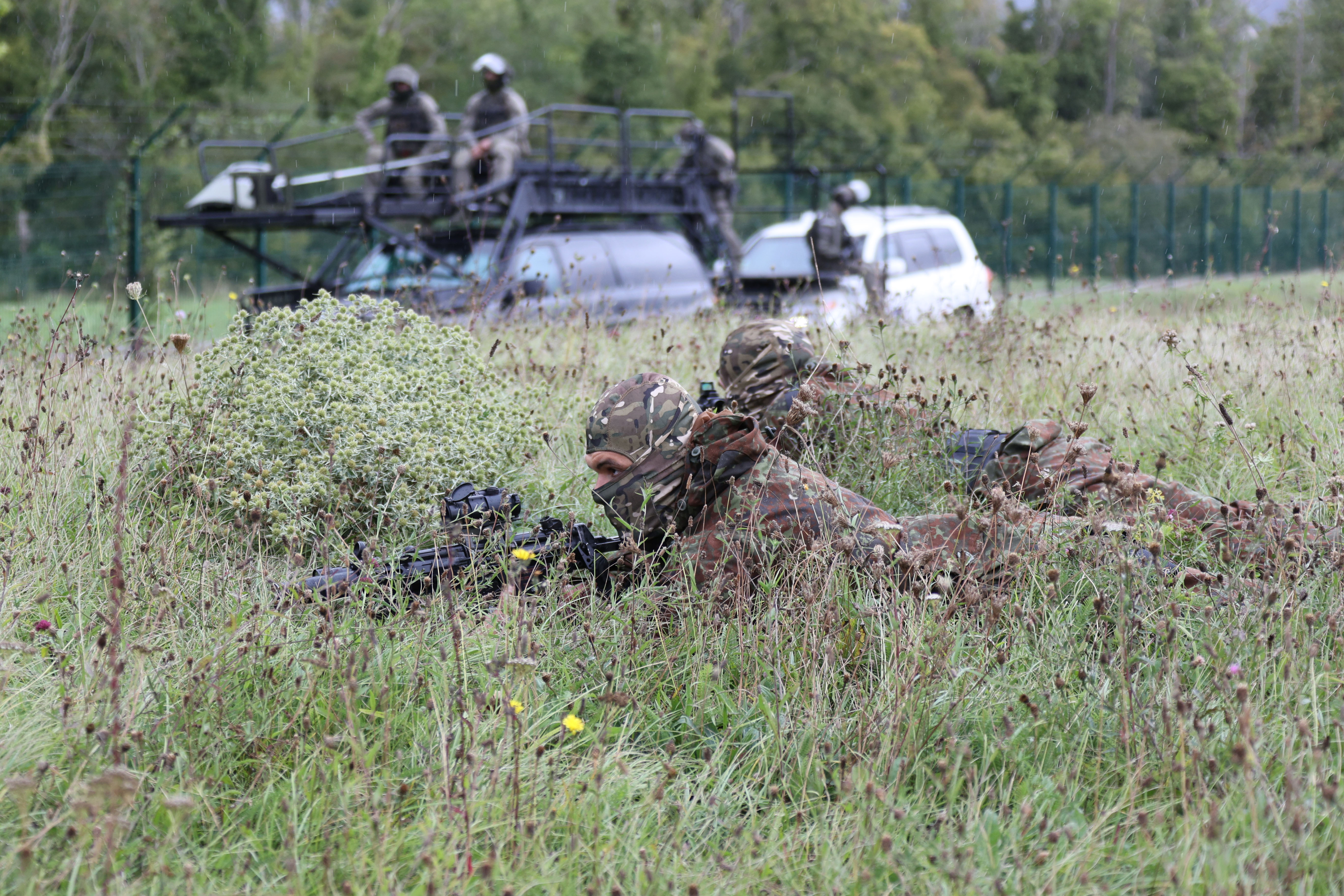
Force Observation Recherche - octobre 2021

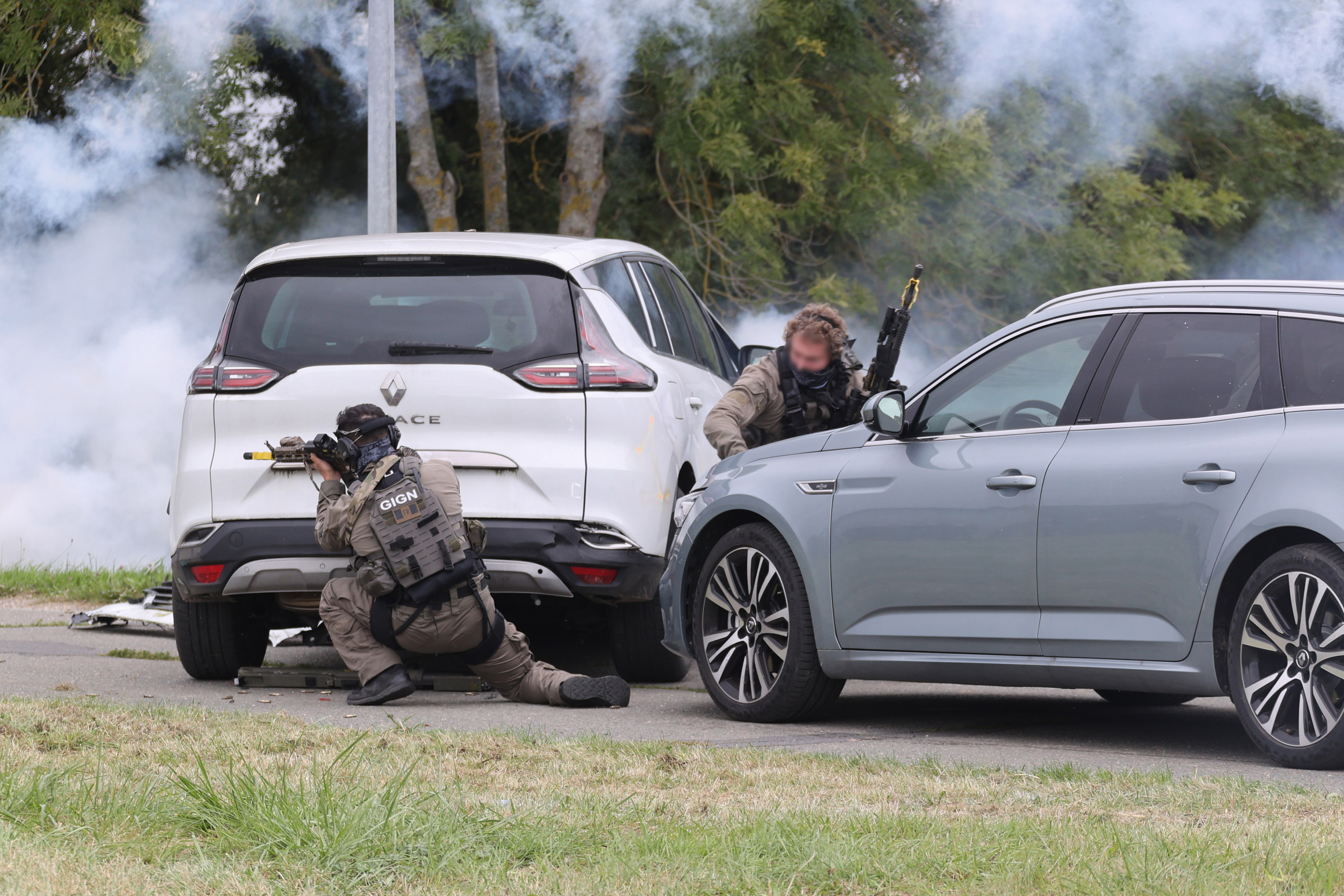
Force Sécurité Protection - octobre 2021

Le Groupe d'intervention de la Gendarmerie nationale (GIGN) est une unité d'élite de la Gendarmerie nationale française, spécialisée dans la gestion de crises et les missions dangereuses demandant un savoir-faire particulier, notamment dans les trois domaines suivants :
- l'intervention : antiterrorisme, libération d'otages, retranchement de forcenés et arrestations à haut risque dans la lutte contre le grand banditisme ;
- l'observation-recherche : surveillance, collecte d'information et de preuves sur des individus dangereux dans la lutte contre le terrorisme et le grand banditisme ;
- la sécurité-protection : protection de personnes (par exemple certains ambassadeurs, autorités militaires) et/ou de sites particulièrement menacés.

L'unité dispense également de nombreuses formations dans ces domaines, en France et à l'étranger.
Le GIGN est composé d'une formation centrale établie dans le quartier de Satory à Versailles et de quatorze antennes locales - appelées antennes du GIGN (AGIGN) - réparties en métropole et outre-mer.
L'unité est directement subordonnée au directeur général de la Gendarmerie nationale qui, en cas de crise majeure, traite directement avec les autorités gouvernementales. Dans ses missions les plus courantes, elle est engagée en support de la gendarmerie départementale sur le territoire national mais elle intervient également à l'étranger en coordination avec les forces armées françaises et notamment le commandement des opérations spéciales (COS).
Sa devise est « S'engager pour la vie ».

## Présentation

### Le GIGN au sein de la Gendarmerie

Positionnement des unités d'intervention

Unité de référence de la Gendarmerie dans les domaines de l'« intervention spécialisée », de l'observation-recherche et de la sécurité-protection, le GIGN en élabore les doctrines avant d'en être le principal acteur.
Créé en 1974 comme une unité d'intervention, le GIGN, après avoir acquis un savoir-faire et une réputation incontestables dans son domaine, était devenu dans les années 1980 la composante « intervention » du Groupement de sécurité et d'intervention de la gendarmerie nationale (GSIGN), formation essentiellement administrative qui regroupait également d'autres unités de gendarmerie spécialisées dans la sécurité-protection, la collecte de renseignement et la formation.
Le 1er septembre 2007, une profonde réorganisation a eu lieu et un « nouveau » GIGN a remplacé le GSIGN. Plus qu'un simple changement de nom, cette réorganisation a eu pour but de créer une unité plus opérationnelle en renforçant son commandement, en optimisant l'utilisation de ses moyens et en augmentant notamment ses capacités de réaction en cas d'événements d'envergure (notamment prises d'otages de masse, « POM » en abrégé) tout en créant des synergies plus fortes entre des personnels issus d'un tronc commun de recrutement et de formation.
1er août 2021, une nouvelle réorganisation renforce la capacité d'action de l'unité au niveau national en réalisant l'intégration complète en son sein des antennes du GIGN (AGIGN). Ces unités d'intervention régionales avaient été créées à partir de 2004 mais ne passaient sous le contrôle opérationnel du groupe qu'en cas de crise. Depuis cette date, l'unité est composée d'un échelon central (appelé « GIGN central » dans le reste de cet article) et des 14 antennes dont sept sont implantées en France métropolitaine à Toulouse, Orange, Dijon, Nantes, Reims, Tours et Caen et sept outre-mer en Guadeloupe, en Martinique, en Guyane, à La Réunion, en Nouvelle-Calédonie, en Polynésie française et à Mayotte,,.

### Le GIGN au sein du ministère de l'intérieur
En 1985, la Police nationale a créé, sur le modèle du GIGN, une unité spéciale d'intervention : le RAID (Recherche, assistance, intervention et dissuasion).
Les deux unités collaborent occasionnellement, comme lors de l'assaut de Dammartin-en-Goële le 9 janvier 2015 à la suite de l'attentat contre Charlie Hebdo le 9 janvier et durant la période des attentats de janvier 2015 en France.
Au sein du Ministère de l’Intérieur, la coordination et l’interopérabilité entre le GIGN et le RAID de la Force d'intervention de la Police nationale (FIPN) sont assurées par l’Ucofi (unité de coordination des forces d’intervention), créée en 2010. La procédure d’urgence absolue (P.U.A.) instaurée en avril 2016 dans le cadre du Schéma national d'intervention des forces de sécurité par le Ministre de l'Intérieur en réponse aux attentats de 2015 autorise – en cas de crise majeure ou de crises multiples – l'intervention de toute unité en mesure de le faire en tout point du territoire (donc en s'affranchissant du critère de compétence géographique qui s'impose habituellement).

### Les emblèmes: écussons et rondaches
Un nouvel écusson commun à l'élément central et aux antennes a été adopté à la suite de l'intégration totale de ces dernières en août 2021. Porté sur le bras gauche à la place de l'écusson régional, il présente la grenade de la Gendarmerie surmontée du sigle GIGN. Le GIGN central (Satory) et les antennes (AGIGN) conservent leur rondaches respectives qui se portent sur le bras droit.
L'emblème - appelé également rondache de par sa forme ronde - du GIGN central (c'est-à-dire de la composante basée à Satory, qui est une formation parachutiste) est composé d'un cercle sur un fond bleu, un parachute, un réticule de visée et un mousqueton. Le cercle, figure géométrique parfaite, symbolise la cohésion et la force collective des membres de l'unité. La couleur bleue rappelle la capacité subaquatique de l'unité. Le mousqueton est le symbole de la capacité de franchissement opérationnel des membres de l'unité. Le parachute indique l'appartenance du GIGN à la famille des troupes aéroportées. Enfin, le réticule de visée symbolise la discipline principale pratiquée : le tir et, au-delà, le respect pour la vie humaine et la précision dans l'action. Enfin, les deux étoiles symbolisent la « deuxième génération » en référence à l'organisation mise en place en 2007,.
La rondache des antennes (AGIGN), également portée sur le bras droit, reprend la grenade de la Gendarmerie nationale, le mousqueton, l'éclair de l'intervention spécialisée et un réticule de visée.

Emblèmes du GIGN et de ses composantes
Rondache du GIGN central
Écusson du GIGN
Rondache des AGIGN

### Devise
- Jusqu'en 2014 : « Sauver des vies au mépris de la sienne. »
- Depuis 2014 : « S'engager pour la vie »[3],[10].

## Rappel historique

### Les dates importantes de l'histoire du GIGN
En réponse à la multiplication des prises d'otages qui tournent au fiasco (notamment à Cestas en 1969, à la centrale de Clairvaux en 1971 et aux Jeux olympiques de Munich en 1972), un premier GIGN est formé le 11 octobre 1973 au sein de l'escadron parachutiste de Mont-de-Marsan, tandis qu'une équipe commando régionale d'intervention (ECRI) est formée le 1er décembre de la même année au sein du groupe d'escadrons I/2 de gendarmerie mobile de Maisons-Alfort. Le commandement de l'ECRI est confié au lieutenant Christian Prouteau et l'unité devient opérationnelle le 1er mars 1974.
Le 16 avril 1974, le GIGN de Mont-de-Marsan devient le GIGN no 4 tandis que l'ECRI de Maisons-Alfort devient GIGN no 1. C'est l'anniversaire officiel de la création de l'unité
En 1976, la Gendarmerie décide de regrouper les deux unités, principalement pour des raisons de coût et d'efficacité. Le 31 mai 1976, les deux GIGN 1 et 4 sont dissous et rassemblés le 1er juin de la même année en une seule unité parachutiste basée à Maisons-Alfort, dénommée GIGN. Après son déménagement à Satory (à Versailles) en 1982, le GIGN est intégré en 1984 au sein d'une nouvelle formation appelée Groupement de sécurité et d'intervention de la Gendarmerie nationale (GSIGN). Il y est rejoint d'abord par l'escadron parachutiste de Mont-de-Marsan, qui devient à cette occasion Escadron parachutiste d'intervention de la Gendarmerie nationale (EPIGN), puis en 1986, par le Groupe de sécurité de la présidence de la République (GSPR).
En 2007, le GSIGN est dissous et remplacé par une nouvelle unité qui reprend le nom du GIGN, les anciens GIGN, EPIGN et GSPR fournissant les principales composantes de la nouvelle organisation.
En 2015, le GIGN est engagé simultanément pour la première fois avec le RAID, unité d'élite de la Police nationale, lors de la double prise d'otages du 9 janvier faisant suite aux attentats de janvier 2015 en France.
En 2021, les antennes du GIGN (en métropole et outre-mer) sont complètement intégrées (c'est-à-dire administrativement et opérationnellement) à l'organisation du groupe,.

### Les principales opérations

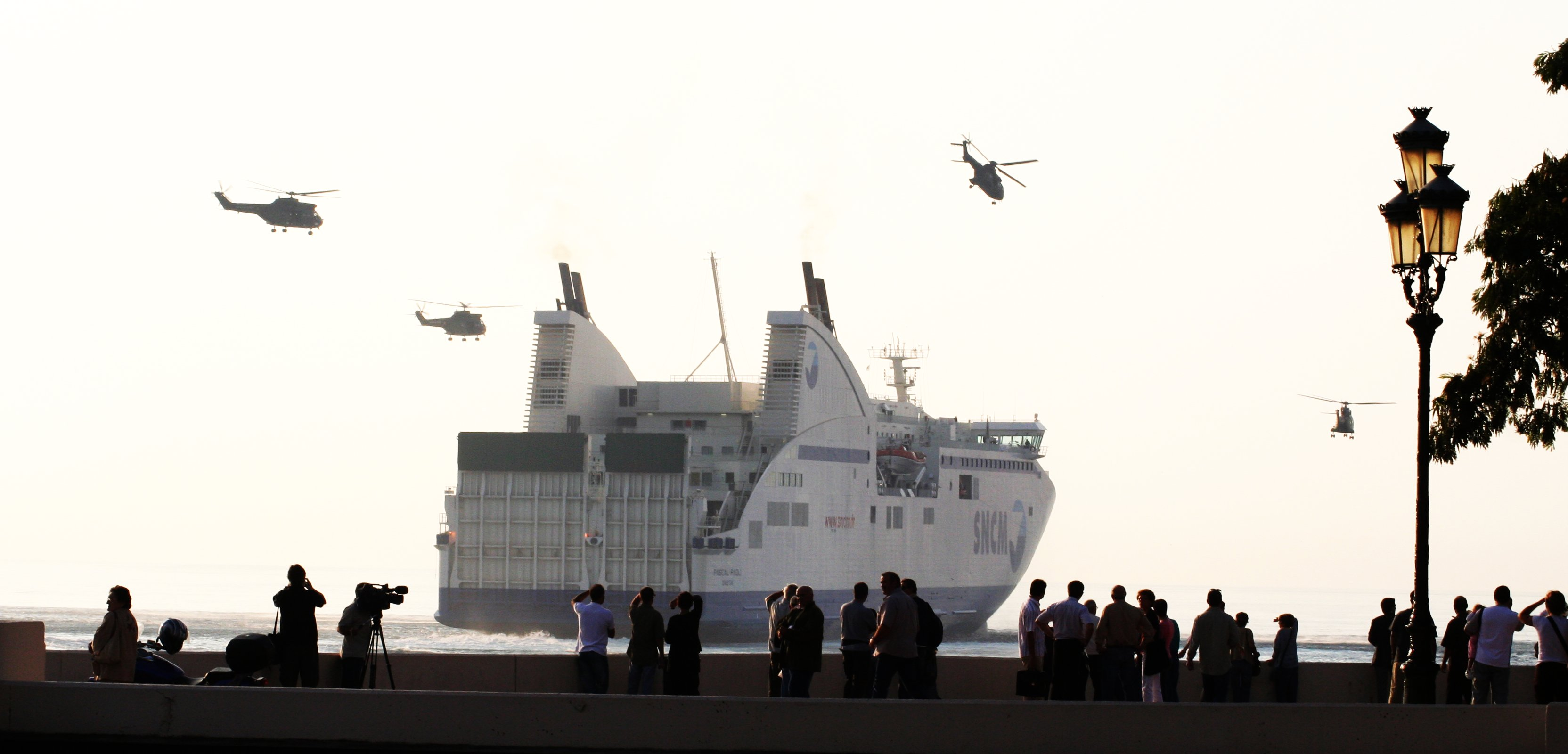
Intervention avec la collaboration du Commando Hubert sur le navire Pascal Paoli de la SNCM en 2005, détourné par des marins syndicalistes du STC.

Le GIGN a acquis une réputation nationale puis internationale au cours de centaines d'opérations dont, parmi les plus connues : les libérations d'otages à Loyada (Djibouti) en 1976, à Ouvéa (Nouvelle-Calédonie) en 1988 et à Marignane en 1994.
Le 8 janvier 2015, le GIGN participe avec la Force d'intervention de la Police nationale (FIPN) à la traque des frères Chérif et Saïd Kouachi, recherchés comme principaux suspects dans la fusillade au siège de Charlie Hebdo qui a eu lieu la veille. Le 9 janvier, les suspects sont repérés puis abattus lors de l'intervention du GIGN dans une imprimerie à Dammartin-en-Goële, en Seine-et-Marne. Une action simultanée du RAID et de la BRI met fin à une autre prise d'otages, celle de l'Hyper Cacher de la Porte de Vincennes à Paris, marquant la première intervention coordonnée des unités de la Police et de la Gendarmerie. Lors de ces opérations, le GIGN est « menant » et le RAID « concourant » à Dammartin, tandis que les rôles des deux unités sont inversés à la Porte de Vincennes.

### Le bilan: résultats et pertes
En 1994, peu après la prise d'otages du vol Air France 8969 le GIGN fête ses vingt ans. Il avait alors mené plus de 650 missions, libéré plus de 500 otages et arrêté plusieurs centaines de criminels. Pendant cette période, 5 hommes du GIGN sont morts à l'entraînement et 19 ont été blessés en opération (dont 9 lors de l'assaut de Marignane). En 2004, le bilan à l'occasion des trente ans du groupe était de plus de 1 030 missions, de plus de 970 personnes arrêtées, et 534 otages libérés.
En 2014, le GIGN fête ses 40 ans et a alors mené 1 600 opérations, interpellé 1 500 personnes, libéré 625 otages et maîtrisé 260 forcenés.
Depuis la création de l'unité, dix-sept gendarmes du GIGN ont perdu la vie : quatre en opération et treize à l'entraînement ou lors d'un déplacement dans le cadre de leur mission. Comme pour l'ensemble des unités d'intervention, la majorité des pertes en opération ont été subies lors d'interventions contre des forcenés (3 sur 4 pour le GIGN, 2 sur 3 pour le RAID),,. Deux des pertes en opération ont été subies par des gendarmes appartenant respectivement aux antennes d'Orange et de Cayenne,.

## Missions

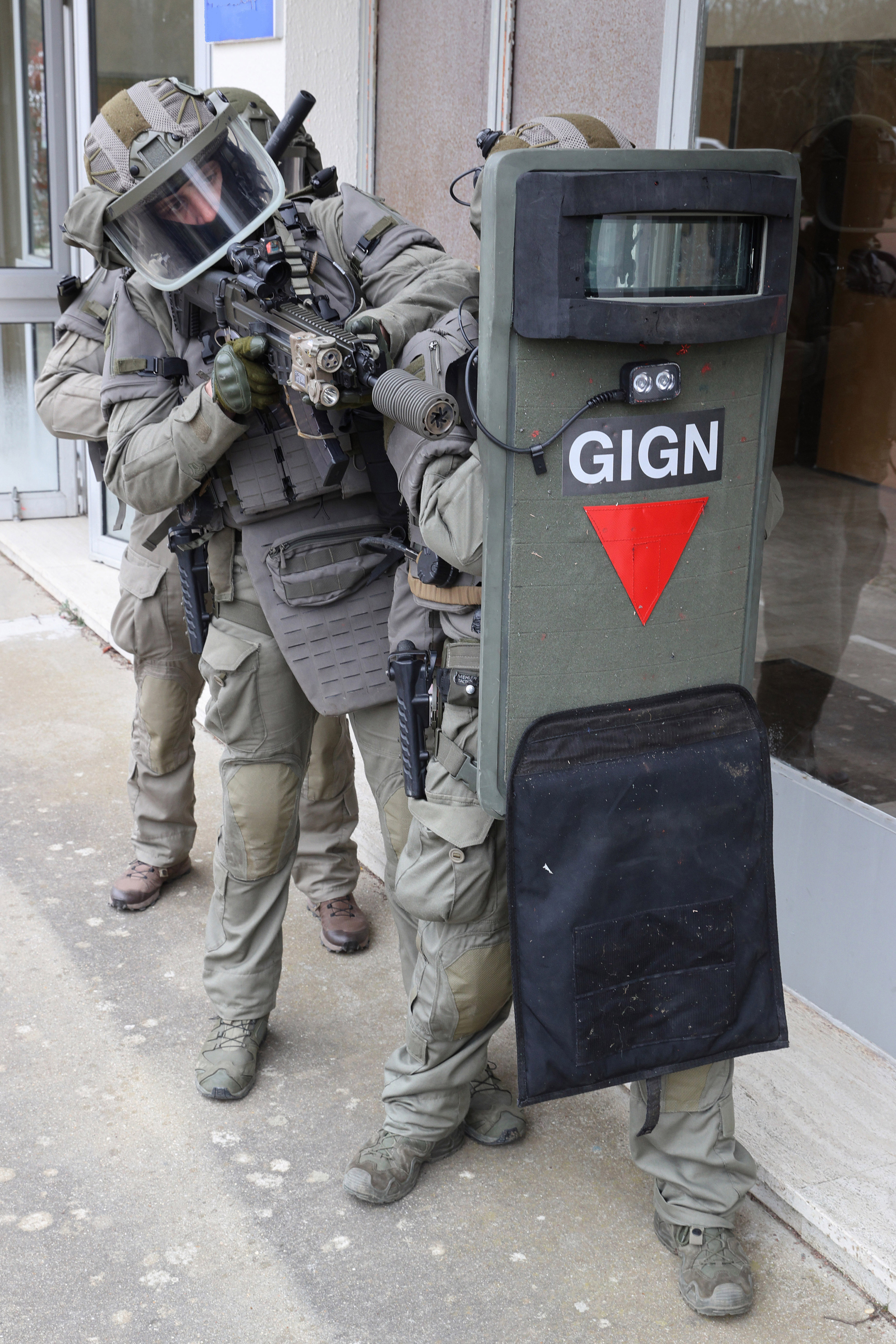
Colonne d'assaut - mars 2022

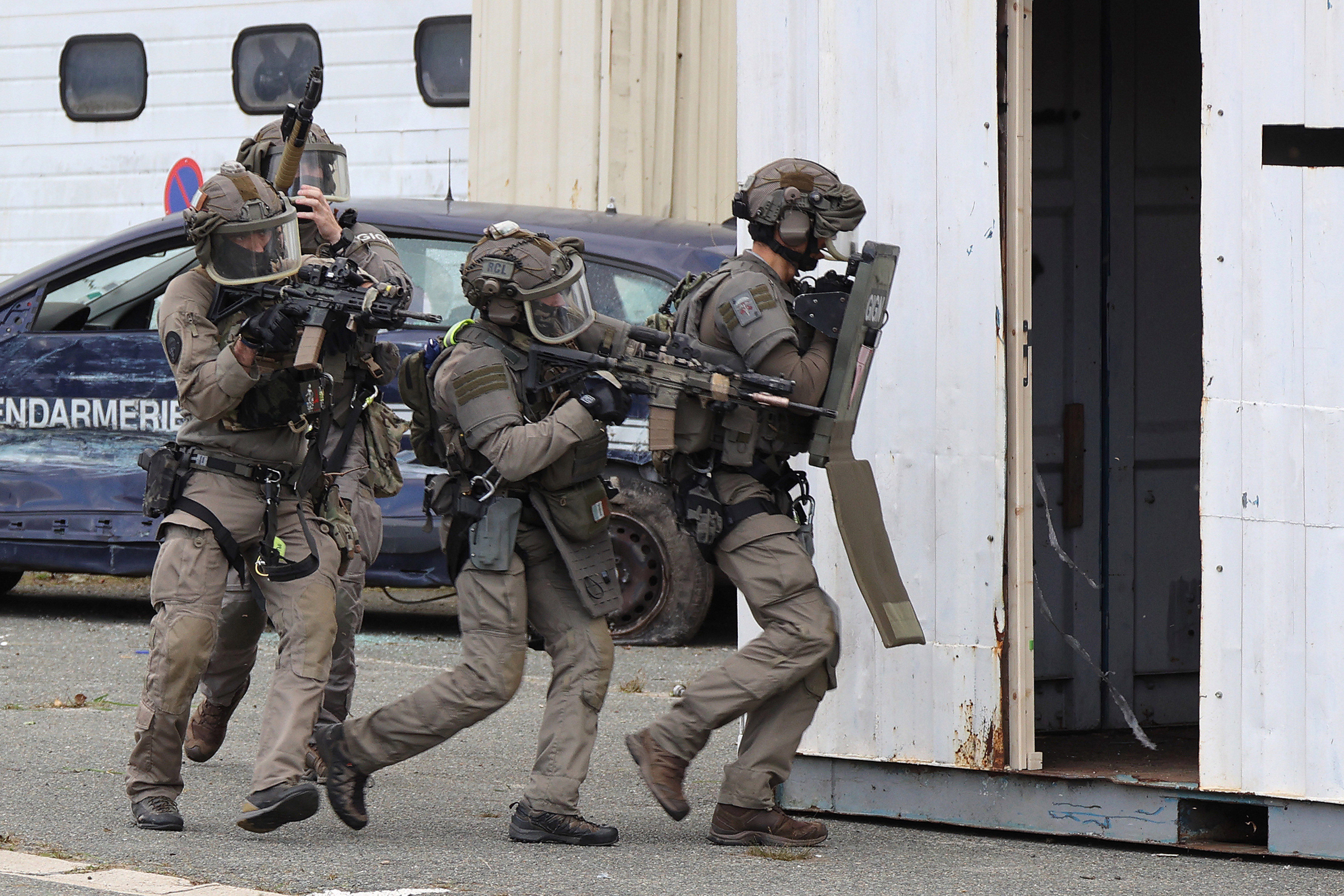
Entrée de la colonne d'assaut dans un bâtiment

Les missions principales du GIGN sont :
- l’intervention ;
- l’observation-recherche;
- la sécurité-protection ;
- le développement de savoir-faire et la formation dans ces trois domaines.

### Intervention

#### Dans le domaine du contre-terrorisme
Le GIGN intervient en premier lieu sur les missions suivantes :
- Piratair : détournement d'avion ;
- Piratmer : détournement ou attaque de navire ;
- Piratome : attaque nucléaire ;
- Piratox : attaque chimique ou biologique ;
- Piratext : prise d'otages de ressortissants français à l'étranger.

Pour les actes de terrorisme n'entrant pas dans ces catégories (prise d'otages, etc.), la répartition des missions entre le GIGN et le RAID se fait selon le lieu où l'alerte se produit : le milieu rural et les aéroports sont les domaines d'intervention du GIGN, le milieu urbain et les gares sont ceux du RAID.
Après les attentats de janvier 2015, une concertation a eu lieu avec les responsables militaires du commandement des opérations spéciales (COS) et de la direction générale de la Sécurité extérieure (DGSE) pour déterminer quelle unité avait la primauté d'action dans un acte terroriste, touchant des intérêts ou des ressortissants français, en dehors du territoire national. Il en ressort que, dans ce scénario, le GIGN est chargé de l'intervention et les forces spéciales de l'appui.

#### Autres interventions
Ce sont les autres prises d'otages (par exemple liées au banditisme), les neutralisations de forcenés ainsi que les arrestations de personnes dangereuses et armées, comme lors d'interception de convois d'acheminement rapide de drogue (Go fast).

### Observation et recherche
Recherche opérationnelle du renseignement dans les affaires les plus sensibles en matière de lutte contre le terrorisme et la criminalité organisée.

### Sécurité et protection
Cette mission consiste à assurer :

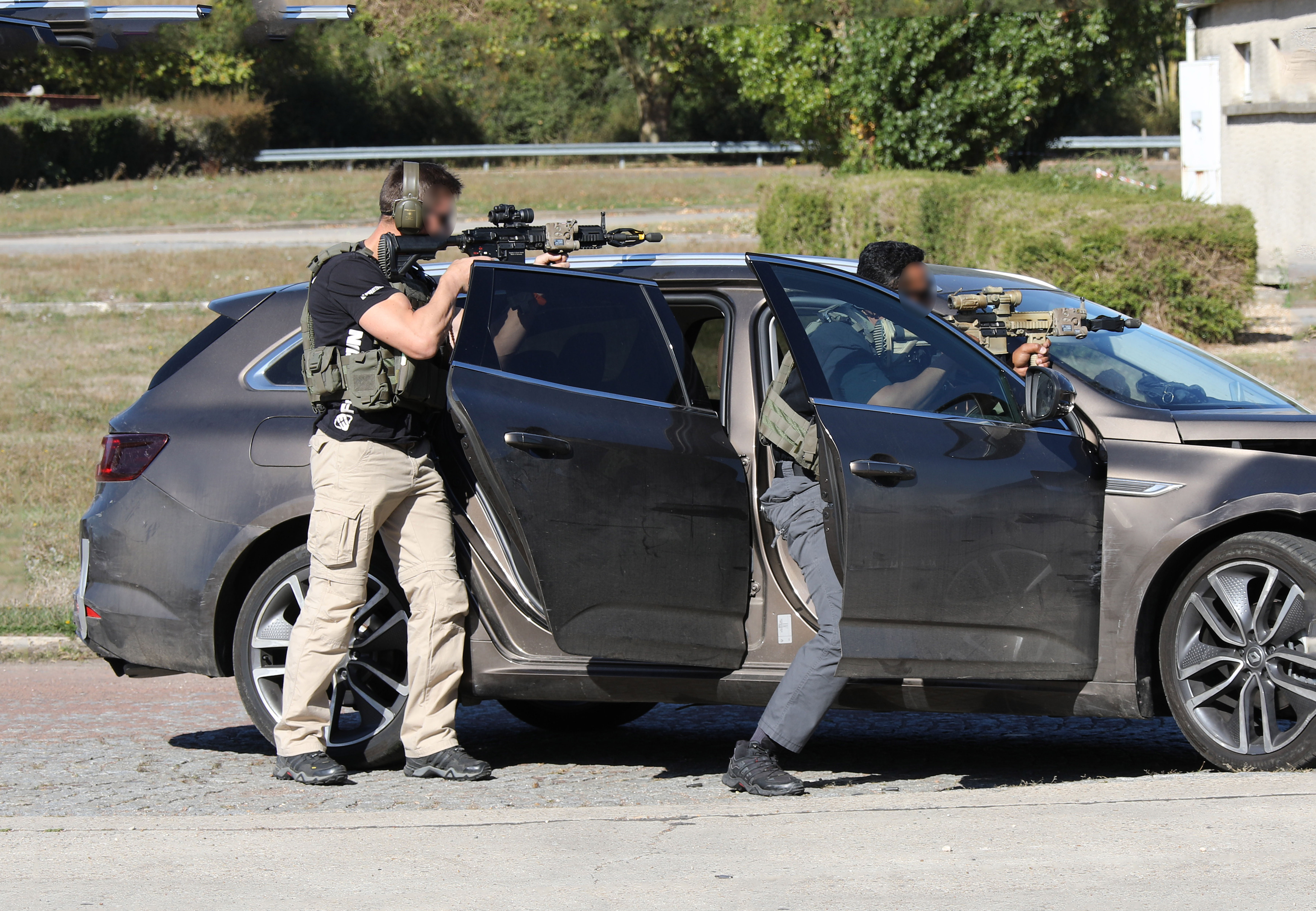
Lors d'une embuscade, un groupe de gendarmes de la FSP assure la couverture et prépare l'évacuation de l'autorité (VIP).

- la protection rapprochée de personnalités ;
- la sécurité des ambassades et représentations diplomatiques françaises à l'étranger (Congo-Brazzaville, Centrafrique, Algérie, Côte d'Ivoire, Haïti, Afghanistan, Irak, Libye, Mali…) ;
- l'exfiltration de ressortissants français à l'étranger ;
- la mise en sécurité ;
- l'analyse du risque et audit de sécurité ;
- la gestion de crise à l'étranger ;
- le transfert de prisonniers dangereux ;
- la sécurité des événements d'ampleur nationale et internationale ;
- la formation internationale ;

Sur le territoire national, les sections de sécurité-protection (SSP), assurent quotidiennement la protection de hautes personnalités françaises ou étrangères. Elles assurent également ce type de mission à l'étranger, au profit des diplomates en poste dans des zones à risques comme l’Afghanistan ou l’Irak.
Parallèlement aux missions de protection, les SSP procèdent à la mise en sécurité de sites. Que ce soit au profit de l'autorité protégée ou lors d’événements majeurs, cette force déploie des tireurs de précision, le groupe de recherche d'engins piégés (GREP), ou encore les spécialistes en investigations subaquatiques.
Enfin, dans un contexte interministériel, la FSP est régulièrement sollicitée pour réaliser des audits de sécurité au profit des représentations françaises à l'étranger ou de sites sensibles partout en France. Ayant une expérience reconnue dans ce domaine, les missions évaluent les enjeux sécuritaires et apportent une expertise et des réponses adaptées, en vue d'accroître le niveau de sûreté des installations visitées.
En marge des missions évoquées ci-dessus, les militaires de cette force participent de façon régulière à la formation des unités étrangères.

### Formation

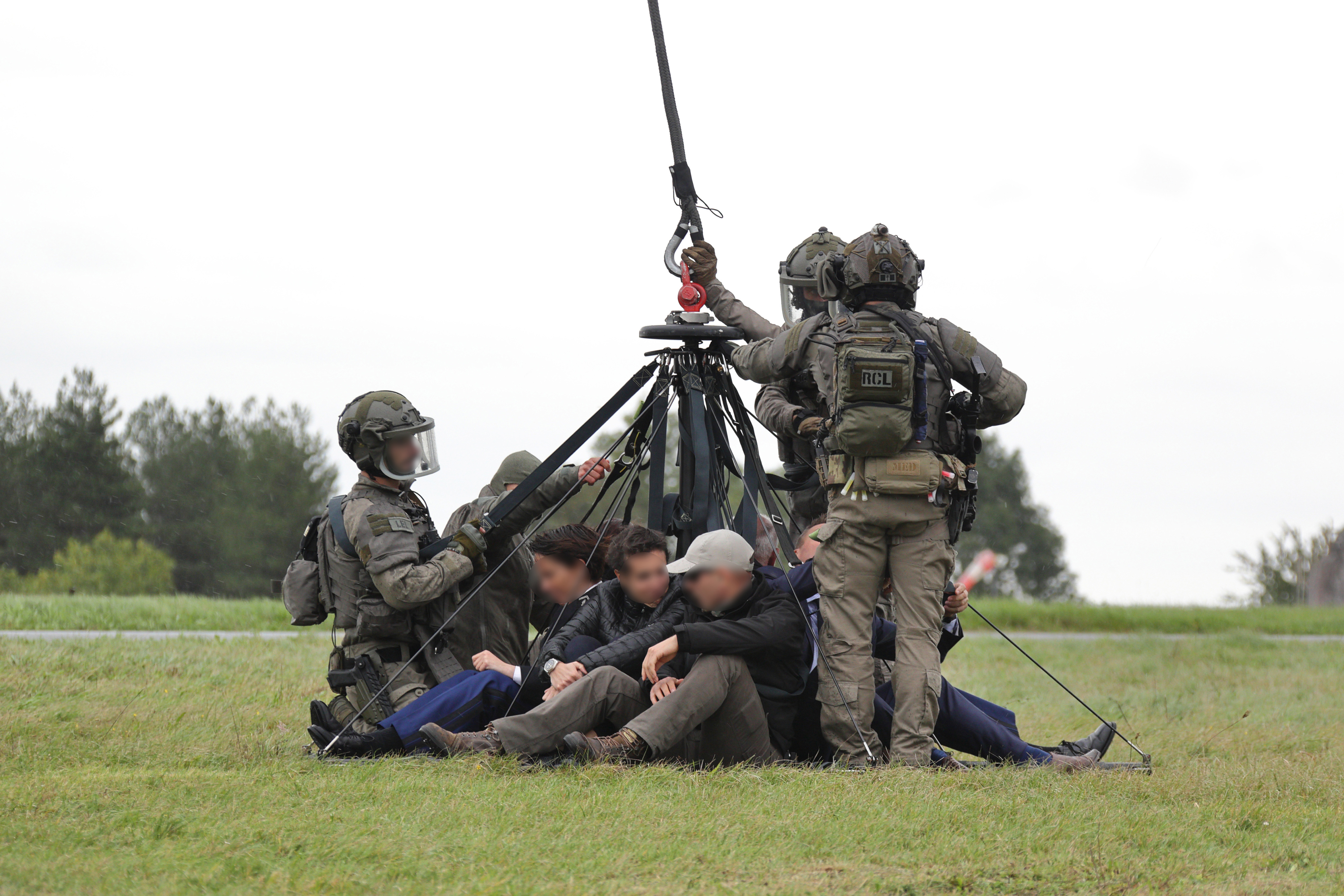
Nacelle "ESCAPE" pour l'évacuation de personnel par hélicoptère - octobre 2021

Cette mission, assurée au sein du Centre national de formation à l'intervention spécialisée consiste d'abord à assurer la formation et le ré-entraînement (ou « recyclage ») des personnels du GIGN et de plusieurs centaines de personnels de la Gendarmerie appartenant aux unités sur lesquelles le GIGN exerce un contrôle opérationnel comme les PSPG (pelotons spécialisés de protection de la Gendarmerie qui assurent la protection des centrales nucléaires). Sont également formés les « techniciens d'escorte d'autorité de sécurisation de sites » (TEASS) qui sont des gendarmes mobiles renforçant la protection des ambassades et du personnel du corps diplomatique dans des contextes dégradés.
C'est également le GIGN qui assure la sélection, la formation, le suivi et le « recyclage » des négociateurs régionaux de la gendarmerie départementale ainsi que ceux de sa propre cellule nationale de négociation (CNN).
Enfin le centre forme et entraîne les membres d'unités étrangères.
Pour permettre de mener à bien l'ensemble de ces missions, les entraînements du GIGN sont très poussés. Il y a ainsi eu plus de décès lors de ces entraînements que lors des missions elles-mêmes. Les démonstrations faites par le Groupe reflètent les entraînements. Alors qu'il assistait à l'une d'elles en tant que ministre de l'Intérieur, Pierre Joxe a été très légèrement blessé par l'explosion d'une grenade qui n'a pas pu être neutralisée à temps.

## Capacités opérationnelles
L'unité développe et met en œuvre les capacités opérationnelles suivantes :
- évaluation des risques et des crises
- conduite de négociations dans un cadre criminel ou terroriste
- gestion et règlement de situations ou de crises conflictuelles et atypiques
- assistance et appui aux investigations liées à la lutte contre le terrorisme et le grand banditisme
- contribution directe ou indirecte à la lutte anti-terroriste et au contre terrorisme sur le territoire national comme à l'étranger

## Organisation
Le GIGN est basé dans le quartier de Satory à Versailles, son centre d'instruction et d'entraînement se situe au camp de Frileuse à Beynes. Les quatorze antennes sont réparties sur le territoire métropolitain pour sept d'entre-elles et outre-mer pour les sept autres.
Le GIGN dépend directement du directeur général de la Gendarmerie nationale qui, en cas de crise majeure, traite directement avec les autorités gouvernementales. Dans ses missions les plus courantes, le GIGN est en contact avec les commandants de groupement et les sections de recherche (SR) de la gendarmerie départementale.
Le groupe comporte deux états-majors, quatre forces et un détachement, un centre de formation, un bureau de ressources humaines et une division technique :
- l’état-major opérationnel (EMOPS) ;
- l’état-major de soutien finances ;
- le bureau ressources humaines ;
- la Force Intervention (FI).
- la Force Observation Recherche (FOR).
- la Force Sécurité et Protection (FSP).
- la Force Antennes
- la Division technique
- le Centre national de formation à l'intervention spécialisée, qui reprend et amplifie les missions de l'ancienne Force Formation (FF) et qui s'occupe aussi bien des formations internes au sein de la gendarmerie qu'externes dans d'autres pays.
- le détachement gendarmerie du groupe de sécurité de la présidence de la République qui est la composante Gendarmerie du Groupe de sécurité de la présidence de la République[N 8].

L'effectif total est de 960 personnels dont 420 au GIGN « central » en 2023.
Le budget de fonctionnement courant de l'unité, pour l'année fiscale 2009, était de 1,4 million d'euros, auquel s'ajoutait un droit de tirage en frais de déplacement de 0,5 million d'euros sur le budget central de la Gendarmerie.
Ses effectifs et ses moyens sont répartis comme suit :

### Force Intervention (FI)
La FI est l'unité d'assaut du GIGN. Elle est composée d'une centaine d'hommes et se divise en 4 sections : 2 sont à dominante chuteurs opérationnels et 2 à dominante plongeurs d'intervention. La FI dispose en outre d'une cellule d'évaluation et d'une cellule de préparation opérationnelle. Chaque semaine, 2 sections sont d'alerte : l'une est opérationnelle en 30 minutes, l'autre en 2 heures. Chaque nouvelle recrue du groupe doit y passer un minimum de 6 mois avant de rejoindre une autre force, s'il le souhaite.

#### Personnel médical

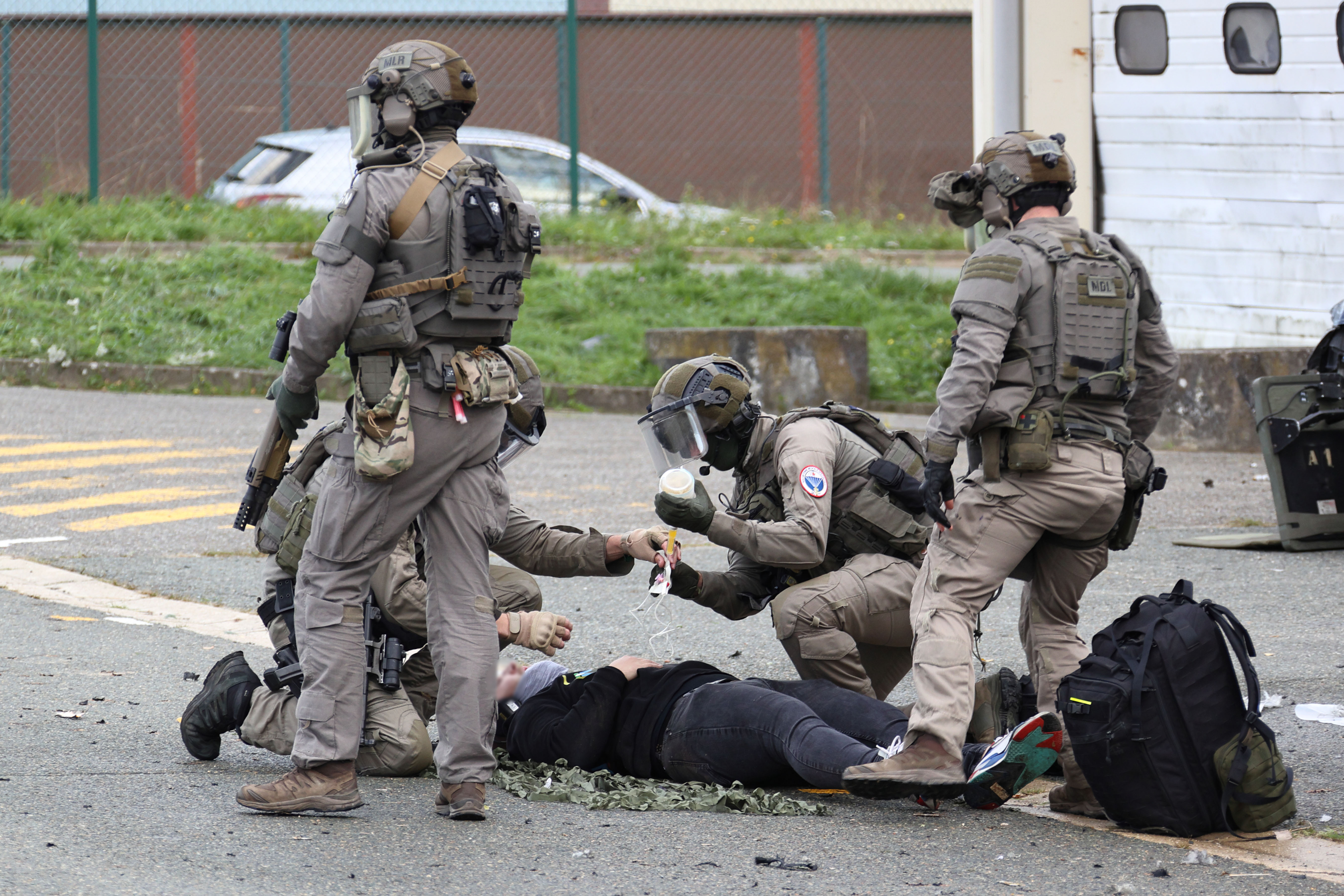
Membres de l'équipe médicale lors d'une démonstration

Lors de chaque mission de la Force Intervention, un infirmier et un médecin de la 1re Antenne Médicale Spécialisée (unité du Service de Santé des Armées) accompagnent les sections. Ils sont là pour soigner les membres du GIGN et prendre en charge les blessés éventuels. En plus de leurs compétences médicales en médecine d'urgence, médecine de guerre, situation multivictimes, ils sont brevetés parachutistes et sont formés aux mêmes techniques de franchissement que les opérationnels (aerocordage, échelle spéléo de contre terrorisme maritime etc.).

Démonstrations de la Force Intervention - 2021-2022
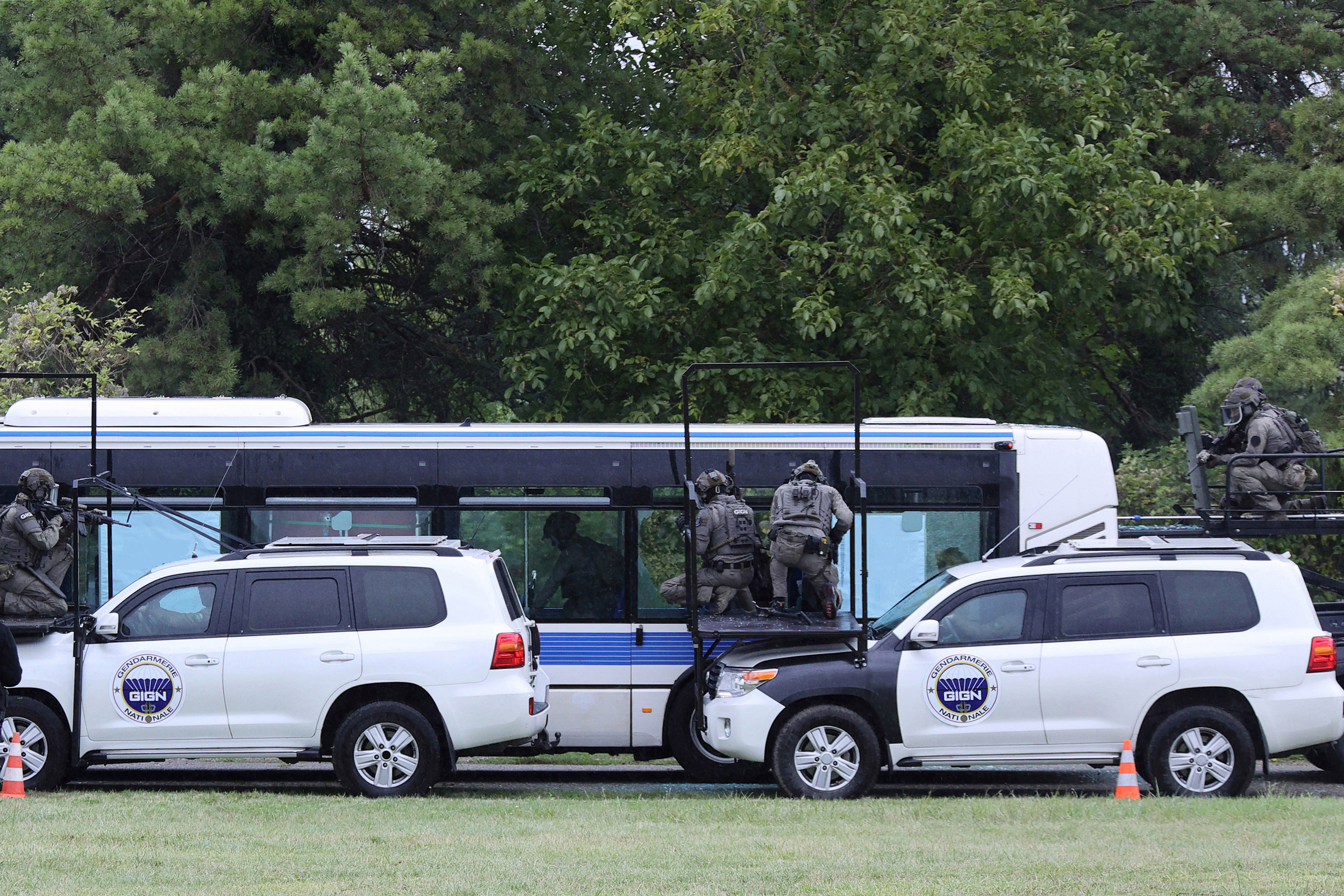
Démonstration de libération d'otages dans un bus - octobre 2021
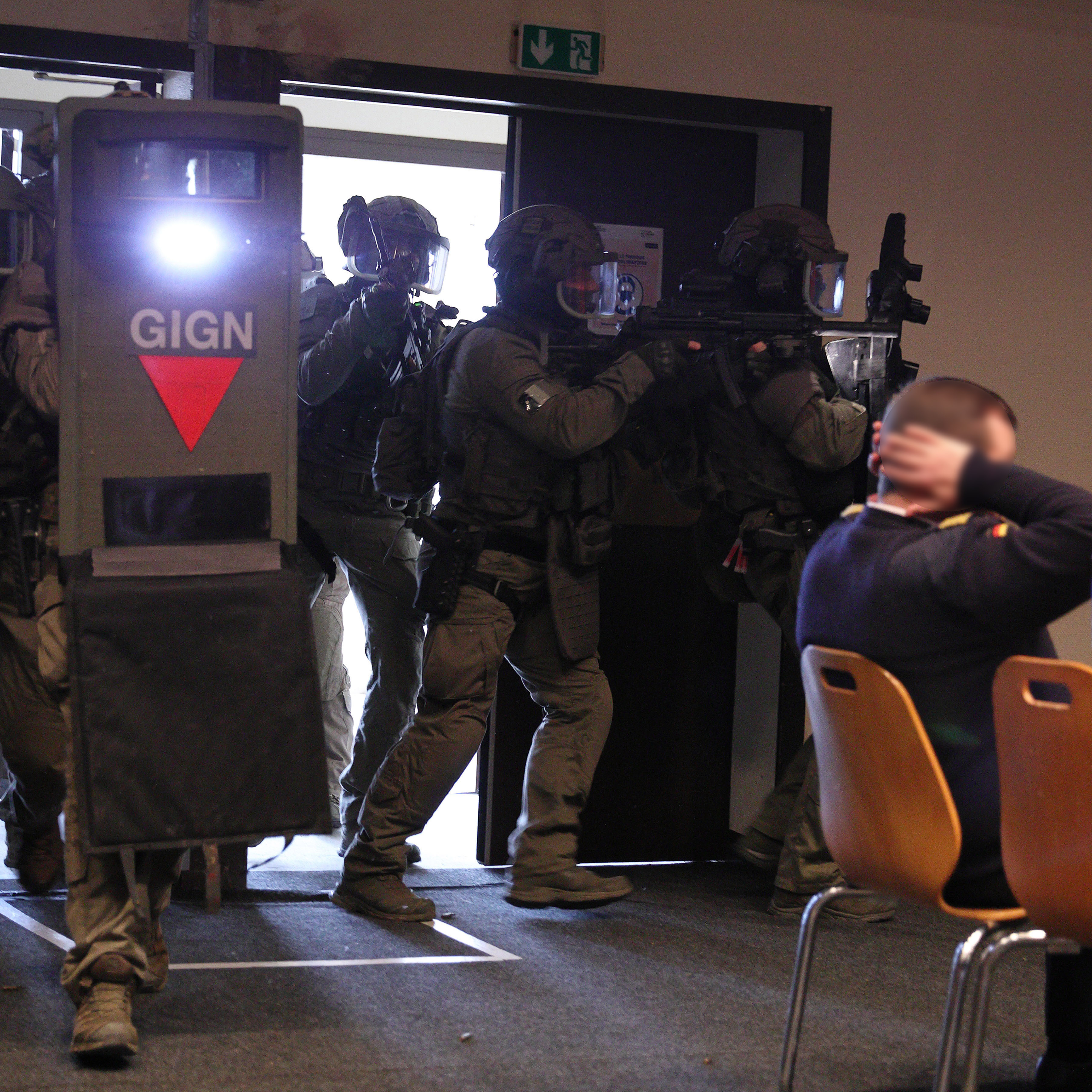
Démonstration de libération d'otages - mars 2022
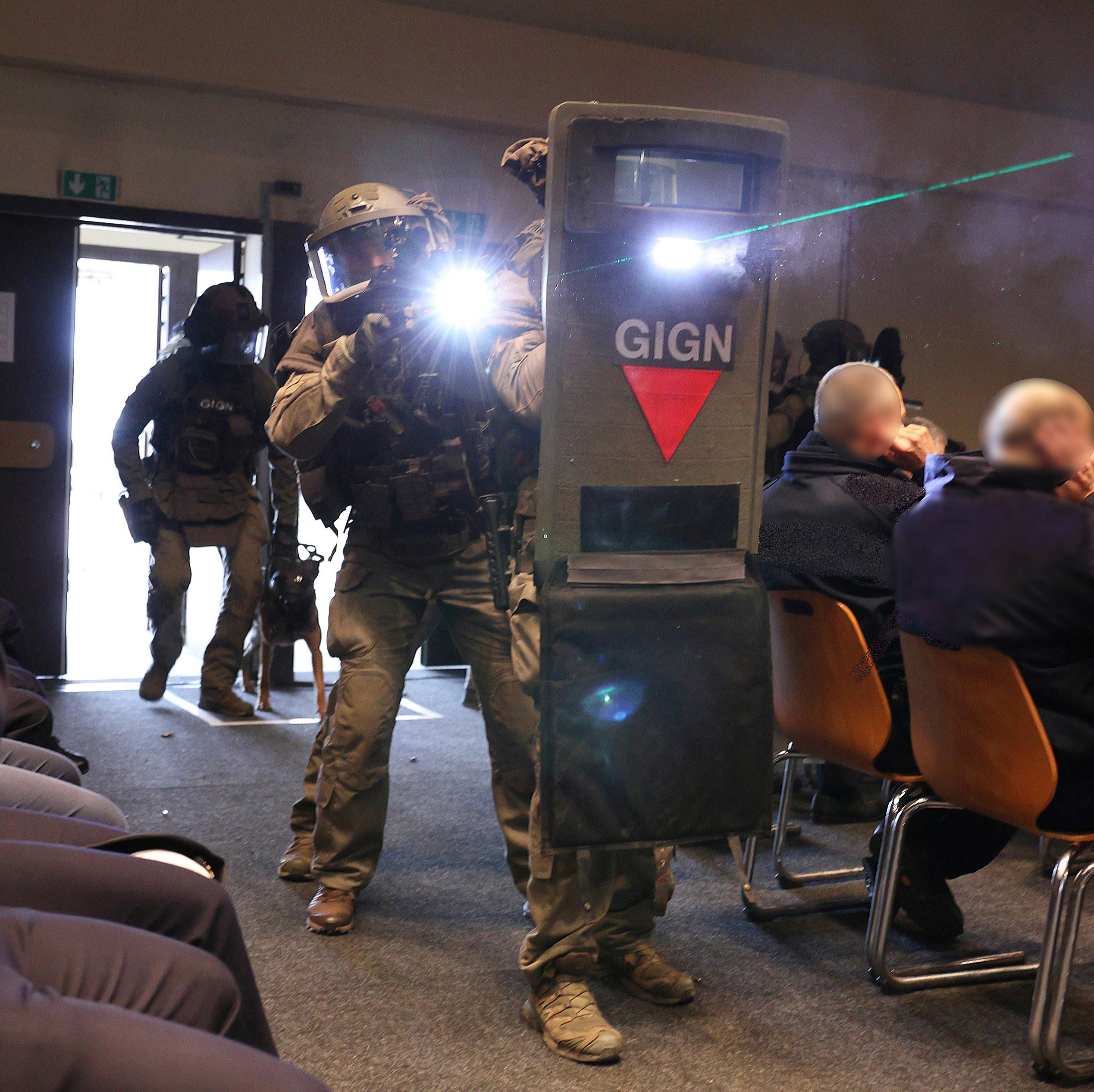
Démonstration de libération d'otages - mars 2022

Démonstration de la Force Intervention - Eurosatory 2022
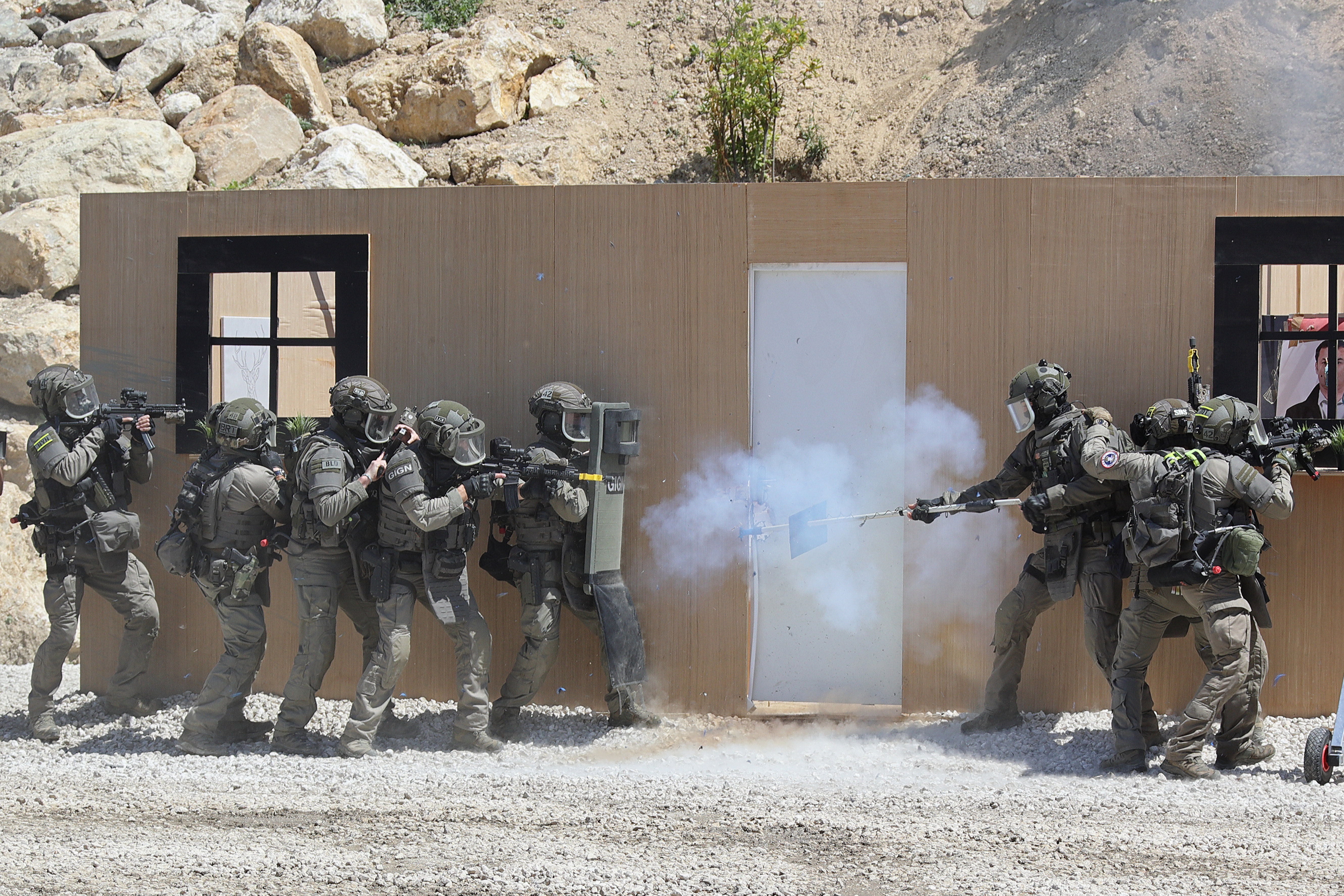
Équipe d'assaut pendant une démonstration
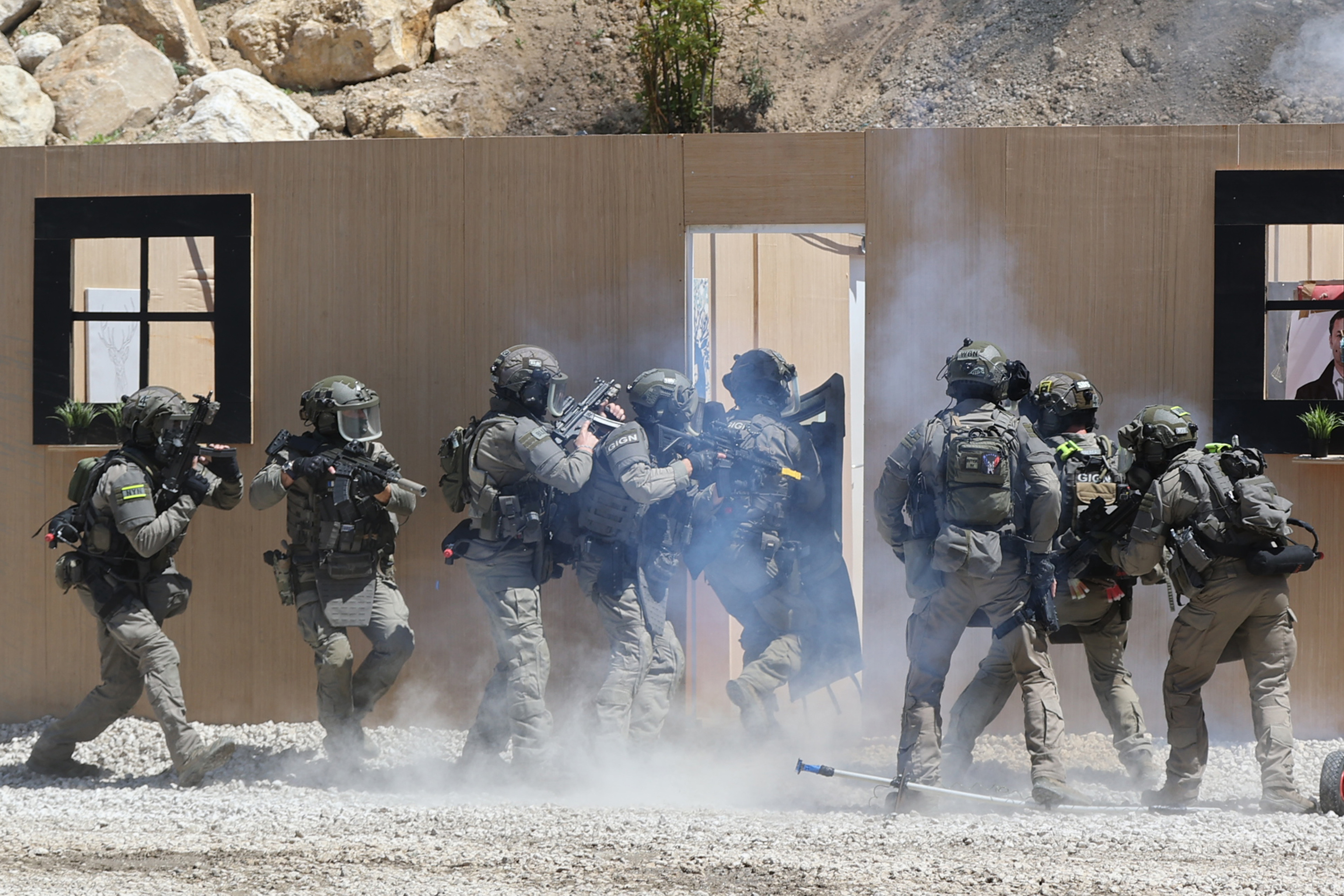
Équipe d'assaut entrant dans un bâtiment
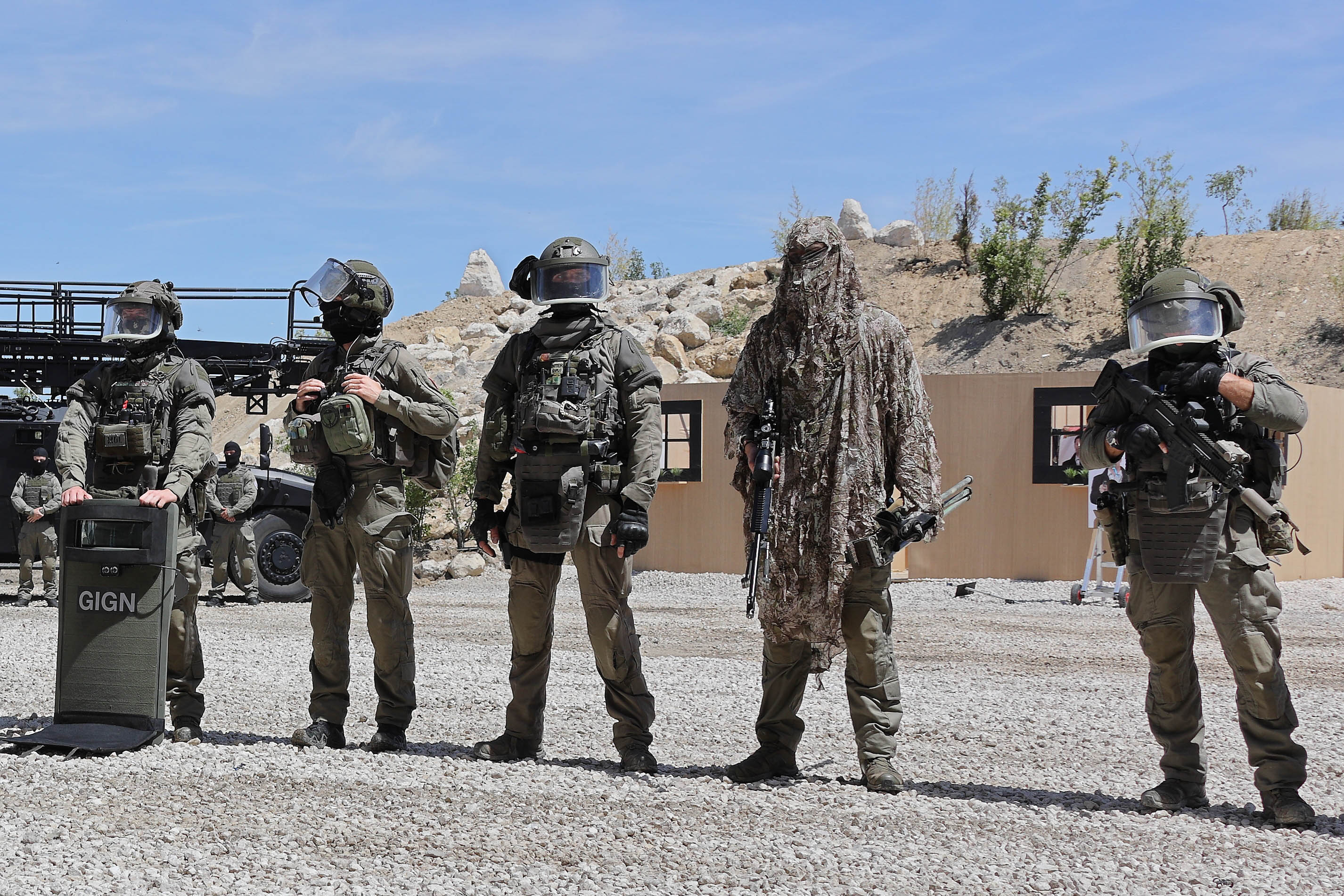
Équipe d'assaut, tireur de précision et médecin du GIGN après une démonstration

### Force Observation Recherche (FOR)

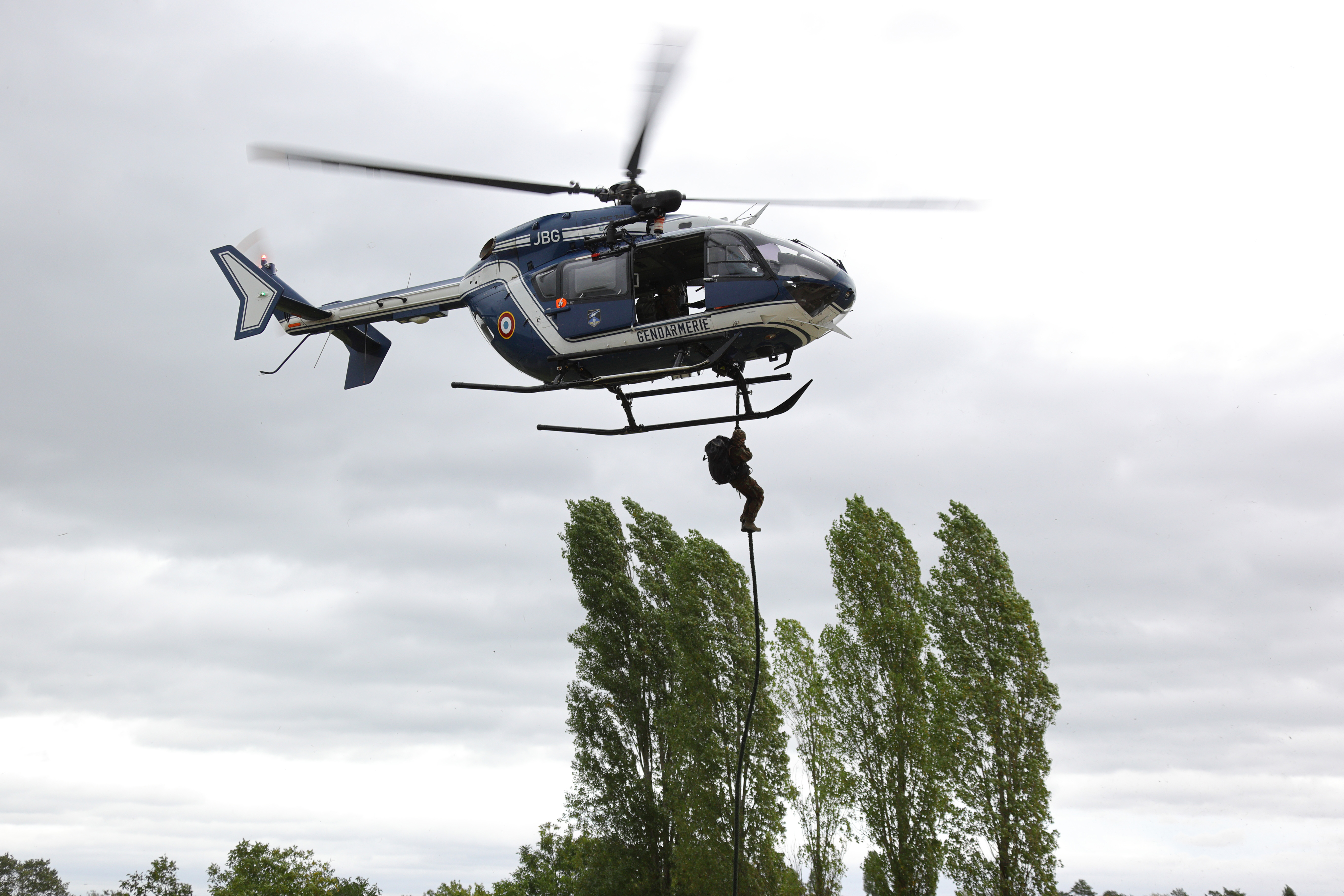
Mise en place d'un équipier de la FOR par hélicoptère lors d'une démonstration - octobre 2021

La FOR est née à la suite de la réorganisation du GIGN en 2007. Elle est l'héritière du GOR (Groupes d'observations et de recherches), composante de l'ancien EPIGN et a pour mission la recherche du renseignement opérationnel dans le cadre du contre terrorisme ou de la lutte contre la criminalité organisée. Elle renforce ainsi les unités de recherches en leur apportant son expertise.
La FOR est composée d'environ 40 personnels, divisés en 2 sections, elles-mêmes divisées en 2 groupes. Les missions peuvent durer quelques jours comme plusieurs mois.

### Force Sécurité Protection (FSP)
La quarantaine de personnels constituant la FSP sont chargés de la protection rapprochée des diplomates français et des ambassades dans les pays en crise.

Démonstration de la Force Sécurité Protection - Beynes octobre 2021
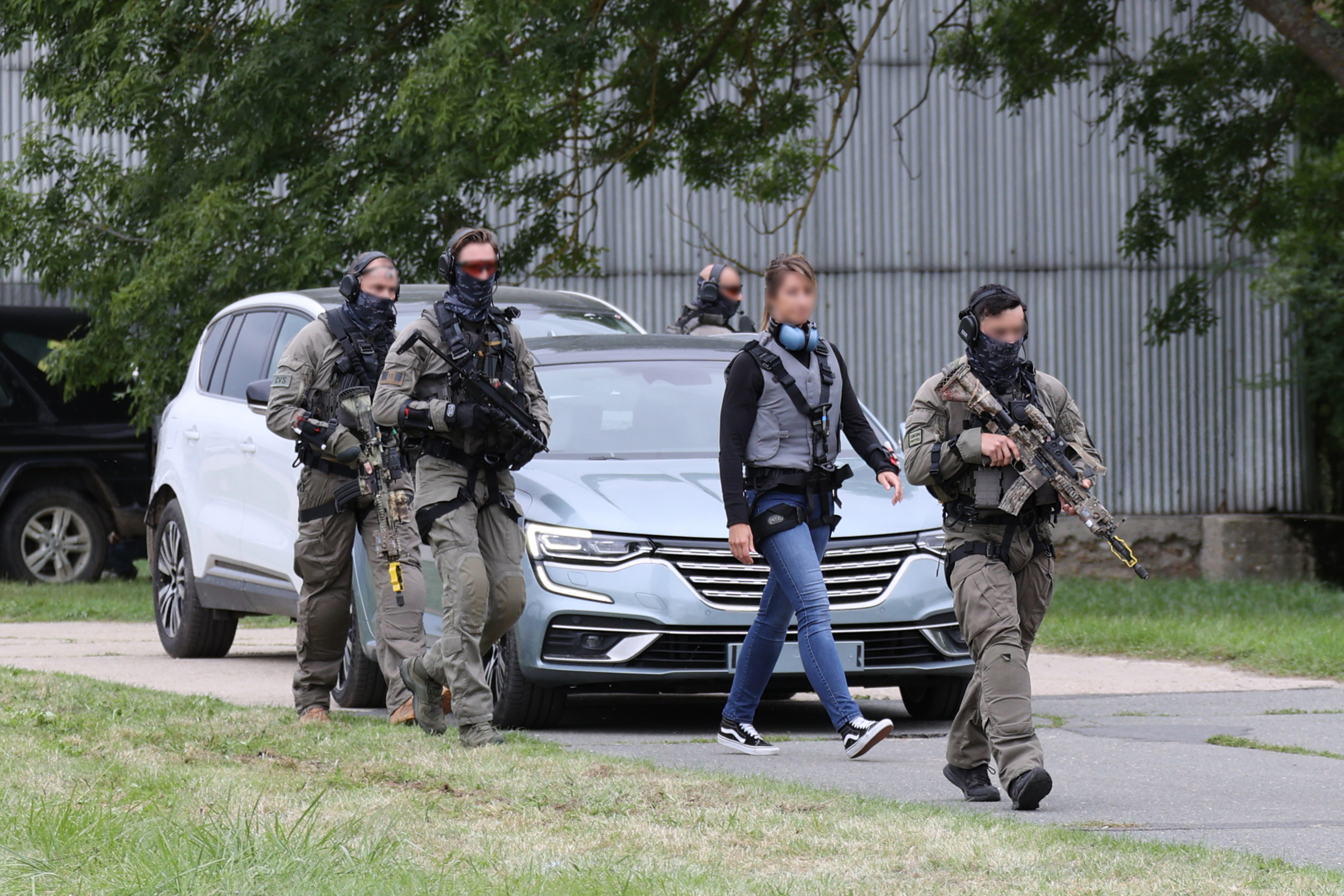
Escorte d'un ambassadeur
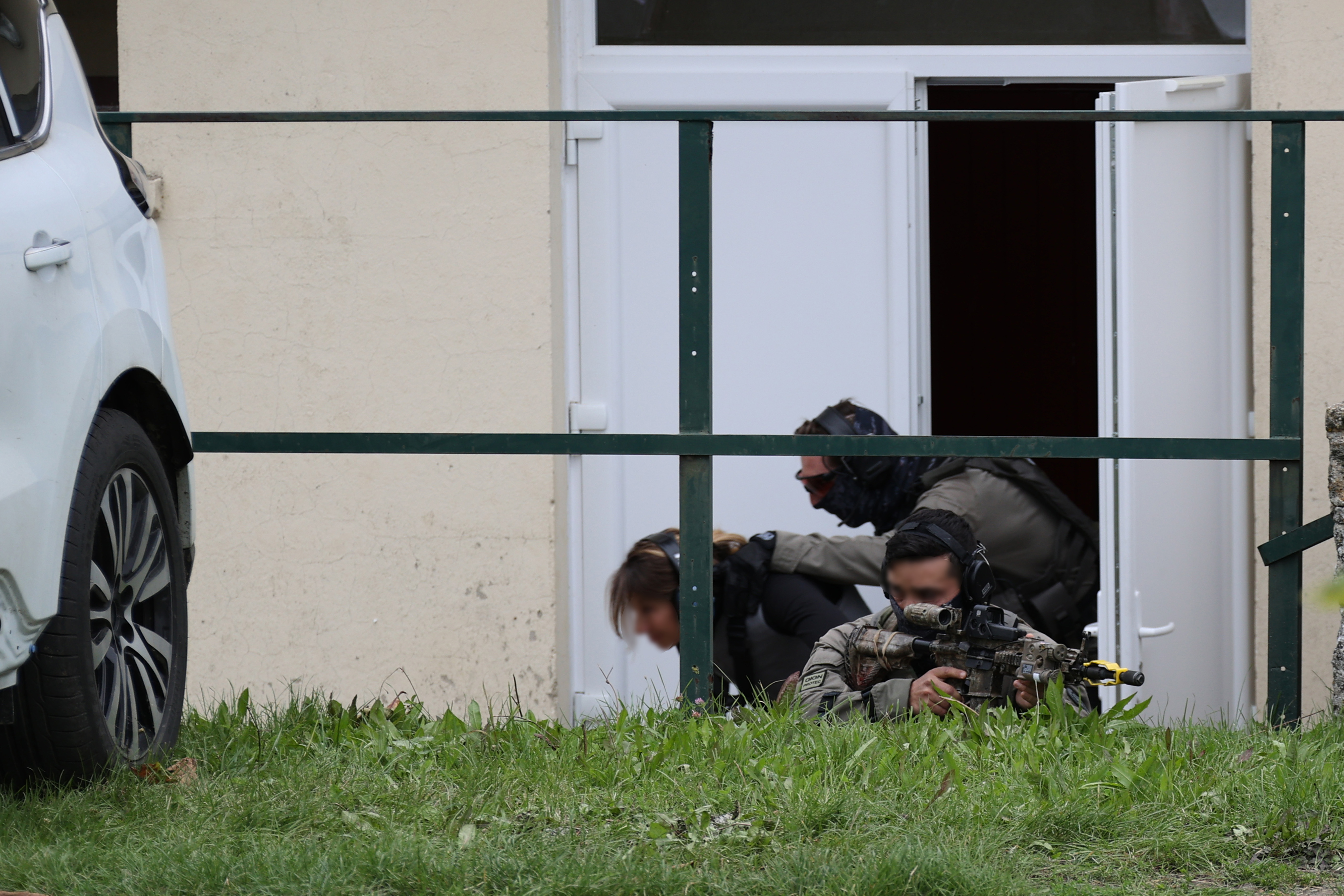
Protection et riposte lors d'une embuscade
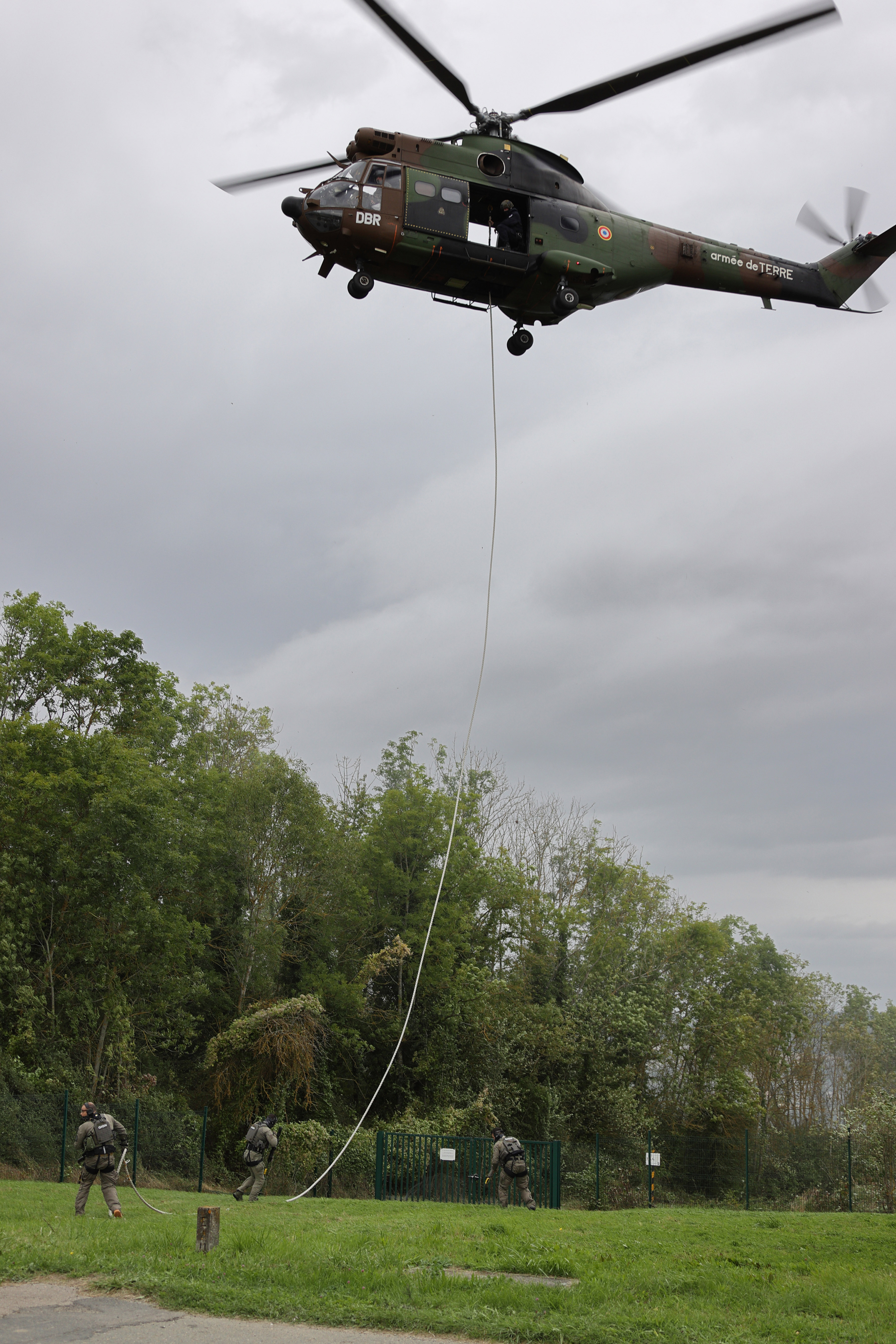
Préparation de l'évacuation par un hélicoptère Puma du GIH

Démonstration de la Force Sécurité Protection - Beynes octobre 2021
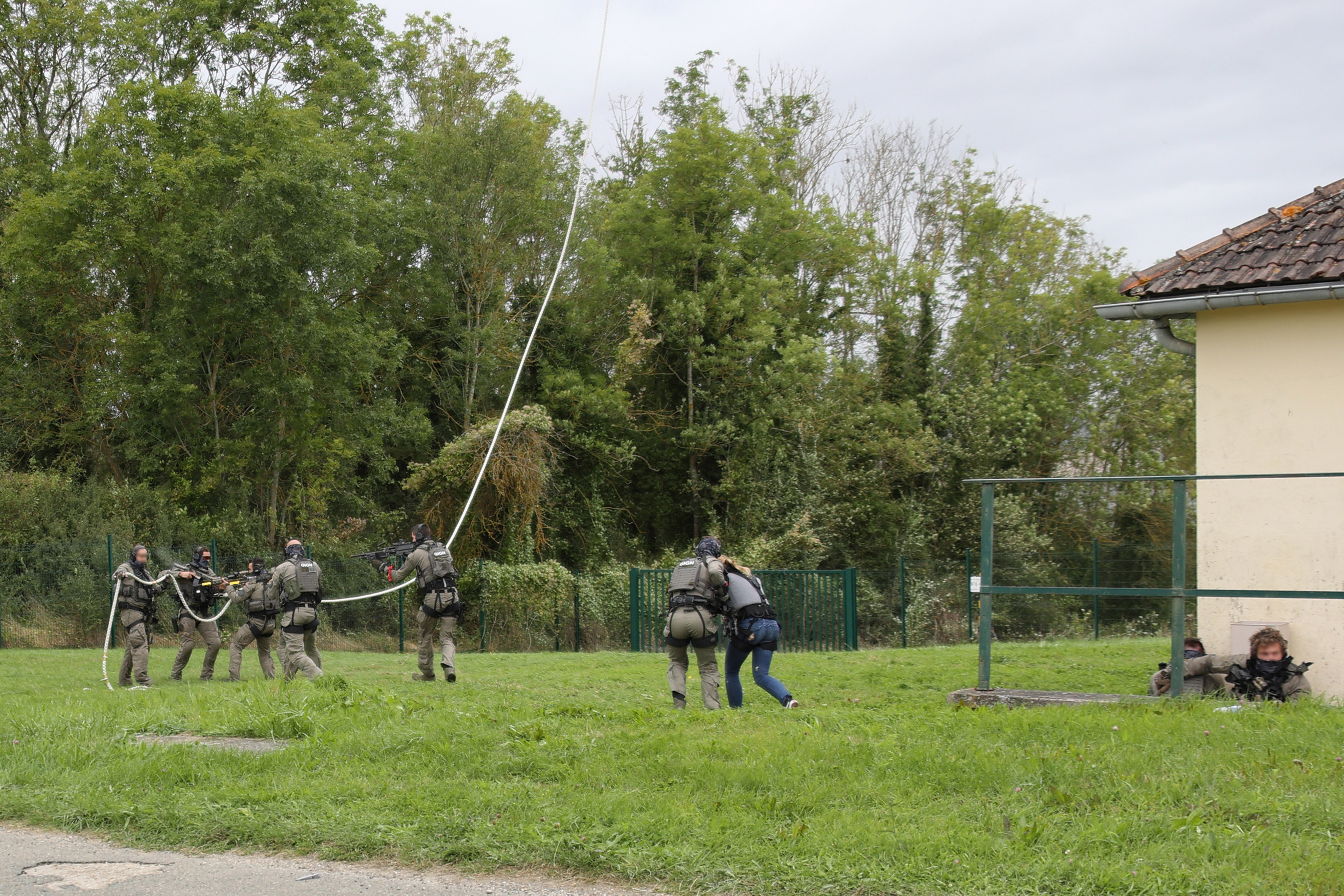
Préparation de l'évacuation par un hélicoptère Puma du GIH
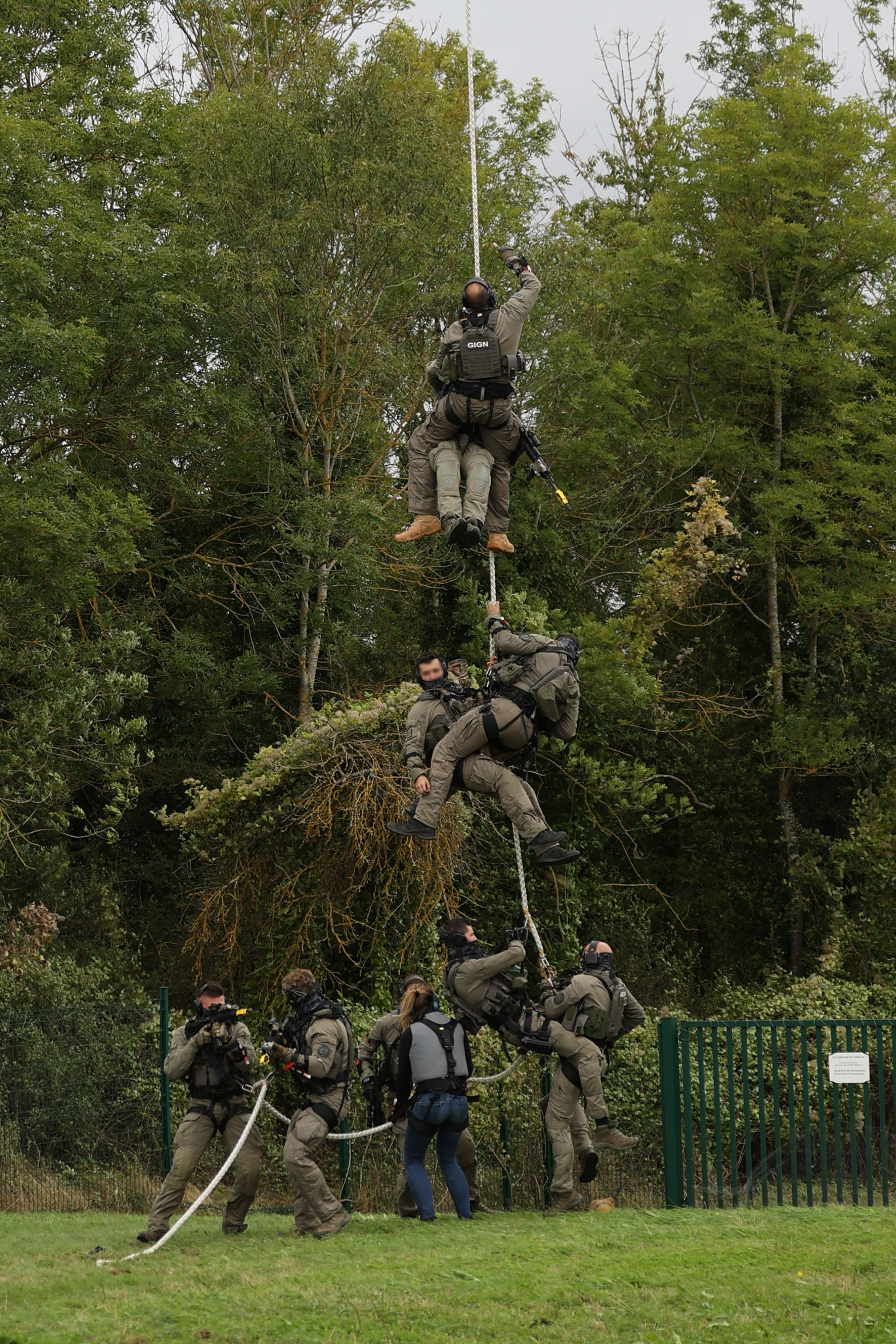
Évacuation de l'équipe FSP et de l'ambassadeur
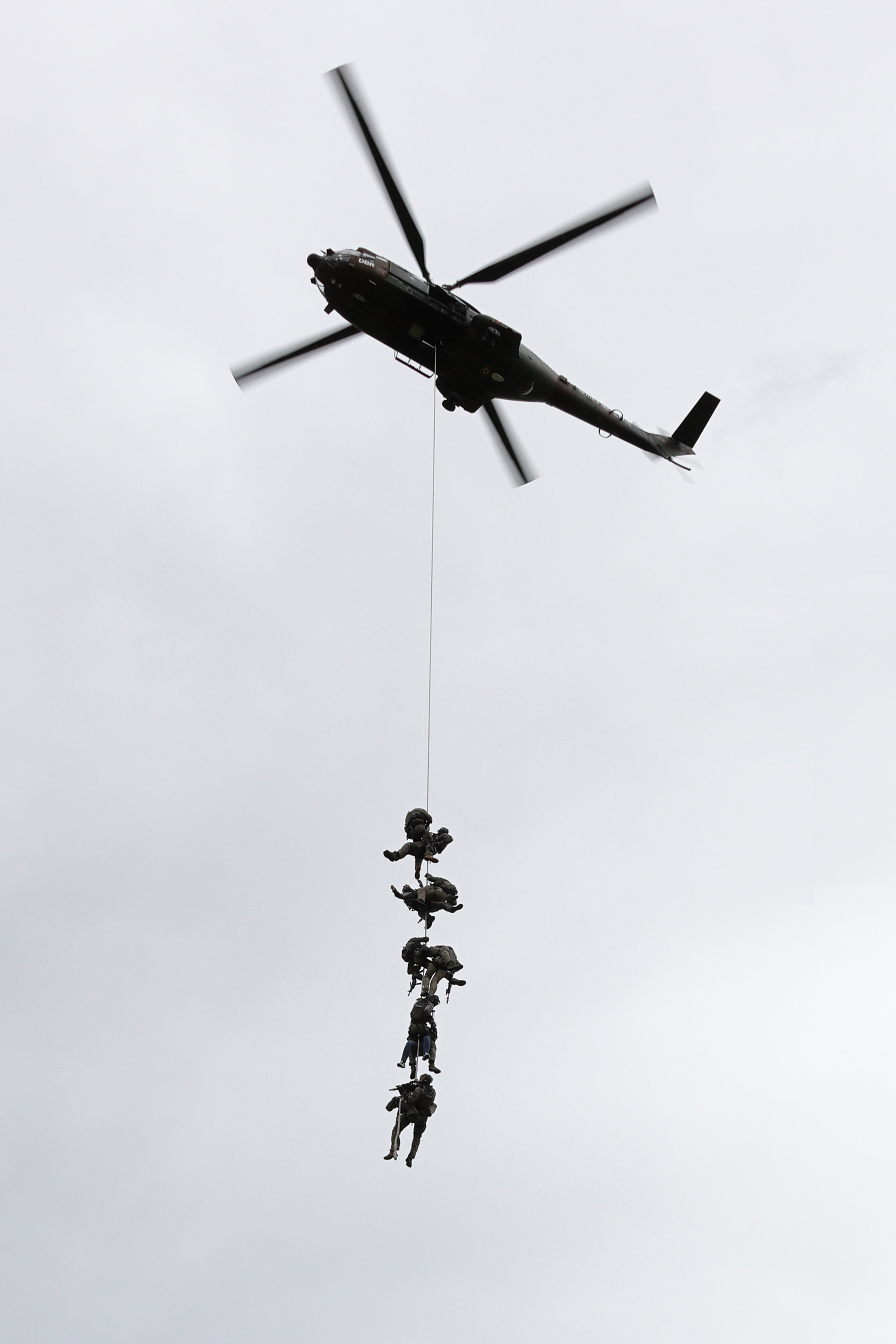
Fin de l'évacuation

### Force Antennes
Cette force est constituée de quatorze antennes dont sept implantées en métropole à Toulouse, Orange, Dijon, Nantes, Reims, Tours et Caen et sept implantées outre-mer en Guadeloupe, en Martinique, en Guyane, à La Réunion, en Nouvelle-Calédonie, en Polynésie française et à Mayotte.

Antennes du GIGN - Métropole et outre-mer
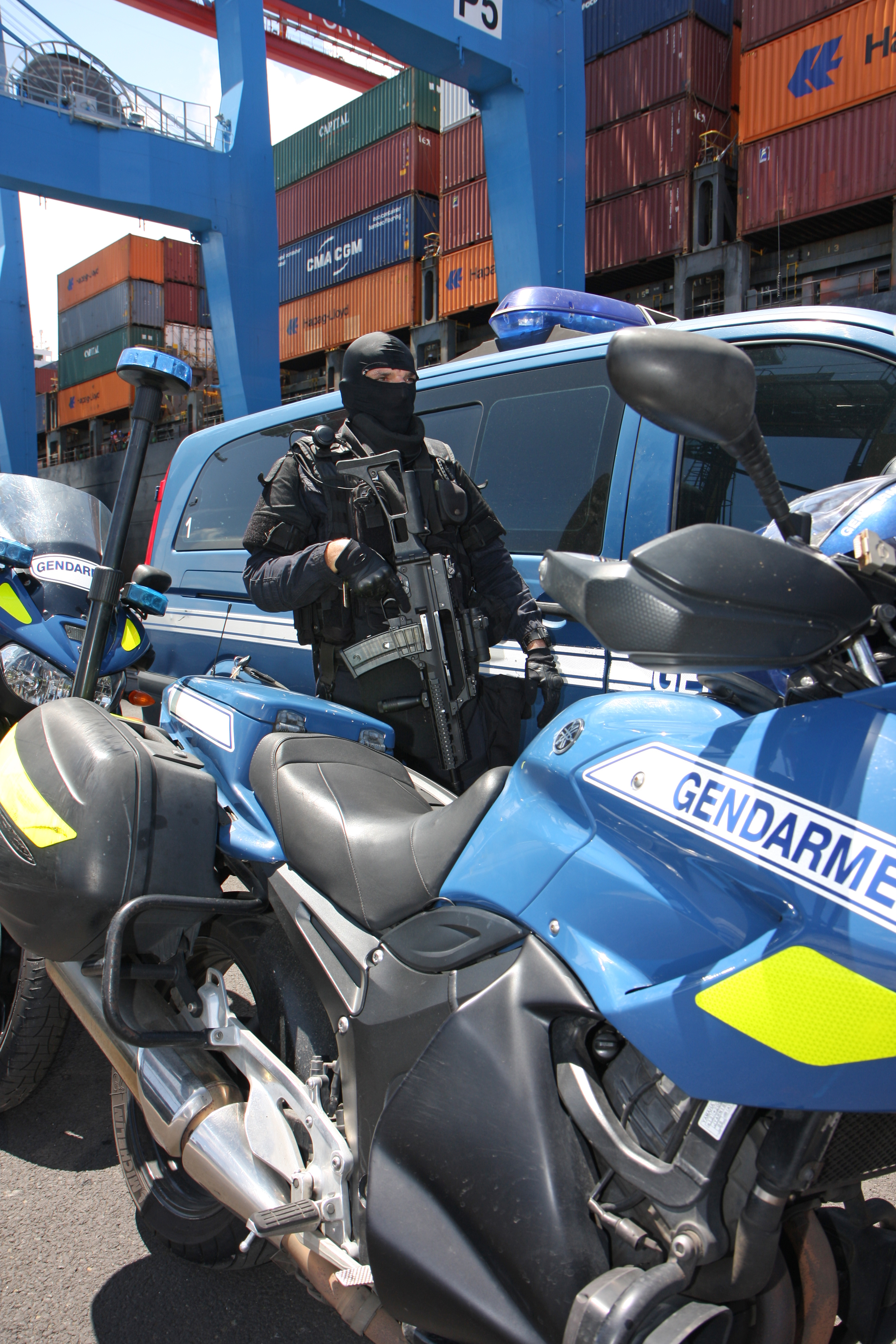
Escorte de fonds - AGIGN outre-mer
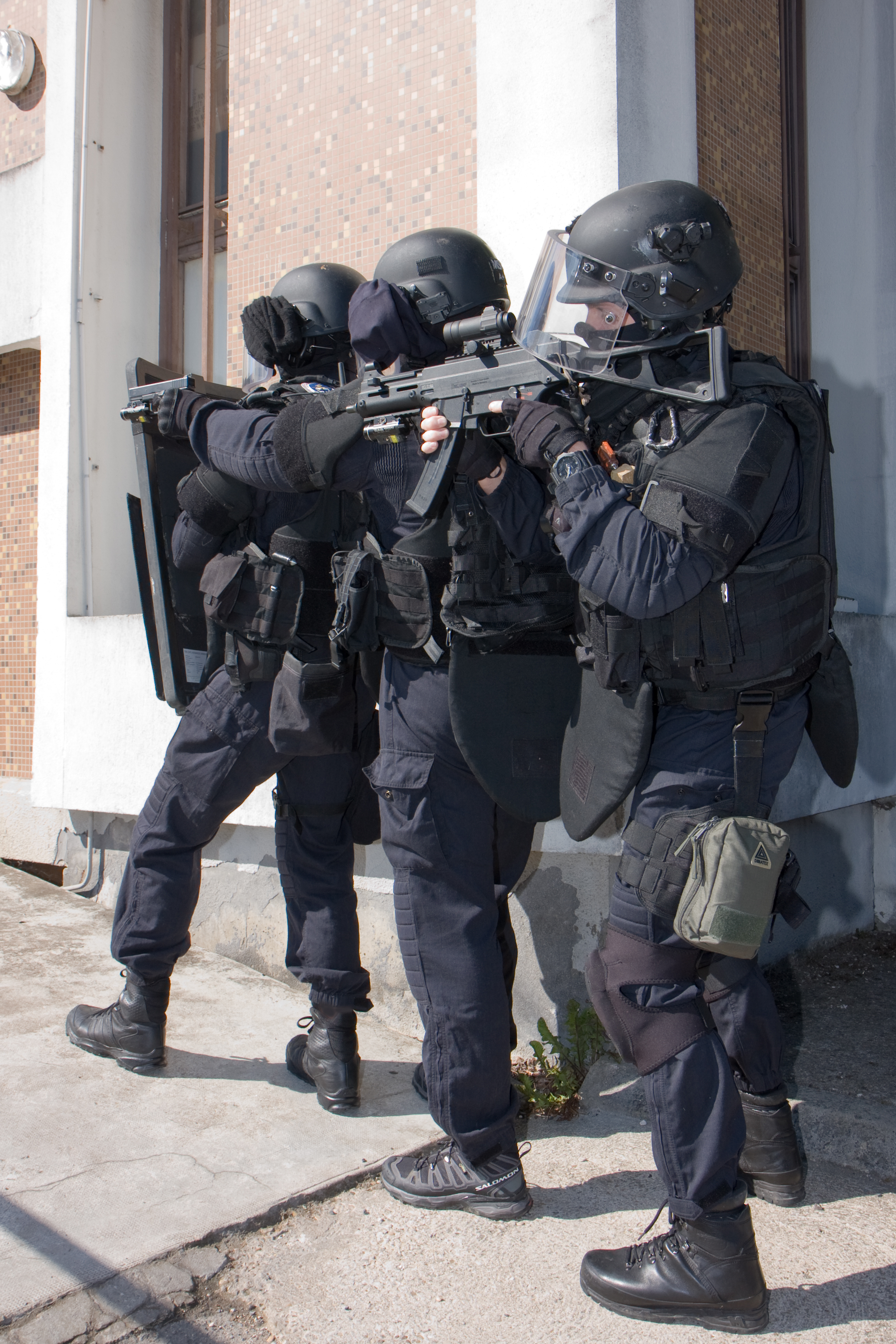
Équipiers d'une antenne du GIGN en colonne d'assaut
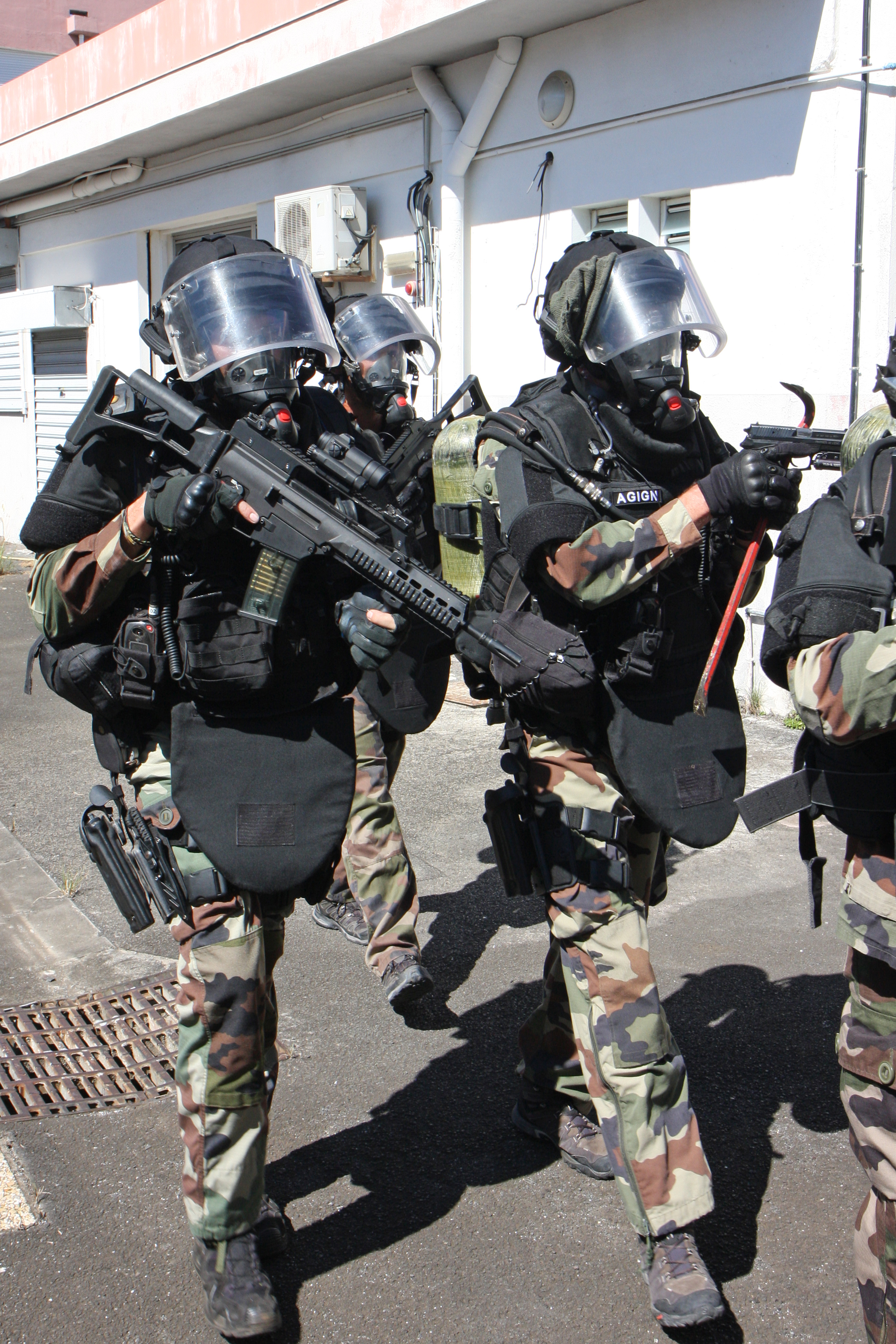
Exercice de contre-terrorisme - AGIGN outre-mer

### La Division technique
Forte d'environ 30 personnels, elle a pour but de trouver des solutions techniques aux besoins des autres forces. Elle est constituée de plusieurs cellules aux missions spécifiques : effraction, moyens spéciaux, dépiégeage d'assaut, NRBC, etc.
Créée pour répondre aux besoins très spécifiques du GIGN, la division (anciennement Force d'appui opérationnel) regroupe l'ensemble des moyens spéciaux de l'unité (moyens optiques, acoustiques, explosifs, cynophiles, etc.), ainsi que les capacités et métiers opérationnels rares et particulièrement spécialisés.
Les capacités de Division se déclinent en huit sections ou cellules :

#### Cellule technique d'adaptation opérationnelle
La cellule « technique d'adaptation opérationnelle » intervient en soutien des forces, en modifiant ou copiant tout objet courant, en vue d'un emploi en opérations.

#### Cellule dépiégeage d'assaut
La cellule « dépiégeage d'assaut » est composée de spécialistes NEDEX / EOD (Neutralisation, Enlèvement, Destruction, d'Explosif), en mesure d'appuyer les différentes forces du GIGN. Cette cellule permet notamment d'intervenir sur les crises d'envergure sur le territoire national et en OPEX (OPérations EXtérieures), en prenant en compte la menace liée aux explosifs et différentes techniques de piégeage :
- analyse de renseignement ;
- conseil au commandement ;
- détection et traitement de pièges en phase d'assaut ;
- veille RETEX (RETour d'EXpérience) et technique dans le domaine EOD.

#### Section moyens spéciaux
Au début du GIGN en 1974, les moyens techniques étaient très limités et rudimentaires. La raison d'être de cette cellule technique, appelée en 1997 « moyens spéciaux », est la recherche du renseignement lors de prises d’otages. Pour faire partie de cette cellule, il faut des qualités physiques, des compétences techniques et une grande la capacité d’adaptation.
Le groupe commence à chercher des matériels d'écoute et de vision nocturne et diurne pour satisfaire ses besoins opérationnels. Lorsque ces matériels n'existent pas sur le marché standard, le groupe les crée lui-même ou bien fait développer, en partenariat avec des entreprises compétentes et discrètes, les futurs outils.
En 1998, la cellule des moyens spéciaux (CMS) est opérationnelle à 100 %. Transformée en section lors de la réorganisation de 2007, elle est mise à contribution sur chaque opération.
Elle est placée sous le même régime d'alerte que le détachement d'intervention d'urgence. Cette section participe de manière déterminante à l'acquisition du renseignement sur une zone de crise ou sur toute cible mobile, ainsi qu'à la mise en sécurité de sites.
Spectre d'activité de la SMS : vidéo, audio, suivi de mobile, robotique terrestre et aérienne, détection, appui électronique.

#### Cellule effraction

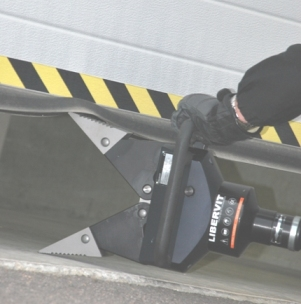
Un écarteur.

Cette cellule a pour charge la création de brèches, notamment avec l'utilisation d'explosifs. Elle a été créée en 2001 grâce au commandant de l'époque, Éric Gérard. Tous les hommes de cette cellule ont été entraînés par la formation Nedex. Cette cellule utilise deux sortes d'effraction :
- l'effraction dite « froide », pour laquelle sont utilisés des écarteurs (quasiment identiques à ceux utilisés par les pompiers pour la désincarcération) et des pinces coupantes qui tordent et découpent les matériaux les plus résistants.
- l'effraction dite « chaude » pour laquelle sont utilisés des explosifs. Elle est plus délicate à utiliser, car il faut utiliser le bon dosage d'explosif pour ne pas blesser les otages.

#### Cellule ouverture fine
La cellule « ouverture fine » est chargée de l'intrusion discrète, sans utilisation d'explosifs ou de dispositifs classiques d'effraction.

#### Cellule nationale de négociation
Les négociateurs sont très importants car ils résolvent plus des trois quarts des situations pour lesquelles le GIGN est appelé à intervenir,. La négociation se fait toujours à deux, et le binôme de négociation reste le même tout le temps de la mission, afin de faciliter les opérations.
Si la négociation échoue, il y a, en présence d'un officier de police judiciaire, un assaut délibéré qui tente de maîtriser à mains nues le(s) forcené(s) ; si le forcené tente de tuer une personne (otage ou gendarme), il est décidé un tir de neutralisation à l’épaule ou un tir à tuer dans les cas extrêmes.
Le recrutement des négociateurs se fait en interne dans le groupe après une série de tests établis par les négociateurs expérimentés.

#### Cellule cynophile

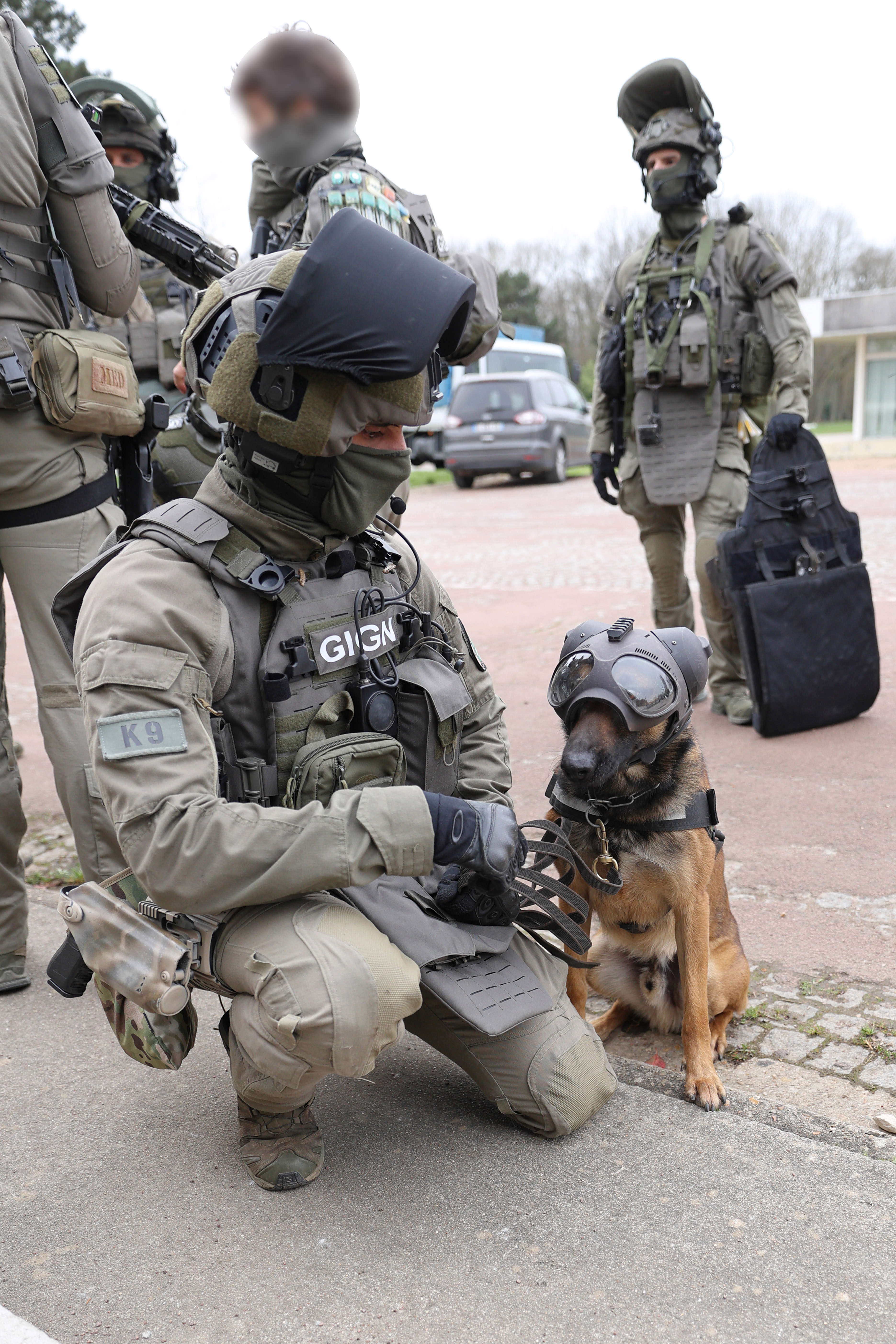
Chien d'attaque du GIGN avec son maître - mars 2022

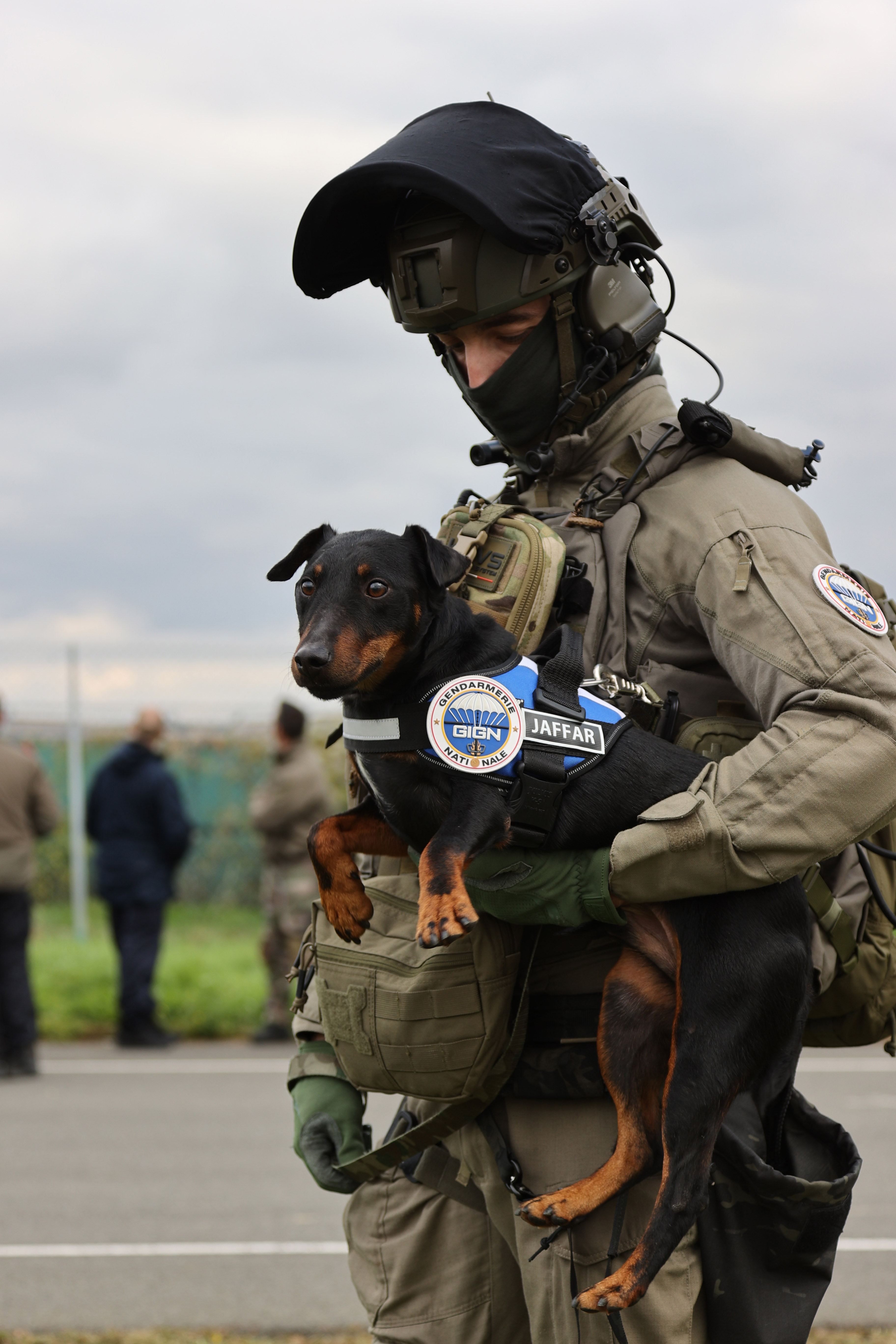
Chien de détection d'explosifs du GIGN avec son maître - octobre 2024

Cette cellule est bien présente dans l'organisation du GIGN. En effet, elle est un plus pour les hommes de la cellule d'intervention, les chiens courant plus vite que les hommes équipés, pour neutraliser un individu. Elle est composée de deux maîtres-chiens et d'un homme d'attaque. Les maîtres-chiens sont des éléments à part entière des groupes d'intervention ; ils ont passé le même concours pour rentrer au GIGN et donc, ont la même condition physique et psychologique que les membres des groupes d'interventions. De son côté, l'homme d'attaque assure toute la logistique inhérente à la possession de chiens.
Les chiens d'attaque du GIGN sont des bergers belges malinois, qui est la race la plus utilisée par la Gendarmerie. Lorsqu'un chien réussit une neutralisation, on dit qu'il a un « mordant » de plus à son actif. Le premier chien du GIGN s’appelait Krex.
La section d' « appui cynophile » est, quant à elle, spécialisée dans la recherche d'engins piégés (détection de matière active et mise en sécurité). Cette section est placée sous le même régime d'alerte que le détachement d'intervention d'urgence.

#### Cellule NRBC

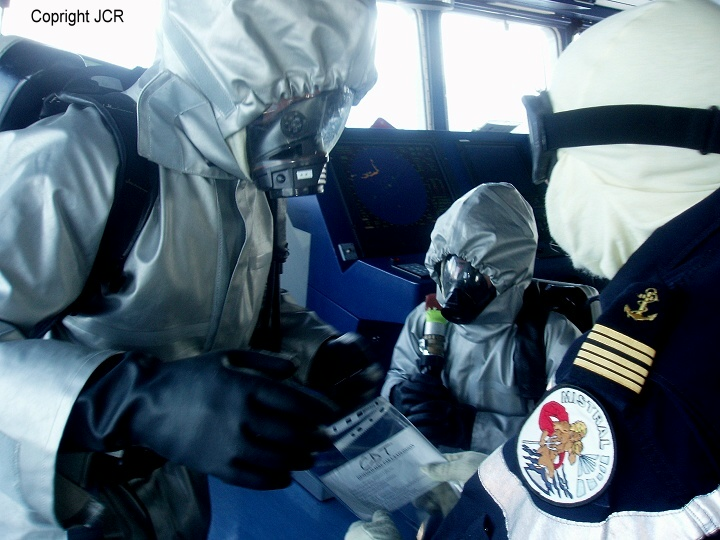
Exercice NRBC sur le BPC Mistral (2007).

Depuis les attentats du 11 septembre 2001, le GIGN s'est doté de matériels de protection contre les attaques arme nucléaire, radiologique, bactériologique et chimique (NRBC). Mais ce matériel est lourd, encombrant, bruyant, limite le champ de vision et bloque l'autonomie à cause des réserves d'air. Ce type d'opération est intégré dans les missions du GIGN depuis 2002.
Cette cellule est issue de la réforme de l'unité de 2007. Elle offre au GIGN une réelle capacité d'anticipation et de réaction dans un domaine sensible. En étroite coordination avec le dispositif NRBC de la Gendarmerie nationale, cette cellule offre au GIGN des possibilités de traiter une crise en atmosphère viciée et d'intervenir en sécurité dans l'enceinte des centres nucléaires de production d'électricité.

### Centre national de formation à l'intervention spécialisée
Le centre travaille aussi bien en interne, qu'au niveau national ou à l'international. Il forme des militaires, des policiers ou des civils.
En interne, il est chargé de la formation des militaires affectés en antennes GIGN, en PSPG et dans les unités d'intervention outre-mer. Il forme également les gendarmes mobiles affectés dans les ambassades situées dans des pays en crise et amenés à travailler au côté de militaires de la FSP (cf. ci-dessus), ainsi que les gardes républicains affectés dans les Palais Nationaux comme l’Élysée ou Matignon.
Il organise des stages au profit de cadres de grandes entreprises françaises qui doivent s'expatrier dans des pays à risque.

## Une reconnaissance internationale

### Interventions et résultats

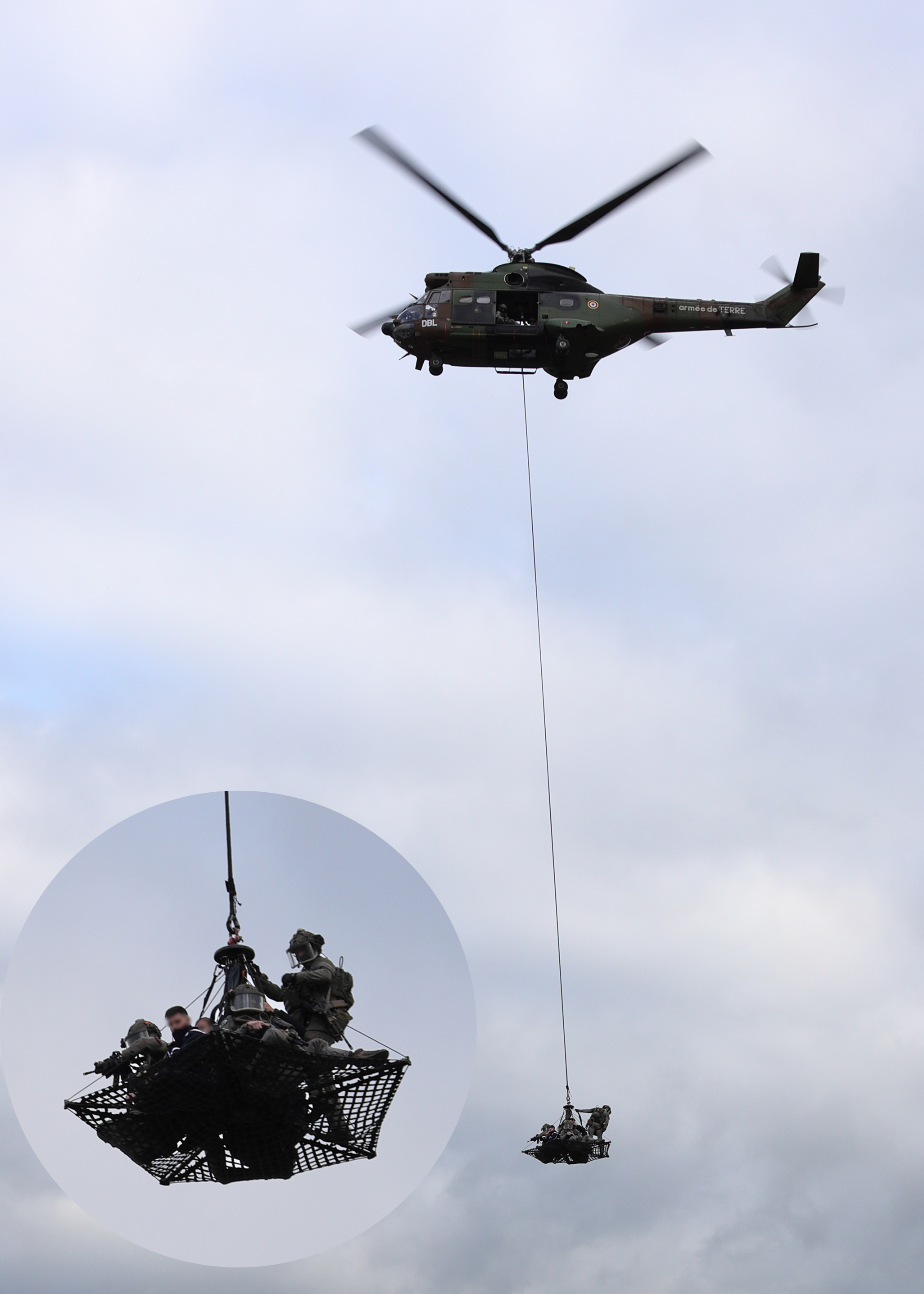
Évacuation d'otages par un hélicoptère du GIH lors d'une démonstration du GIGN

Le GIGN est reconnu comme l'une des unités d'intervention les plus efficaces au monde.
Ses nombreux succès (près de 600 otages libérés, plus de 1 000 criminels capturés ou abattus) au cours des diverses opérations qu'il a été amené à monter en font depuis plusieurs années une référence internationale en matière de sécurité des personnes civiles. Le GIGN s'est surtout fait connaître en décembre 1994 lors de la prise d'otage d'un avion d'Air France par le GIA.
Le GIGN est intervenu à l'étranger : Afghanistan, Djibouti, San Salvador, Arabie saoudite, pays basque espagnol, Niger, Union des Comores, Mali (Opération Serval), Centrafrique (Opération Sangaris).

### Relations avec les autres groupes d'intervention
Le groupe entretient des relations particulières avec les autres groupes d'intervention grâce à leurs techniques modernes et leur expérience ; cela peut se faire sous forme d'échanges tactiques et techniques ou autre.
Dès 1974, le colonel Ulrich Wegener, commandant du GSG 9 (groupe anti-terroriste allemand) désire que plusieurs de ses hommes suivent un stage au GIGN pour apprendre les techniques particulières d'intervention. Le 18 octobre 1977, le GSG 9 résoudra avec brio le détournement d'un avion à Mogadiscio (capitale de la Somalie).
En 1981, le GIGN travaille avec la Delta Force et forme quelques-uns de ses membres.
Le GIGN a aussi participé à la formation du groupe d'intervention autrichien GEK Cobra, ainsi que l'unité belge ESI (Escadron spécial d'intervention).
Les attentats qui ont visé l’Europe et l’Amérique du Nord depuis une quarantaine d'années ont aidé à créer des liens entre les unités d'interventions européennes et américaines. Pour l'anecdote, la conseillère spéciale du président américain George W. Bush, Condolezza Rice, ne voulait que le GIGN comme interlocuteur pour lutter contre le terrorisme.
De plus, le GIGN est membre du Réseau Atlas qui est un réseau qui regroupe les unités d'intervention de l'Union européenne, cela permet des retours d'expériences entre ces unités pour une meilleure efficacité. Le GIGN a le leadership en ce qui concerne le contre-terrorisme aérien.
En vue de l'internationalisation du GIGN, celui-ci a été doté depuis le 1er septembre 2007 d'une cellule « relations internationales ».

## Recrutement et formation

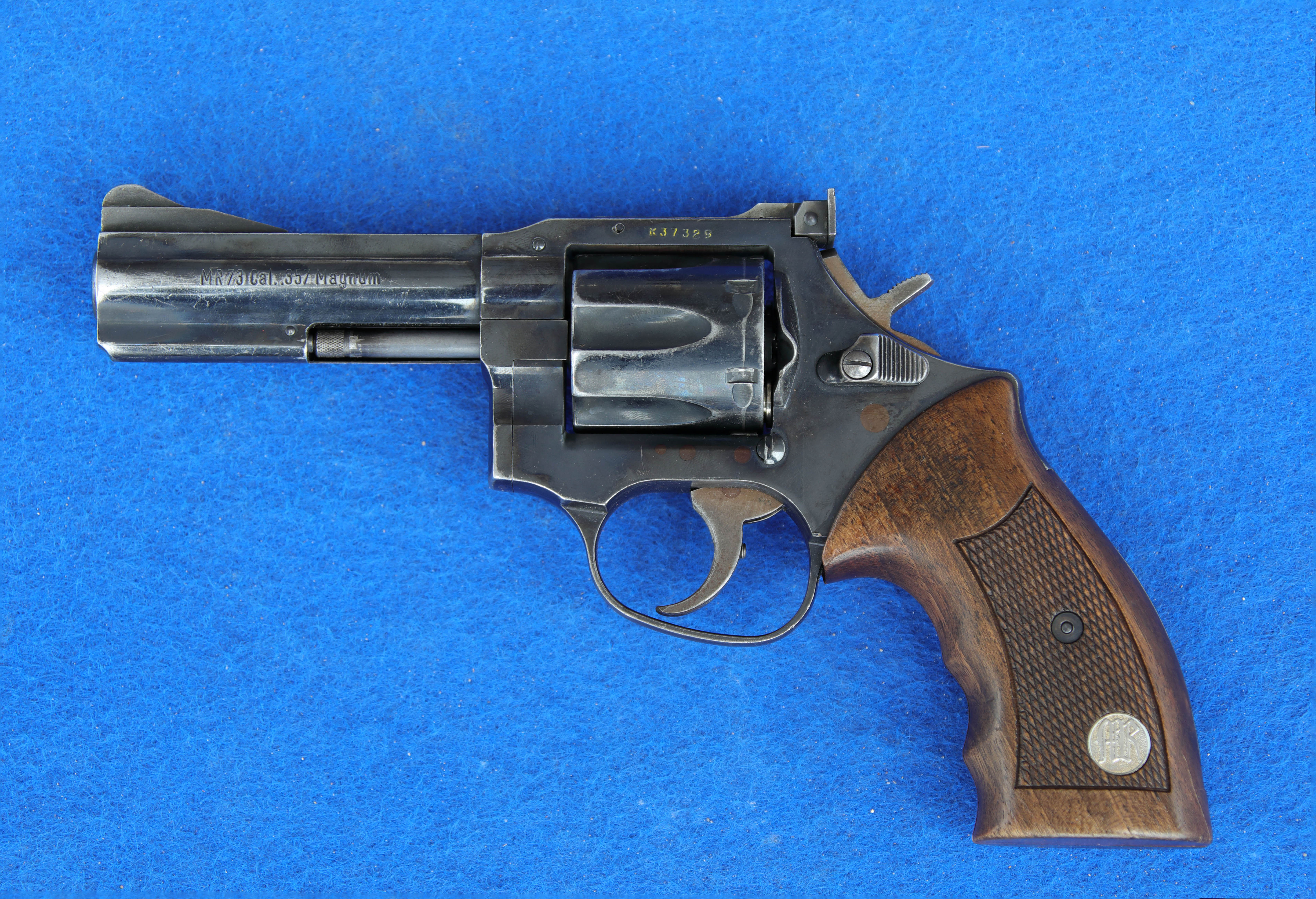
L'arme de tradition du GIGN : le révolver Manurhin MR 73 est remise à la fin de la formation.

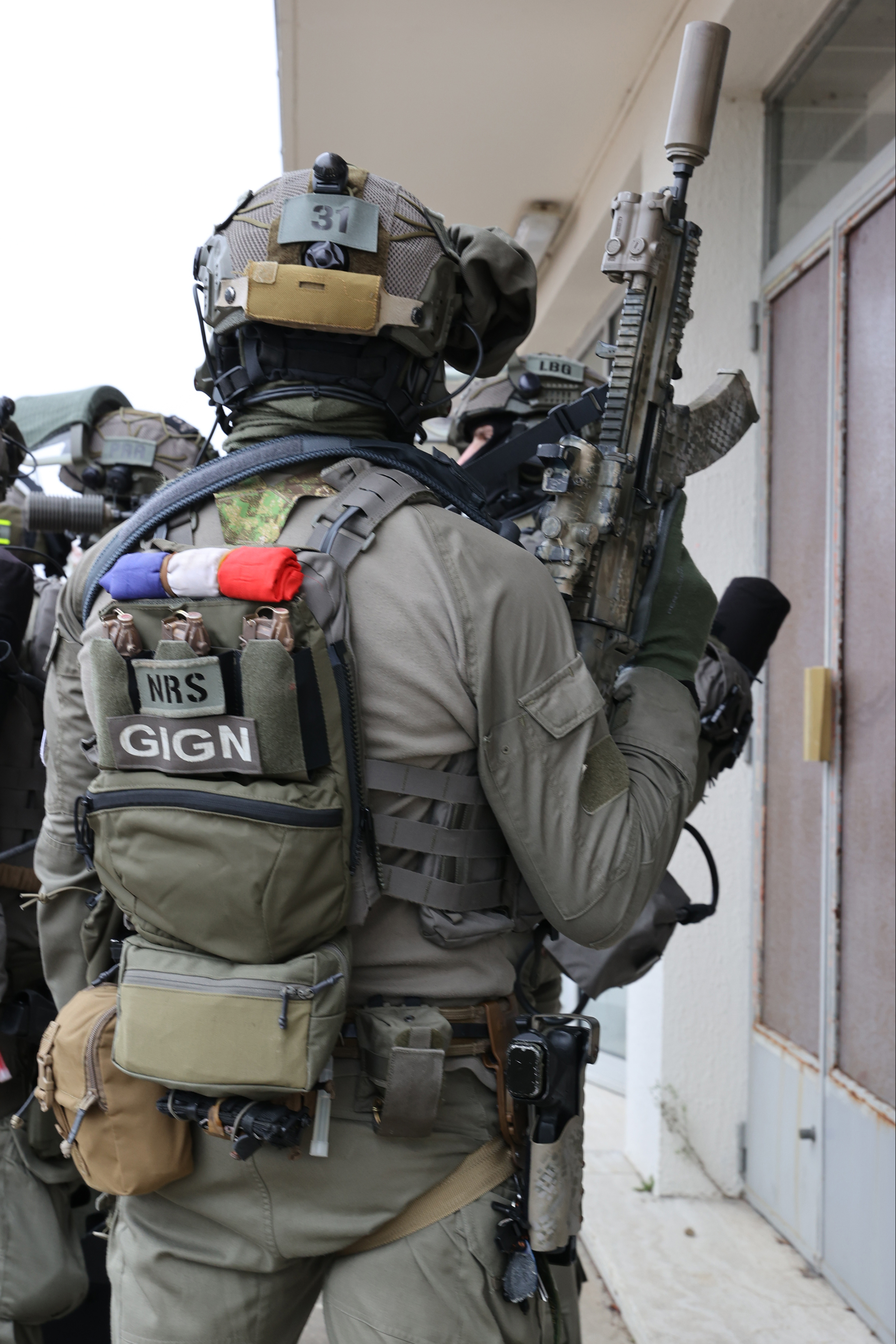
Gendarme de la Force Intervention

Le recrutement au GIGN se fait sur la base du volontariat. Les candidats doivent être extrêmement motivés et entraînés en amont pour espérer intégrer l'unité. Pour pouvoir passer les tests de sélection, il y a des minima requis : être gendarme de carrière, avoir une aptitude pour le parachutisme et avoir moins de 34 ans. Les gendarmes du GIGN doivent impérativement être dotés d'une excellente condition physique, d'une vision et d'une ouïe d'exception et doivent faire preuve de sang-froid et de maturité.
Plusieurs tests de sélection sont organisés chaque année, en fonction des besoins. Chaque test dure une semaine et seuls les meilleurs sont retenus, de l'ordre de 5 à 10 %, et peuvent poursuivre l'entraînement en vue de l'obtention du brevet du GIGN. Les candidats qui réussissent effectuent ensuite un stage probatoire de 8 semaines, généralement à l'automne. Leur formation est reprise à zéro ; ils seront formés physiquement (course à pied, sports de combat, combat d’infanterie classique, escalade, etc.), et apprendront à se servir d'une arme de poing et d'épaule. À l'issue du stage, les candidats retenus effectuent une formation de 10 mois, commune à toutes les forces du GIGN. Ils y apprendront les techniques d'action de l'unité : neutralisation d'individu, mutinerie en prison, lutte antiterroriste, filature, etc. Ils intègrent ensuite la force à laquelle ils sont affectés et complètent leur formation.
À l'issue de cette formation spécifique, et avant la remise du brevet, chaque futur membre de l'unité effectue un « tir de confiance » au revolver sur un plateau d'argile porté par l'un de ses camarades sur son gilet pare-balles, pour démontrer l'absolue confiance qui règne entre les membres du groupe.
Les gendarmes nouvellement arrivés sont tous formés à l'intervention, puis ont la possibilité d'être formés à la protection ou à la recherche/observation (anciennes missions du GSPR et de l'EPIGN). Ils sont notamment formés aux sports de combat (Jiu-jitsu brésilien, Mixed Martial Arts - MMA, etc.). Par ailleurs, les parachutistes du GIGN effectuent environ 1 500 sauts par an en ouverture automatique ainsi que 6 000 sauts par an en chute libre.
Pour les candidats aux postes en antennes du GIGN (AGIGN), la sélection initiale dure une semaine. Elle est suivie d'un stage de formation d'une durée de huit semaines.

### Épreuves physiques
Les épreuves données ici le sont à titre indicatif et sont non exhaustives :
- Résistance :
  - Un maximum de pompes, de tractions et d'abdominaux en 2 minutes ;
  - Bras : Grimper à la corde sur 7 m uniquement avec les bras.
  - Test de claustrophobie, de vertige (saut d'un viaduc, escalade), test d’agressivité et de résistance (interrogatoire musclé, gaz lacrymogène).
- Natation :
  - 100 m nage libre en moins de 2 minutes ;
  - 50 m en apnée ;
  - 50 m pieds et poings liés ;
  - Saut d’un plongeoir de 10 mètres.
- Endurance :
  - 8 000 m TAP (test aptitude médicale des troupes aéroportées) avec musette de 11 kg sur le dos et arme en 60 minutes maximum.

### Épreuves de tir
- Une épreuve au fusil à 200 m et une autre au pistolet automatique à 15 m, avec dix munitions chaque fois. Le score sera pris en compte dans le résultat global du postulant.

### Les femmes et le GIGN
Pour un article plus général, voir Forces armées françaises#Place des femmes dans les armées.
Les femmes peuvent intégrer le GIGN, seule la Force Intervention n'en a jamais accueilli pour des questions de force physique (l'équipement de protection et les armes pèsent plus de 30 kg).

En 2009, la force d'observation-recherche comptait quatre femmes. Les épreuves de sélection féminines ne sont pas les mêmes.
En 2023, une soixantaine de femmes faisaient partie du GIGN.

## Armement
« Notre principe fondamental est de reculer l'usage des armes à feu jusqu'au dernier moment. »

— Denis Favier, commandant du GIGN de 1992 à 1997.

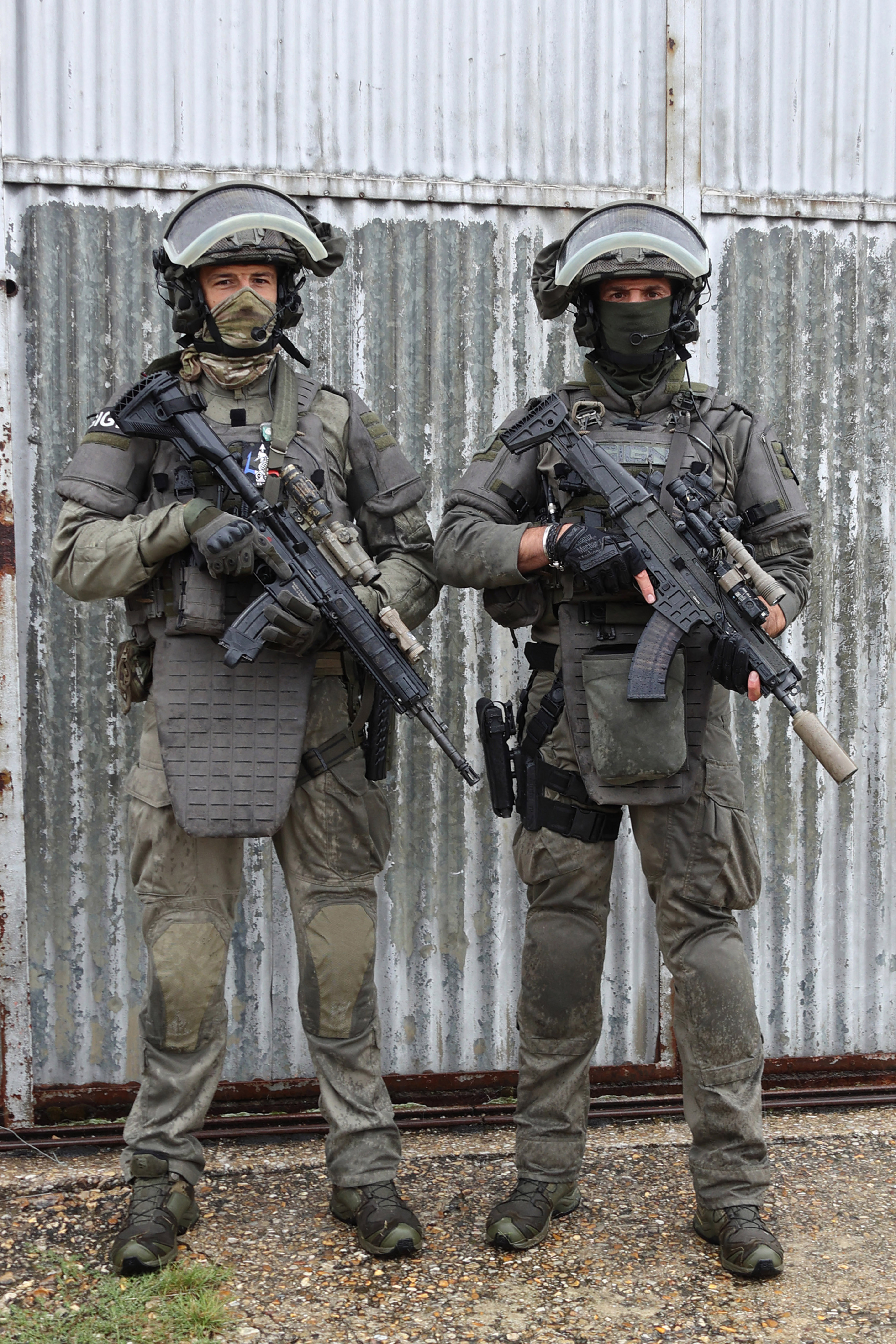
Gendarmes du GIGN avec fusils d'assaut CZ et HK-416, octobre 2021

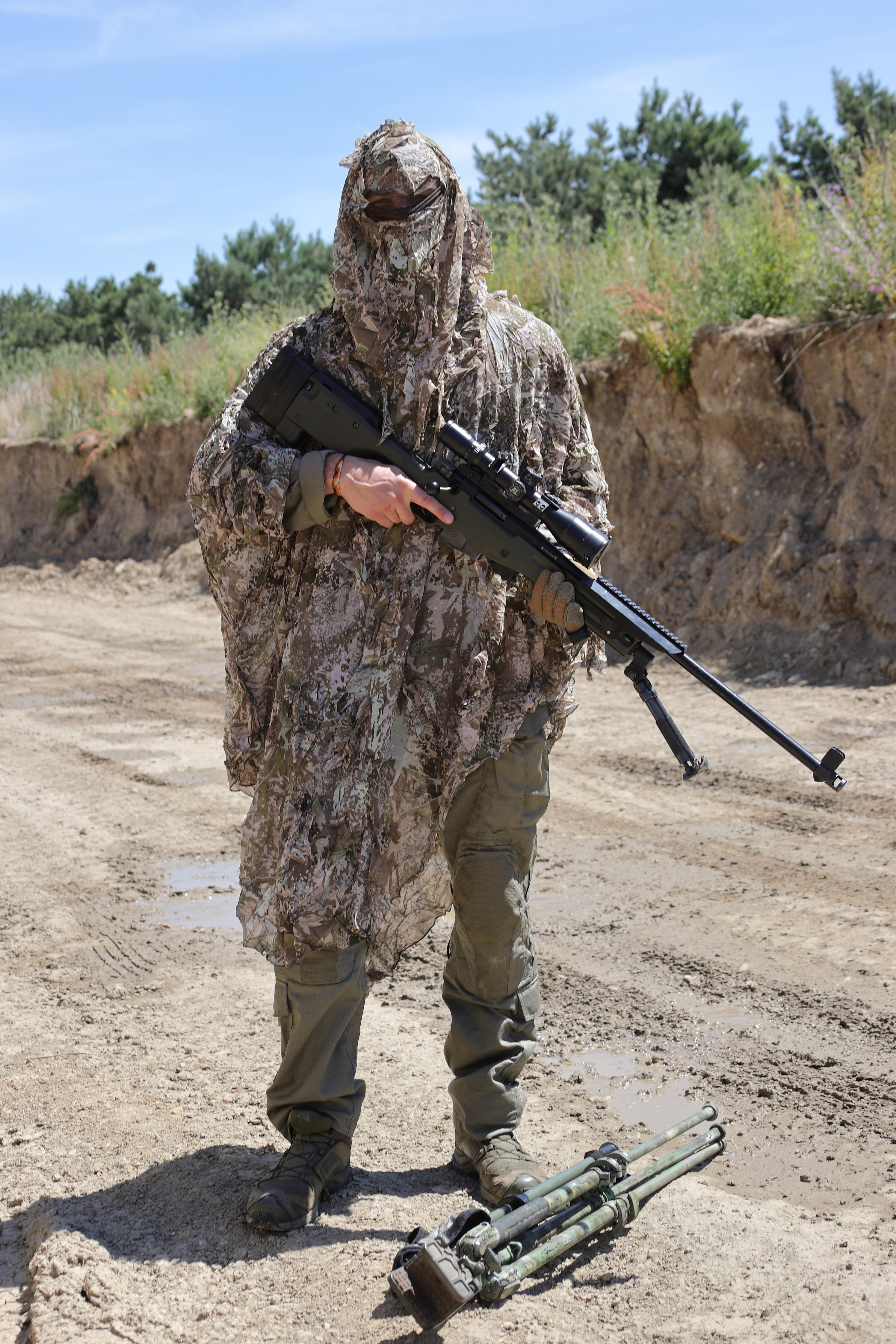
Tireur d'élite du GIGN avec fusil Accuracy AW L118 A1 rifle - 2022

Malgré ce but du GIGN d'éviter au maximum l'emploi des armes, le Groupe possède un armement répondant à des besoins précis. Par exemple, les fusils d'assaut comme le HK G-3 TGS seront employés contre des terroristes et non pas contre des forcenés.
L'armement « de base » lors d'une mission se composait d'une arme de poing pour chaque homme, plus un MP-5 ou un fusil calibre 12 pour l'appui. Depuis le milieu des années 2010, l'augmentation du risque d'affronter des terroristes protégés a amené à une augmentation de la puissance de feu, d'abord du 9 mm vers le 5,56 puis vers le 7,62.
Chaque élément de Groupe possède plusieurs armes de poing et au moins deux armes d'épaule. Au total, on dénombre, rien que pour le GIGN "central" (Satory) quelque 900 armes et 1 000 optiques. Les armes (du fusil de précision à l'arme de poing) sont testées au banc d'essai Stabilisator 3000 A1 de la marque française L2S.
Un grand nombre des armes ont été modifiées sur commande pour le GIGN. Il ne faut pas oublier les accessoires génériquement nommés « aides à la visée » : collimateurs (systèmes de visée non grossissants, souvent luminescents), lunettes grossissantes, lasers de visée, lampes torches, équipements de visée nocturne, etc. Les modifications et les aides à la visée présentes sur les armes sont détaillées en même temps que les armes elles-mêmes.
Les armes sont présentées de la plus fréquemment employée à la moins employée. Exceptions : les armes de précision (ordre en fonction des calibres).
Tous les membres opérationnels du GIGN sont en mesure de neutraliser une cible jusqu'à 400 m. La trentaine de tireurs de longue distance est capable d'effectuer un tir précis jusqu'à 1 200 m. Pour prévenir les blessures mortelles, les militaires du GIGN s'entraînent à viser leurs cibles à l'épaule.

### Armes de poing

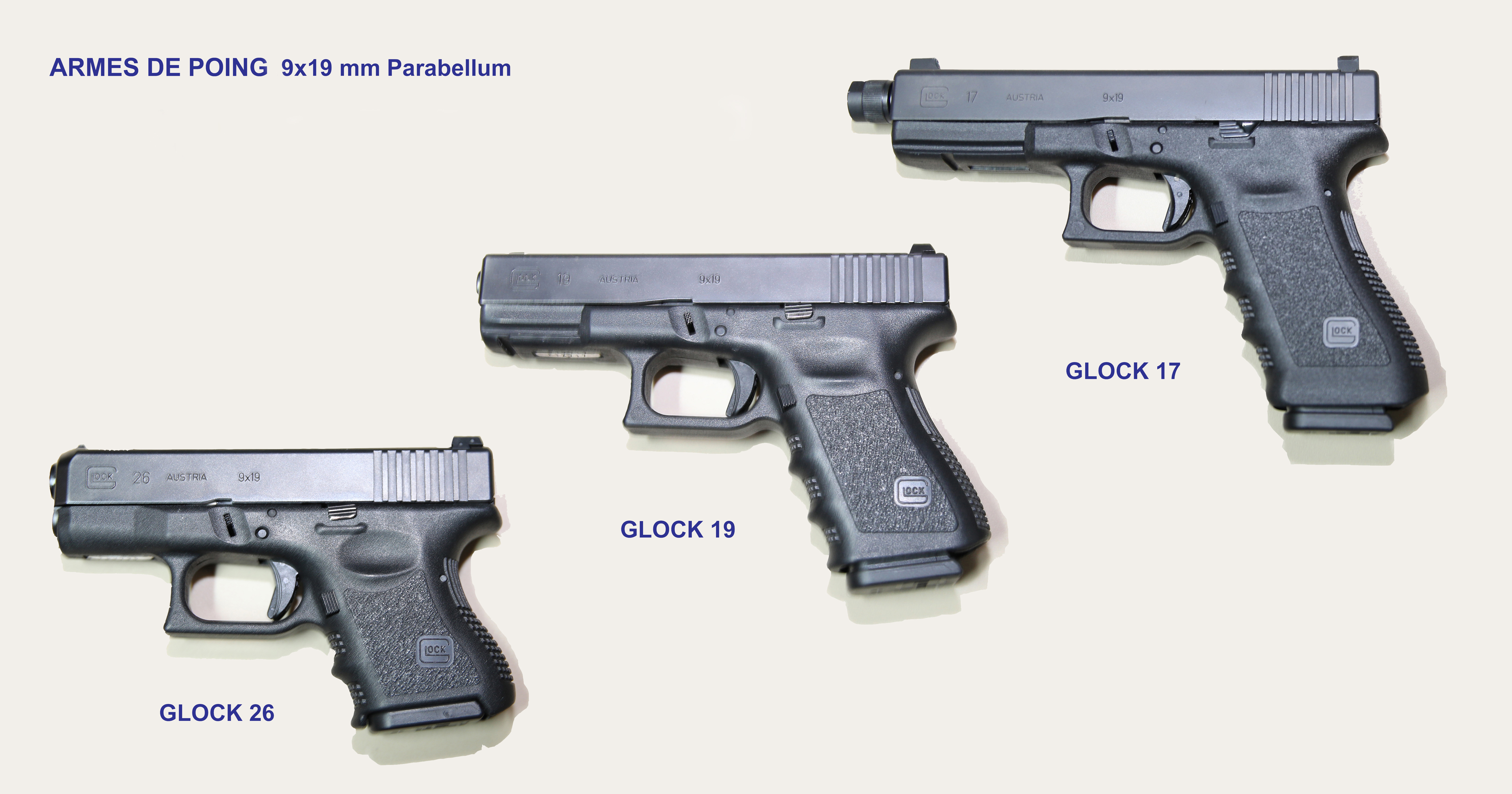
Pistolets Glock 17, 19 et 26

- Manurhin MR 73 en .357 Magnum avec diverses longueurs de canons (initialement 3 pouces et 5 pouces ¼, puis 4 pouces à partir des années 1990, voire 8 pouces et 10 pouces pour le tir de précision). Ce révolver a été très utilisé aux débuts de l'unité. De nos jours, la plupart des hommes utilisent comme arme secondaire un PA (pistolet semi-automatique).
- Glock 19 et Glock 17 en calibre 9 mm Parabellum. Les armes de poing visiblement les plus utilisées (et dans une moindre mesure le Glock 26), y compris par les plongeurs du Groupe en raison de leur haute résistance à l'eau. Version modifiée en l'absence de loquet de sécurité.
- Prototype S&W 586 : prototype avec canon de 4 pouces destiné à remplacer le MR 73 dans les années 1990, mais abandonné pour diverses raisons[48].
- S&W 686 GFS « Stainless » en .357 magnum en diverses longueurs de canons de 4 à 10 pouces, préféré au MR-73 par quelques éléments, mais le remplaçant systématiquement pour les plongeurs d'intervention (le Manurhin ne semble pas aussi résistant à l'eau). Les plongeurs utilisent aussi le Glock 19 et le Five-seveN, mais sans les lampes tactiques.
- Sig-Sauer P228 (et son « grand frère » P226) en 9 mm Para, avec des chargeurs à grande capacité de 20 cartouches en plus des normaux de 15 cartouches. L'adoption du P226 par le GIGN plaide pour sa qualité, alors même qu'il fut écarté par les forces de l'ordre françaises au profit du Beretta 92 dans les années 1980…

### Pistolets-mitrailleurs

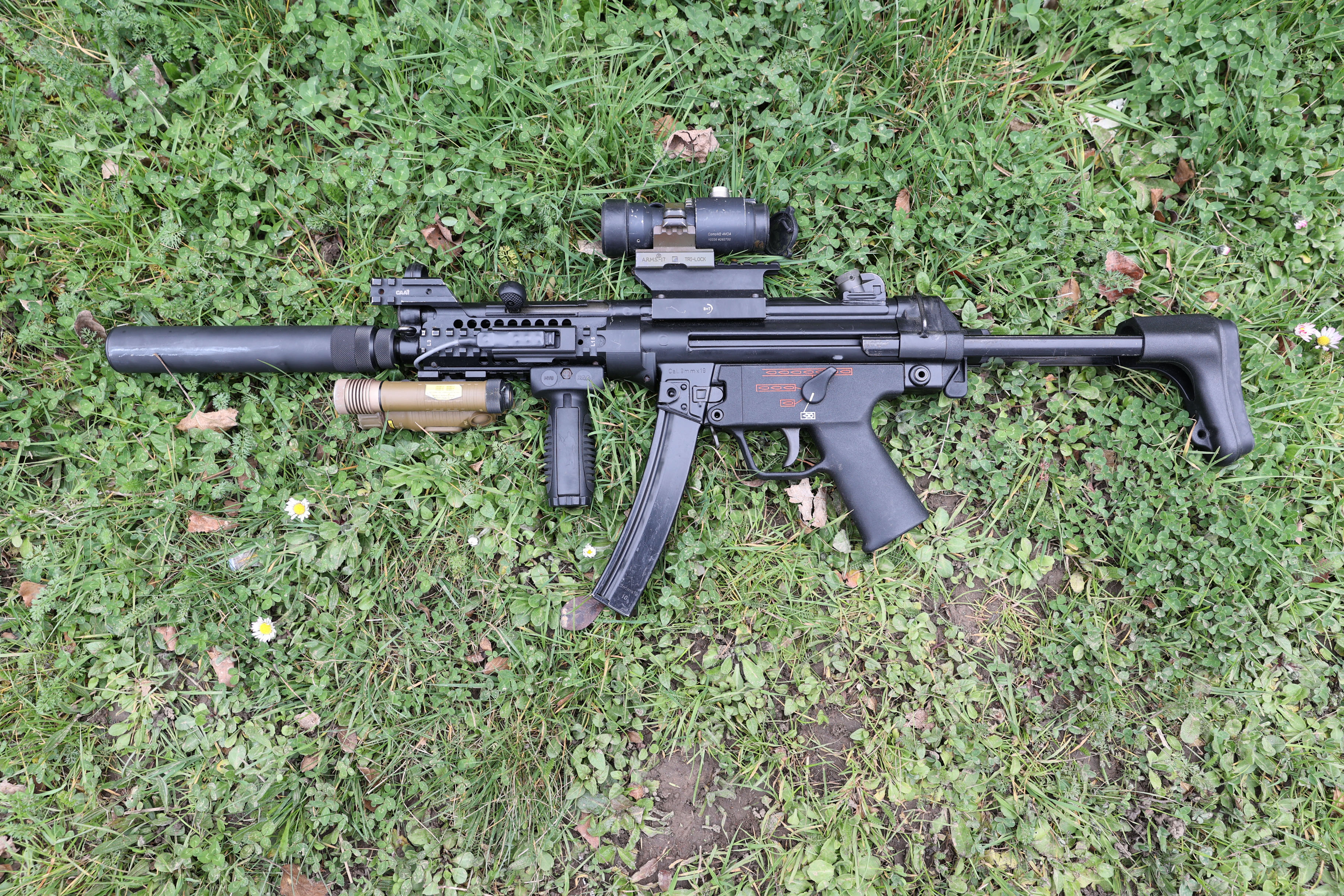
Pistolet mitrailleur MP5 du GIGN

- HK MP5 en versions A5 (sélecteur 3-Round Burst), SD3 et K-PDW (tous deux avec sélecteurs SEF), équipés d'aides à la visée sur le dessus de l'arme : collimateur Aimpoint CompM2 ou EOTech 550 AA, lunette de visée Trijicon ACOG 3,5 x 35 ou encore type « mini-lunette » à montage latéral, souvent vue chez d'autres forces spéciales françaises (commandos parachutistes de l'air 10 et 30, parachutistes de l'Armée de terre). En version navalisée il a remplacé l'Uzi chez les plongeurs. Depuis la première moitié des années 1990, les MP-5A5 sont équipés d'un garde-main permettant le montage d'une aide à la visée. Par ailleurs il faut noter l'utilisation depuis le début des années 2000 sur les MP-5A5 et MP 5K PDW de montages SureFire « cocking tube mount » sur l'extrémité du tube de levier d'armement permettant de fixer deux accessoires; ces accessoires sont des lasers jour/nuit SureFire L72 de couleur rouge et L75 infrarouges (point visible à l'intensificateur de lumière) et des lampes torches Nitrolon P. Le MP-5SD6 peut recevoir une lampe fixée sous le canon silencieux à l'aide d'anneaux.

Le « PM HK » (comme il est couramment nommé au sein du Groupe) est toujours très utilisé malgré l'arrivée du FN P90 aux caractéristiques balistiques intéressantes.
- FN P90 Tactical avec laser intégré dans la poignée. Il renforce et se substitue en partie aux MP-5 et pourrait même les remplacer chez les plongeurs. Le P90 offre une grande capacité de 50 cartouches et tire la très performante munition FN 5,7 × 28 mm dont la puissance de pénétration permet de neutraliser des adversaires abrités ou équipés de gilets pare-balles. Il est l'arme standard des chefs de sections opérationnelles et de groupes tactiques. Les trois rails Picatinny permettent d'y fixer un grand nombre d'accessoires, généralement un collimateur Aimpoint CompM2 sur le rail supérieur (le EOTech n'est jamais vu monté), un laser SureFire sur le côté droit et une lampe à forte intensité du côté gauche. Éventuellement, un silencieux Gemtech SP90 et un sac récupérateur de douilles peuvent être ajoutés.

### Fusils à canon lisse
- Remington 870 en calibre 12 Magnum, le plus souvent avec une crosse se pliant latéralement et un magasin plus long que le canon ; il est aussi doté d'un rail Picatinny en position supérieure sur la culasse accueillant souvent un collimateur (Aimpoint CompM2, Aimpoint 3000 ou EOTech 550 AA), et une lampe ou un laser (voire les deux simultanément) sont souvent fixés sur la pompe.
- Benelli M3 Super 90 en calibre 12 Magnum, rarement vu, contrairement au Remington.
- Franchi SPAS 12 Special Purpose Automatic Shotgun, également en calibre 12. Fusil à pompe possédant, comme le Benelli M3 Super 90 ci-dessus, un sélecteur de tir (permettant de choisir entre un réarmement manuel « à pompe » ou semi-automatique par emprunt de gaz). Son aspect dissuasif et impressionnant en fait une arme appréciée des forces d'intervention.

### Fusils d'assaut

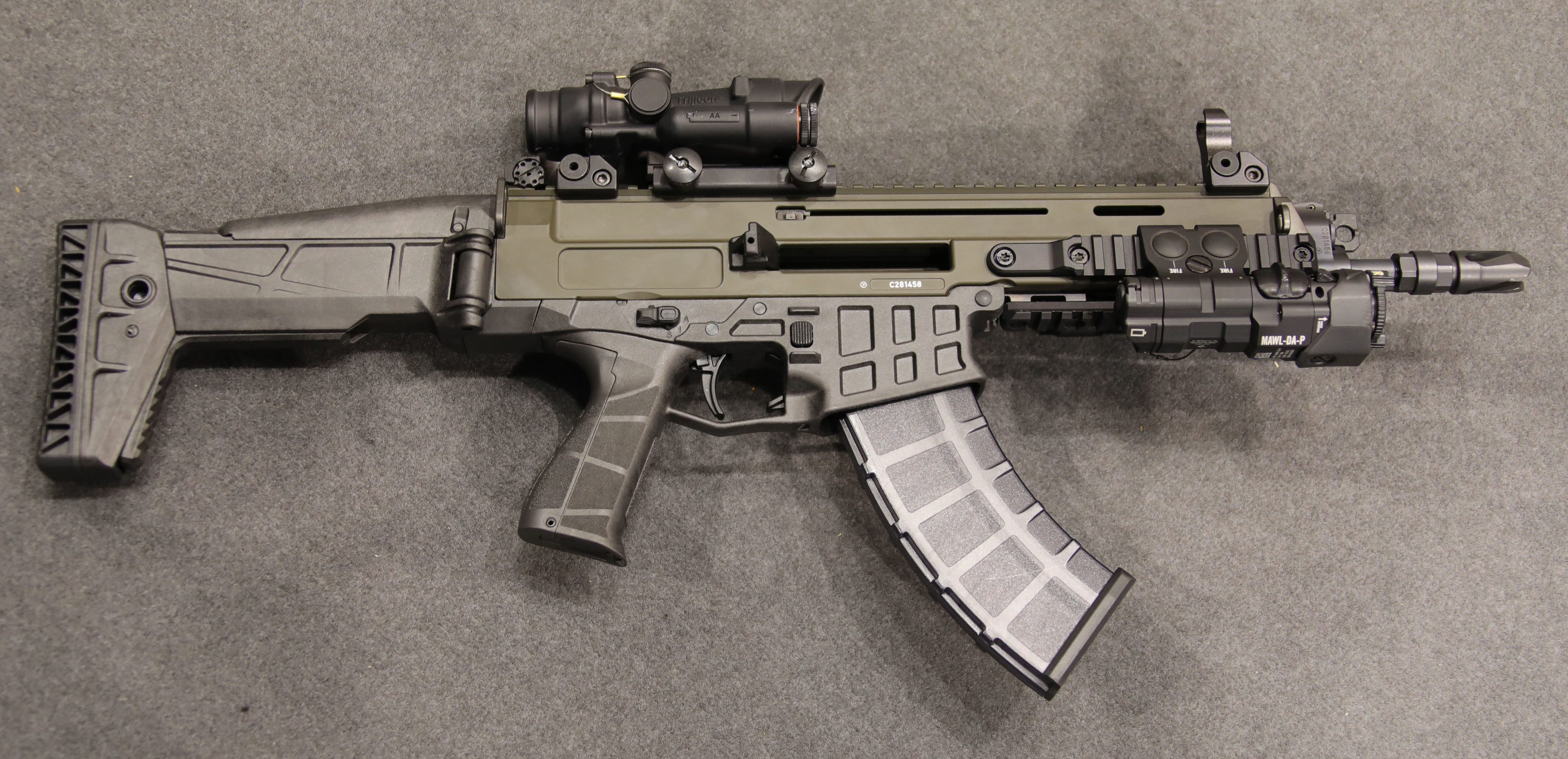
Fusil d'assaut CZ BREN 2 du GIGN.

Le GIGN, comme la plupart des groupes d'intervention de la Gendarmerie nationale, n'utilise des fusils d'assaut qu'en milieu extérieur, le recul de l'arme et sa cadence de tir étant bien moins pratique en milieu intérieur. Toutefois des exceptions peuvent être remarquées, lors de transports de prisonniers dangereux ou d'interventions en milieu carcéral.
- HK G3 TGS, le seul fusil d'assaut en 7,62 × 51 mm OTAN couramment utilisé par le GIGN. Il est principalement utilisé en milieu naturel (par exemple reconnaissances en « missions kaki ») et par des équipes spécialement formées au tir depuis des hélicoptères, ce qui a fait surnommer ces équipes « équipes G-3 ». Le G-3 TGS est un excellente arme d'appui « lourd » par rapport aux autres fusils d'assaut du GIGN en 5,56 mm en raison de son calibre 7,62 × 51 mm OTAN, de sa précision remarquable jusqu'à 400 m et de son lance-grenades HK 79 de 40 mm (utilisé avec des grenades à fragmentation, perforantes ou à gaz). Sa taille, sa crosse fixe ainsi que son puissant calibre (risquant de traverser facilement des murs et de toucher des otages ou les gendarmes d'une autre équipe d'assaut) font qu'il n'est pas utilisé en terrain urbain. Les G-3 TGS du GIGN sont tous équipés d'un sélecteur de tir type numérique et d'une crosse de MSG-90. On peut distinguer une variante « diurne » et une « nocturne » du G-3 au GIGN : la variante « diurne » est équipée d'un lance-grenades HK 79, d'un collimateur diurne Aimpoint 3000 ou 5000 et d'un montage SureFire cocking tube mount 490 ou 491 pour une lampe et un laser. La variante « nocturne » est équipée d'un Aimpoint CompM2 (compatible avec intensificateurs de lumière Lucie), le HK 79 est enlevé et le garde-main est sans accessoire ou avec bipied, le montage SureFire est parfois absent, d'autres fois présent, la lampe ayant dans ce cas un filtre IR. Des photos montrent aussi des Aimpoint 7000S et un laser sous le garde-main en plus du bipied. Pour les « équipes G-3 », les G-3 sont utilisés en versions « diurne » et « nocturne » avec un récupérateur de douilles en métal pour éviter que les étuis éjectés ne puissent endommager l'appareil ou gêner l'équipage ou l'équipe de tireurs.
- SIG-550 et 551 SWAT avec lunette Hensoldt 6 x 42 BL, SIG-552 Commando avec un collimateur Bushnell HOLOsight de première génération, les fusils d'assaut en 5,56 mm les plus utilisés au GIGN par les plongeurs.
- HK33EA2 avec une crosse pliante HK type A3, un sélecteur 3-Round Burst à quatre positions et une lunette diurne Hensold 6 x 42 BL et d'un bipied sous le canon pour l'utilisation comme fusil de sniping (embuscade). D'autres aides à la visée peuvent être montés sur un montage SureFire « cocking tube mount ». Rappelons que le HK33, dérivé du G-3 en calibre 5,56 mm, en garde l'excellente précision même dans sa version standard (le G-3 et le HK33 ont tous deux connu des versions spécifiques de sniping comme le célèbre G-3SG1). On peut le différencier du G-3 par son chargeur courbe, l'absence systématique de lance-grenades et le sélecteur de tir à symboles.
- GIAT FA-MAS F1. De type bullpup, il offre un rapport précision puissance sur taille très élevé. Le changement de configuration (droitier / gaucher) nécessite un démontage partiel et dure moins d'une minute. Peu utilisée, l'arme est trop lourde pour une utilisation tactique en bâtiment, néanmoins elle possède une très grande cadence et puissance de feu (capacité : 25 coups, calibre : 5,56 F1, portée efficace : 300 m, portée max : 3 200 m, système : culasse semi verrouillée).
- HK G36C, fusil de calibre 5,56 OTAN, munis d'une crosse repliable tactique, complété d'une lunette de visée Red Dot et équipé en supplément d'un lance-grenades HK. Cette arme est particulièrement utilisée par la Force de Sécurité et de Protection du GIGN.
- Le HK 416 calibre 5,56 × 45 mm Otan a été choisi le 23 septembre 2016 par la Direction générale de l'Armement (DGA) pour devenir la nouvelle arme longue standard en remplacement du FAMAS à partir de 2017[49]. Il a été adopté par le GIGN plusieurs années auparavant, en même temps que le HK417, à la faveur de l'engagement du groupe en Afghanistan.
- Le CZ BREN 2 en calibre 7,62 × 39 mm M43, un fusil d'assaut utilisé par les Forces armées tchèques. Ce choix est issu des réflexions post-attentats de 2015 où les calibres usuels 9 mm et 5.56 manquaient de puissance d’arrêt[47] pour des terroristes équipés de gilets pare-balles.

### Armes de précision

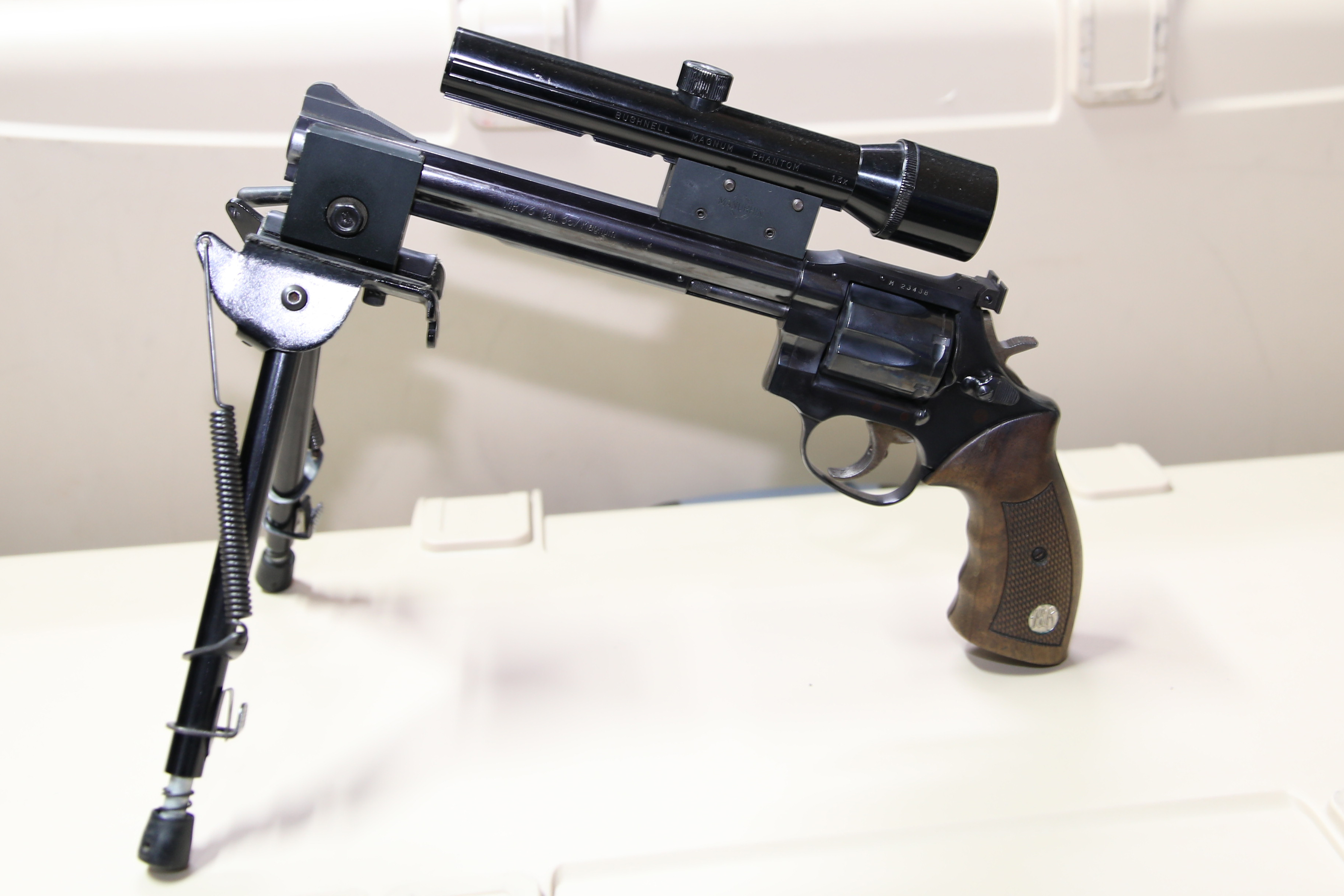
Revolver MR73 avec canon de 8 pouces et lunette Bushnell Phantom.

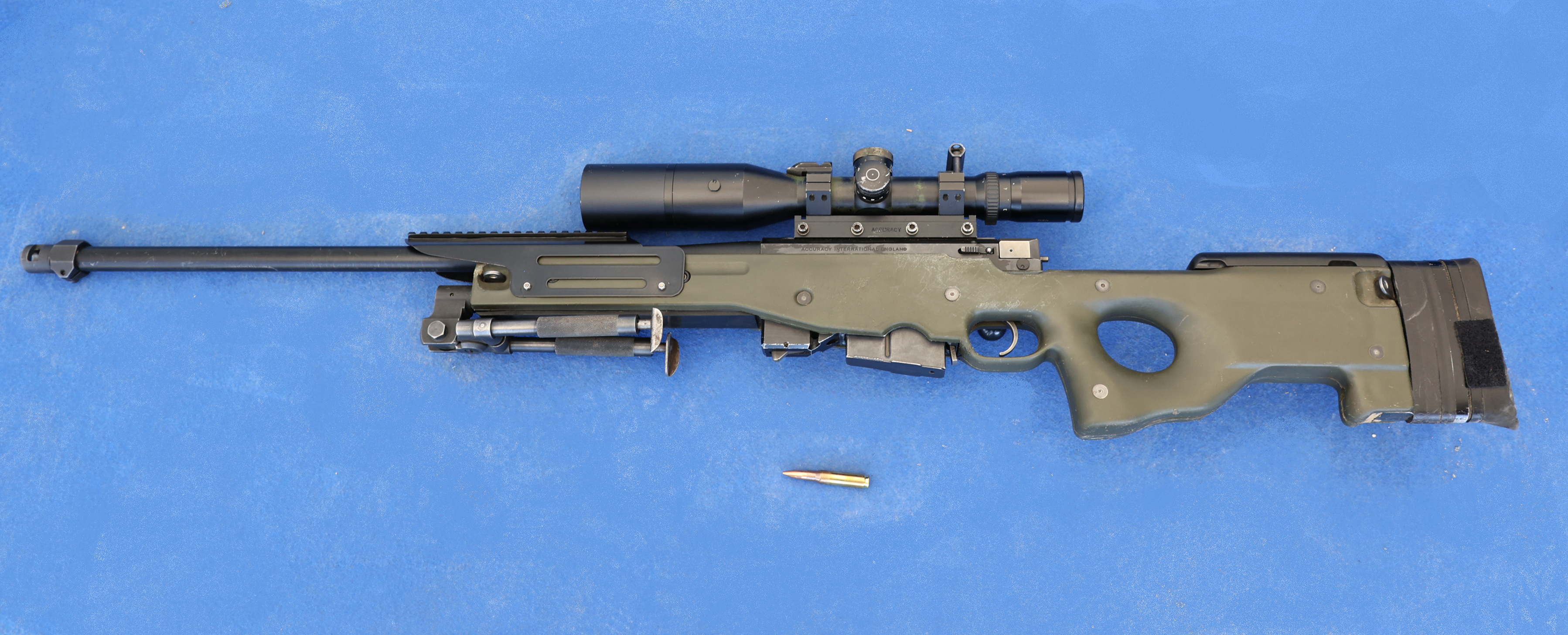
Fusil Accuracy AW L118 A1 calibre .308

- Des modèles spéciaux de Manurhin MR 73 en 8 et 10 pouces, équipés de lunettes et des bipieds, sont utilisés pour des tirs de précision à courte portée. La lunette la plus courante est la Magnum Phantom grossissant 1,5 × produite par Bushnell Corporation (en) (parfois avec une protection caoutchouc autour de l'oculaire identique à celle de l'OB50), mais des optiques 4 × 32 équiperaient aussi d'autres de ces armes. Des S&W avec des longueurs de canons similaires seraient aussi utilisés avec lunettes et bipieds.
- Carabine Ruger Modèle 44 (en) : carabine semi-automatique de calibre .44 Magnum, utilisée jusque dans les années 1990.
- FR F1 : principal fusil de précision de l'unité jusqu'en 1995. La lunette APX 806 d'origine est rapidement remplacée par des lunettes Zeiss plus modernes.
- Le HK417 (7,62 × 51 mm Otan), grand frère du HK416. Arme utilisée avec des canons de différentes tailles.
- Trois modèles de la marque Accuracy International :
  - le AW en .338 Lapua Magnum (8,6 × 70 mm) ou (8,58 × 70 mm)
  - le AWS avec un canon silencieux (combiné à des munitions .308 « Sub » subsoniques) et le seul des trois types à avoir une crosse pliante.
  - le AW SM en .338 Lapua Magnum (8,6 × 70 mm) pour des tirs intermédiaires entre le 7,62 et le 12,7.

Plus de soixante AW remplacent depuis 1995 les vieux FR-F1, qui auront été en service une vingtaine d'années. Une cinquantaine d'AW Super Magnum en .338 Lapua Magnum est entré en service en 2003 pour combler le « trou » existant entre les munitions de 7,62 mm et 12,7 × 99 mm OTAN. Le GIGN a signé un partenariat avec le constructeur Accuracy International pour lui faire partager les résultats des expérimentations de ces fusils dans toutes les conditions climatiques.
La lunette employée pour ces trois armes est la Schmidt & Bender (en) Mk.II 3-12 × 50 avec un réticule Mil-Dot (comme toutes les armes de précision actuellement utilisées par le GIGN) 30 × 30 mm pourvu d'un croisillon luminescent rouge à l'intensité modifiable.
Chacun des huit groupes tactiques du GIGN emporte en opération huit Accuracy équipés d'un intensificateur de lumière Simrad KN200 de 3e génération monté sur la lunette grossissante pour le tir nocturne, ce qui permet d'utiliser la même arme avec les mêmes optiques de jour comme de nuit. Du temps du FR-F1, il fallait choisir entre un exemplaire équipé d'une lunette diurne ou un autre avec un intensificateur OB50. Auparavant les Accuracy étaient équipés de lunettes Bausch & Lomb Tactical 62-1040 grossissement 10 × 40 mm (elles étaient encore en service lors d'un entraînement à Djibouti début 2001) et du bipied Parker-Hale LM6 placé à l'avant de la crosse. Celui-ci a été fixé à mi-longueur de la crosse et non à l'extrémité de celle-ci. L'Accuracy est aussi équipé de rails latéraux type Picatinny (encore que l'on n'ait pas vu d'accessoires montés dessus).
Le GIGN dispose d'équipements de camouflage spéciaux pour ces fusils (schémas Armée française type Centre-Europe et désertique, anglais DPM et moucheté allemand Bundeswehr). Le coût total de l'arme entière est d'environ 20 000 euros.
- Le PGM Hécate II à verrou en 12,7 mm remplace les Barrett M82, Barrett M95 et McMillan depuis 1998. Cette arme est capable de neutraliser des véhicules peu ou pas blindés et de toucher des cibles abritées. Le 12,7 mm est le seul calibre expérimenté par le Groupe capable de traverser les deux vitres blindées d'un sas de banque. Les modèles utilisés sont des Hécate II standard et des Hécate II polymère avec une lunette Scrome J10 10 × 40 à réticule Mil-Dot montée sur un montage STANAG OTAN.

Le groupe disposerait au total de plus de cent Accuracy de tous calibres, et tous ses hommes ont une qualification TE (équipes tireur d'élite) de base sur Accuracy .308 et .338, ce qui en fait le groupe d'intervention disposant du plus grand nombre de tireurs d'élite au monde. Les équipes TE sont habituellement composées de deux hommes, un tireur et un observateur qui utilise un télescope monoculaire Leica Televid 77 mm (ou plus rarement l'Apo-Televid 77 mm) avec divers grossissements disponibles jusqu'à 60 ×, une paire de jumelles Leica Vector IV (ou jumelles infrarouges Thomson Sophie la nuit). Les équipes TE disposent en plus d'un télémètre laser Leica Rangemaster LRF 1200 doté d'une optique 7 × 21 mm ayant une précision d'un mètre avec une portée de 15 à 1 100 m, d'une mini-station météo Skywatch Geos 9 (anémomètre-girouette, boussole, hygromètre, thermomètre, baromètre, altimètre et montre combinés dans un objet de quelques grammes), d'un sac à eau, d'une musette de tir et depuis 2003-2004 d'un carnet de tir spécifique au Groupe.

### Armes sub-létales
La faible fiabilité des armes sublétales et leur dangerosité a longtemps limité leur adoption par le GIGN. La technique favorite était le tir à l'épaule au revolver ou au fusil de précision : une balle dans l'épaule du bras armé est une technique de neutralisation très efficace.
- Pistolet à impulsion électrique Taser X26, en expérimentation depuis 2003.

## Moyens de transport

### Moyens aéroportés

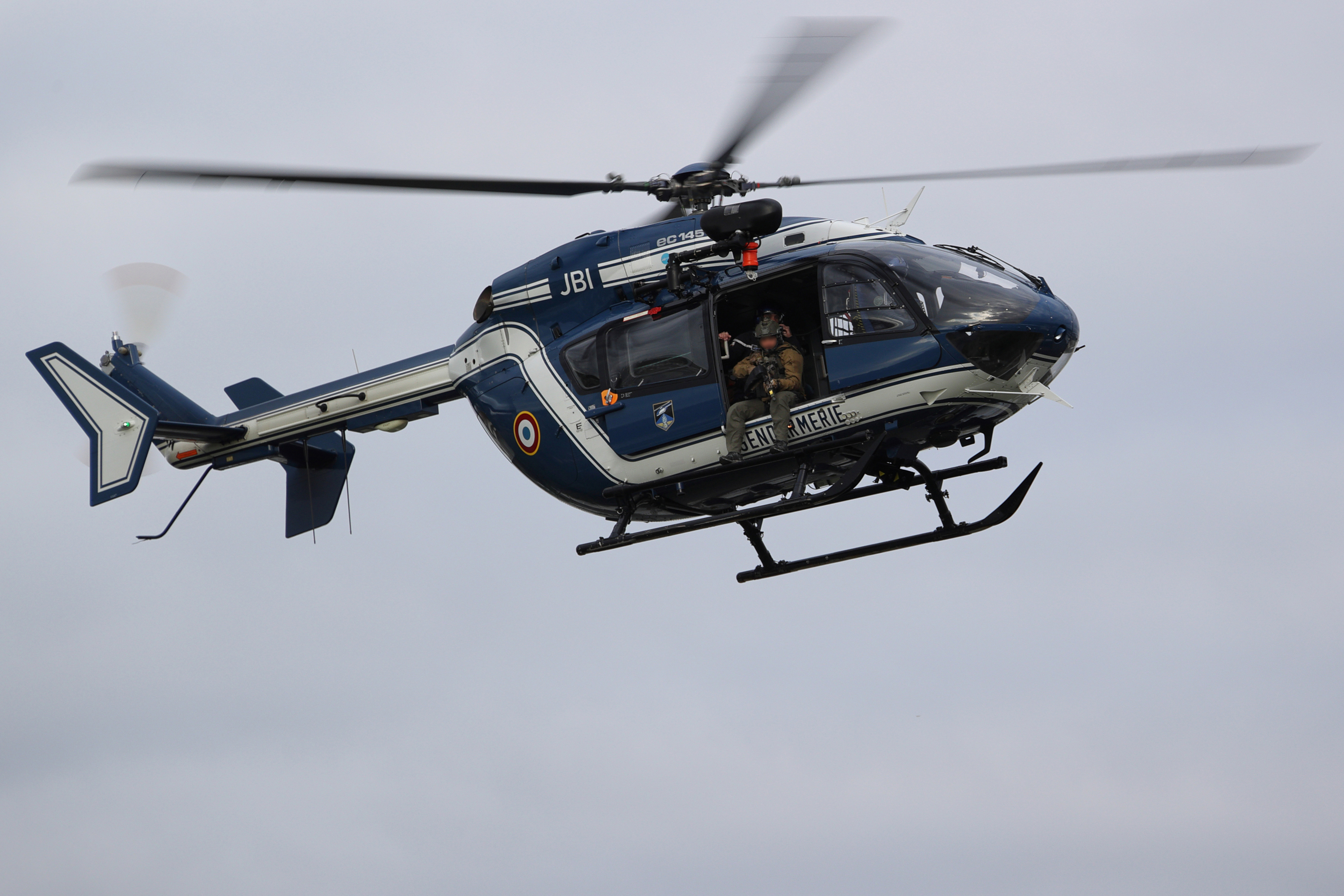
Tireur de précision du GIGN dans un hélicoptère de la Gendarmerie lors d'une démonstration

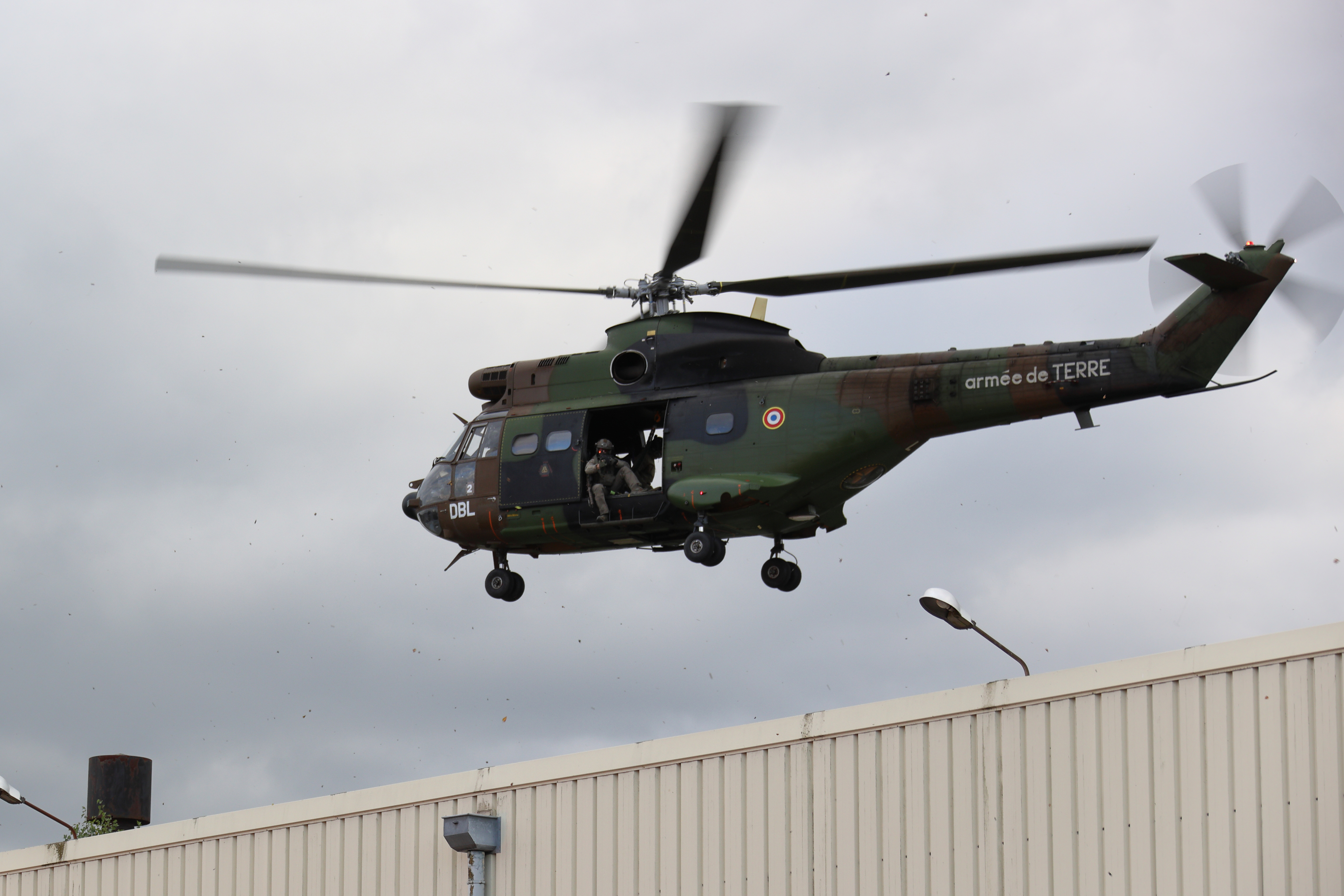
Tireur de précision du GIGN dans un hélicoptère du GIH lors d'une démonstration

Le GIGN opère régulièrement avec les hélicoptères des Forces aériennes de la Gendarmerie nationale (FAGN). Les missions incluent la mise en place de personnel, la recherche et l'appui lors d'une intervention.
De plus, pour les interventions dépassant les capacités des hélicoptères de la Gendarmerie (capacité, rayon d'action etc.), l'unité bénéficie depuis 2006 du Groupe interarmées d'hélicoptères (GIH), unité mixte d'hélicoptères de l'Armée de terre et de l'Armée de l'air et de l'espace, mise à sa disposition par le 4e régiment d'hélicoptères des forces spéciales (4e RHFS), qui est implantée sur la base aérienne 107 de Villacoublay.

### Véhicule SWATEC

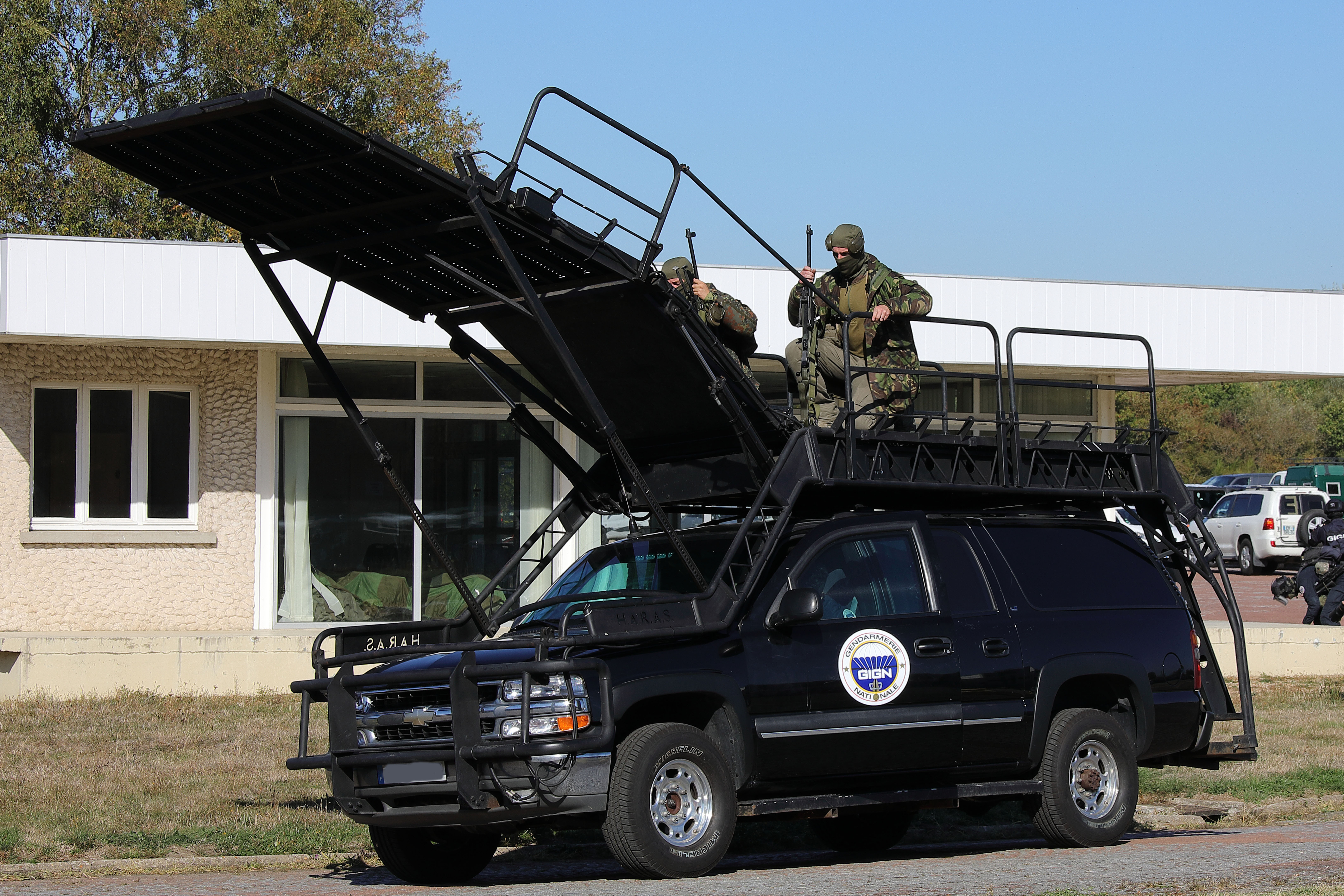
Mise en place de snipers par véhicule SWATEC/HARAS

À la suite de la prise d'otage de l'avion d'Air France à Marignane, les unités d'intervention ont compris que sans un matériel adéquat, la résolution de ce genre d'opération est plus difficile.
Le FBI demande alors à la société américaine SWATEC de fabriquer un système d'intervention surmonté d'un système hydraulique. Cette dernière met au point l'échelle d'assaut HARAS (Height Ajustable Rescue Assault System) ou en français : « Système d'assaut et de secours à hauteur réglable ». Fabriqué par Chevrolet et SWATEC, il est destiné à faciliter les interventions contre des bâtiments ou des véhicules (bus, avion). Il est opérationnel depuis 1999 et le Groupe en possède au minimum quatre.
Le HARAS est maintenu en place grâce à des goupilles de fixation de sûreté à attache rapide. Grâce à cela, il peut être monté ou démonté en moins de dix minutes. Lorsqu'il est entièrement déployé, le HARAS autorise un assaut jusqu'au troisième étage d'un immeuble (à peu près 9 mètres).

### Véhicule Sherpa

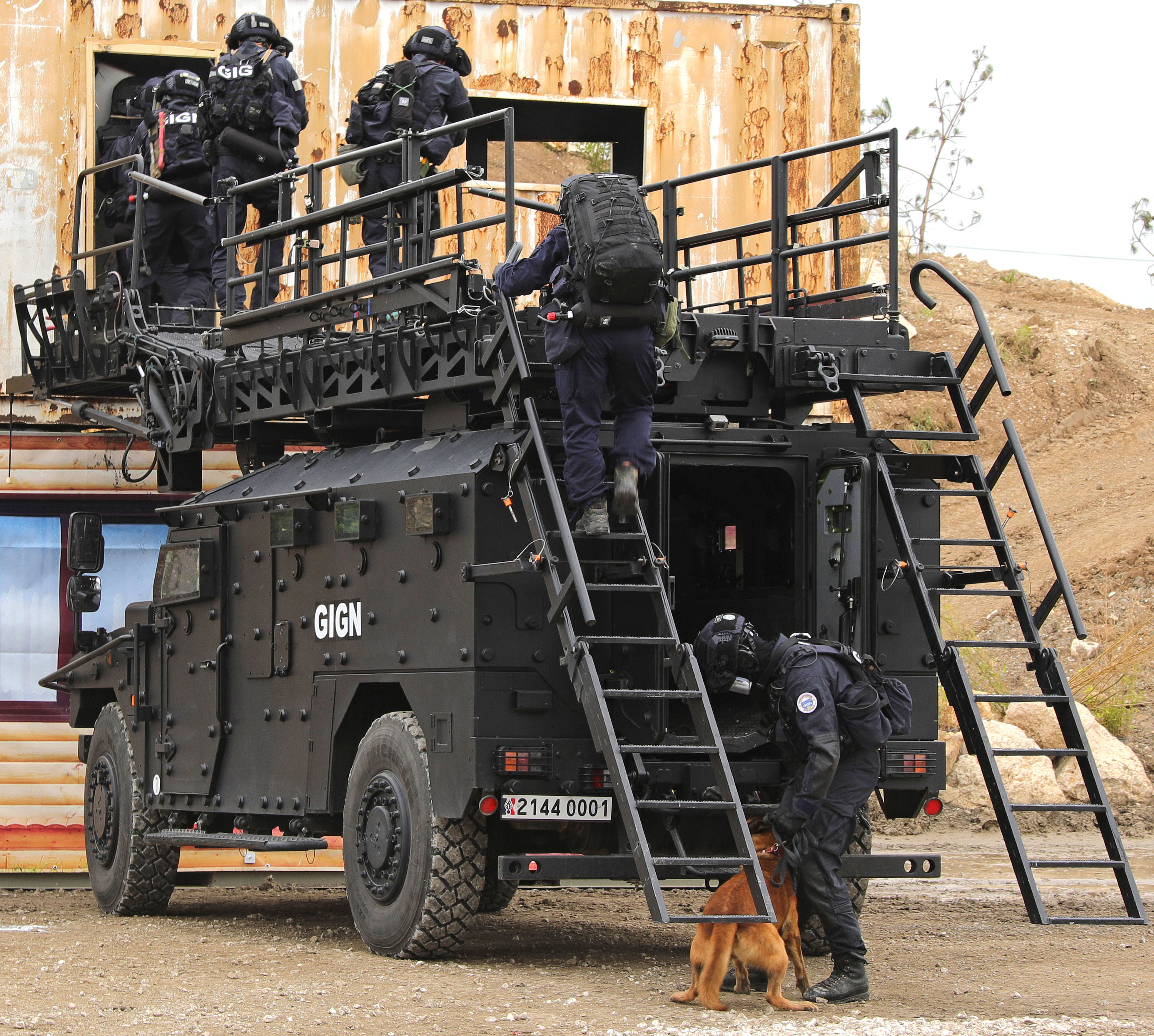
Véhicule d'assaut Sherpa Light lors d'une démonstration - juin 2018

Le SWATEC est complété par le véhicule d'assaut de type Arquus Sherpa Light à partir de 2013 (deux véhicules en dotation en 2018). Le Sherpa connaît sa première utilisation opérationnelle lors de l'assaut du 9 janvier 2015 à Dammartin-en-Goële, au cours duquel il sert à exfiltrer Lilian Lepère, l'employé qui s'était caché sous un évier de l'imprimerie où s'étaient retranchés les frères Kouachi, auteurs de l'attentat de Charlie Hebdo deux jours plus tôt,.
Le Sherpa est un camion 4×4 permanent doté de capacités largement supérieures aux SWATEC. Équipé d’une plateforme modulaire avec rampe hydraulique HARAS pouvant supporter 1,5 tonne ou 10 « opérationnels » jusqu’à 8,65 mètres, ce camion blindé léger (blindage de niveau 2) est fabriqué par Arquus (anciennement Renault Trucks Defense).
Caractéristiques principales :
- Équipage : 10 (2+8)
- PTAC : 10,2 à 10,9 t
- Dimensions : 6 × 2,43 m
- Moteur : Renault MD5 (215-265 ch)
- Protection : NRBC/Mines/IED/RPG

### Véhicule Fortress Intervention

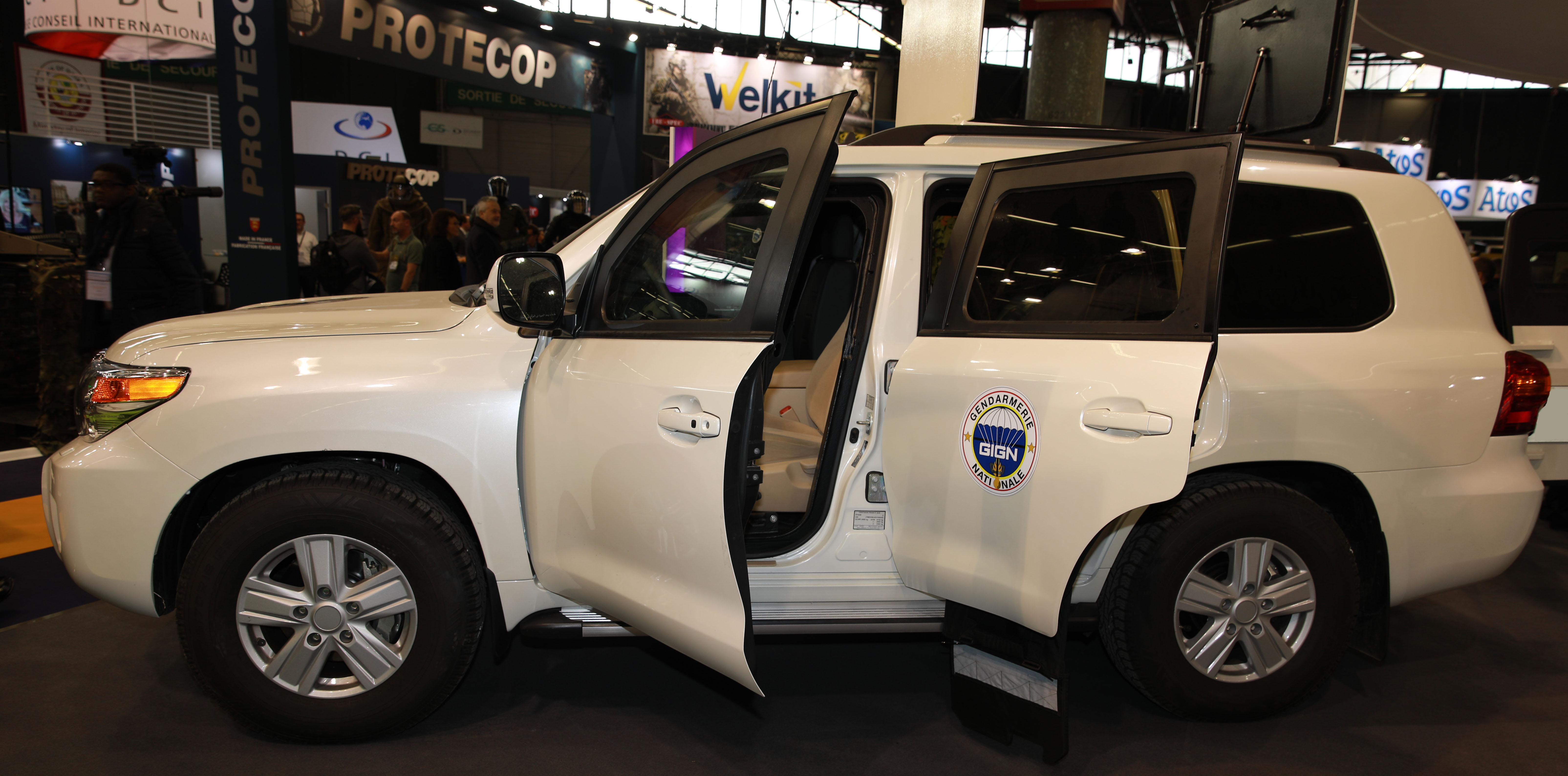
Véhicule blindé Fortress Intervention.

En 2017, la société Centigon livre au GIGN 14 véhicules tout-terrain blindés Fortress Intervention. Basés sur le modèle Toyota Land Cruiser 200 mais bénéficiant d'un blindage de niveau 2 (standard de l'OTAN), ils sont dotés d'une trappe de riposte sur le toit et d’un système « run flat » permettant de rouler avec un pneu crevé.
Ces véhicules blindés mais discrets permettent la mise en œuvre rapide d'équipes d'intervention dans les situations demandant une grande réactivité avec un excellent niveau de protection pour les personnels.
Ils équipent également les antennes métropolitaines du GIGN.

## Distinctions
Le 13 novembre 2011, le GIGN est décoré de la croix de la Valeur militaire par le ministre de la Défense Gérard Longuet à l'EOGN pour sa contribution aux trois principales opérations extérieures de 2011 : guerre d'Afghanistan (2001), guerre civile libyenne de 2011 et crise politico-militaire en Côte d'Ivoire. C'est la première fois que la présence du GIGN en Afghanistan est reconnue officiellement.
Le 31 juillet 2013, l'unité est de nouveau décorée de la croix de la Valeur militaire avec palme de bronze par Jean-Yves Le Drian, ministre de la défense, à Satory pour son engagement en Afghanistan dans l’opération Pamir,. Cf texte intégral de la citation.
Le 17 juin 2015, l'unité se voit remettre par le Directeur général de la Gendarmerie nationale (DGGN), le général d'armée Denis Favier, la fourragère aux couleurs du ruban de la Croix de la Valeur Militaire (CVM) ainsi que la médaille de la sécurité intérieure, échelon or. La fourragère rappelle de façon permanente des actions d'éclat récompensées à plusieurs reprises à l'ordre de l'armée, en l'occurrence les deux attributions au GIGN de la CVM avec palme de bronze à la suite de ses engagements à l'étranger (Afghanistan, Libye et Côte d'Ivoire pour la première, Afghanistan de nouveau pour la seconde). La médaille de la sécurité intérieure récompense l'intervention du GIGN à Dammartin-en-Goële le 9 janvier 2015 à la suite des attentats commis à Paris les jours précédents.
L'unité défile le 14 juillet 2015 lors de la fête nationale, avec le RAID et la BRI PP, en reconnaissance de leur engagement conjoint lors de cette crise.
Par arrêté du ministre de l’Europe et des affaires étrangères en date du 18 mars 2024, la médaille d’honneur des affaires étrangères, échelon or, est attribuée à titre exceptionnel, pour actes de bravoure et de dévouement, au GIGN.

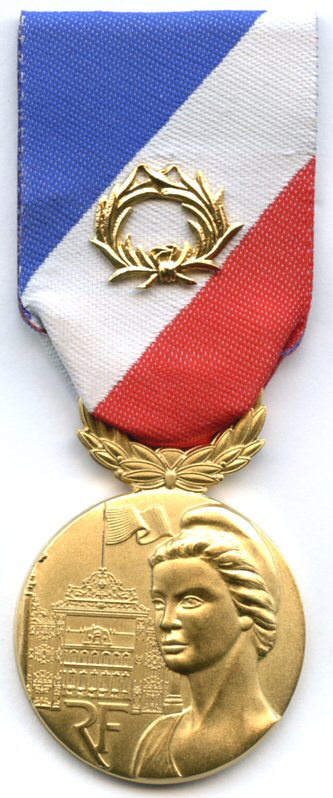
Médaille de la sécurite interieure

## Le GIGN dans la culture populaire

### Films
- L'Assaut, long-métrage réalisé par Julien Leclercq, sur la prise d'otages du vol 8969 Air France. Sorti en salles le 9 mars 2011.
- L'Ordre et la Morale, long-métrage réalisé par Mathieu Kassovitz, sur la prise d'otages de la grotte d'Ouvéa. Sorti le 16 novembre 2011
- Peur sur la ville d'Henri Verneuil, sorti en 1975 comporte une scène d'intervention où le héros (Jean-Paul Belmondo) descend en corde lisse d'un hélicoptère. Cette scène a été tournée avec une équipe du GIGN dirigée par Christian Prouteau lui-même[64].
- L'intervention, long-métrage franco-belge réalisé par Fred Grivois, qui s'inspire très librement de la prise d'otages de Loyada. Sorti en salle le 30 janvier 2019.
- Ad vitam, du réalisateur Rodolphe Lauga, sorti le 10 janvier 2025 sur Netflix.

### Documentaires
- GIGN, à l'épreuve de la sélection, documentaire de Nicolas Moscara, diffusé en 2004[65] sur France 3 dans l'émission Des racines et des ailes ;
- GIGN, au cœur de l'action, documentaire de Nicolas Moscara, diffusé le 27 février 2007 [Où ?] sur France 3 ;
- GIGN, l'armée des ombres, documentaire de Catherine Jentile et Jean-Étienne Mach, diffusé le 20 mars 2010 dans l'émission Reportages sur TF1;
- Au cœur du GIGN, documentaire présenté par Wendy Bouchard, diffusé le 18 novembre 2012 dans l'émission Zone Interdite sur M6 ;
- GIGN, 40 ans d'assauts, documentaire de Vanina Kanban, diffusé le 23 février 2014 sur France 5;
- L'Insider, documentaire de Stéphane Rybojad, diffusé le 13 décembre 2017, sur Planète+ A&E;
- Enquête sous haute tension : Immersion exclusive au cœur du GIGN, documentaire de Timothée Vienne, diffusé le 17 avril 2019 sur C8.

#### Micro-documentaires
- Cœur d'élite : Les Hommes du GIGN, Cap 24 Paris, 2008 [voir en ligne]
- GIGN "Je ne suis pas un héros", prise d'otage à Marignane, micro documentaire, diffusé [Quand ?] sur LCP.

### Jeux vidéo
- Operation Jupiter : ce jeu de 1988 créé par Infogrammes sur Amiga/Atari ST a obtenu une licence officielle pour pouvoir utiliser le logo du GIGN (logo présent sur la boîte du jeu). Il propose d'incarner différents membres du GIGN dont la mission est de résoudre une prise d'otage se déroulant dans une ambassade parisienne ;
- GIGN Anti-Terror Force : ce jeu propose d'incarner un membre d'une unité d'élite dans diverses missions aux quatre coins du monde. Néanmoins, le jeu a été classé comme l'un des plus mauvais FPS par la critique, du fait de ses nombreux bugs rendant le jeu injouable. De plus, contrairement à ce que le titre du jeu laisse penser, à aucun moment on incarne un membre du GIGN ;
- Call of Duty: Modern Warfare 3 : dans le mode solo, le joueur accomplit une mission avec la coopération du GIGN. Dans le mode multijoueur, dans la carte « Résistance (Paris) », le GIGN est l'une des deux équipes disponible dans cette carte (l'autre étant le Spetsnaz). Dans le mode Survie, la section Anti-émeute sont des membres du GIGN ;
- Battlefield 3 : dans le mode solo, des agents russes contrôlés par le joueur échangent des tirs avec le GIGN et la Police nationale en sortant de la Bourse de Paris, tandis que dans le mode coopération c'est le contraire, lorsque le GIGN aide les joueurs à pénétrer dans l'édifice tenu par des terroristes ;
- Counter-Strike, Counter-Strike: Condition Zero et Counter-Strike: Source : chaque joueur peut choisir son personnage, dont un est membre du GIGN ;
- Counter-Strike: Global Offensive, Counter-Strike Nexon : Zombies : sur certaines cartes, l'équipe anti-terroriste est une unité du GIGN et certaines phrases de commandement sont dites en français ;
- Tom Clancy's Rainbow Six: Siege : le GIGN est une unité d'intervention jouable dans le jeu avec Twitch et Montagne (Assaut), Doc et Rook (Défense), ainsi que Lion (Assaut) faisant partie de l’Unité Anti-Menace NRBC.